# Briec
Briec-de-l'Odet redirige ici.
Briec [bʁijɛk] (anciennement nommée Briec-de-l'Odet) est une commune du département du Finistère, dans la région Bretagne, en France.

## Géographie

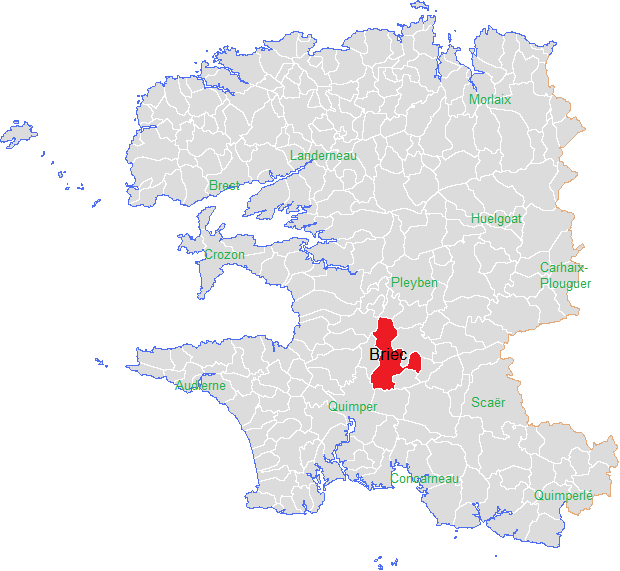
Localisation de la commune de Briec dans le Finistère.

La commune fait partie du Pays Glazik.
Située au cœur de la Cornouaille, Briec est à environ 15 km au nord-est de Quimper. Dominée par le Menez Roc'h-Veur (230 m), la commune est vallonnée et fait partie des bassins versants de l'Odet et de l'Aulne. À l'est, une partie de la commune est enclavée entre Edern et Landudal.
Le centre urbain de Briec regroupe la majorité des habitants et possède l'ensemble des services publics. Le reste de l'habitat est dispersé en hameaux sauf les lotissements isolés dans la zone sud de la commune.
L'espace rural a évolué, du fait du remembrement en parcelles de plus grande taille, vers une typologie rurale nouvelle avec la disparition des talus et enclos.
L'aspect agricole de l'économie, préservé par la commune depuis la fin de la guerre, doit depuis les années 1970 coexister avec une petite industrie où domine le secteur agroalimentaire et à moindre degré la mécanique et le bâtiment.
| Saint-Coulitz Cast | Lothey        | Gouézec Edern |
| Landrévarzec       | Briec         | Langolen      |
| Quimper            | Ergué-Gabéric | Landudal      |

### Hydrographie
Pour un article plus général, voir Réseau hydrographique du Finistère.
La commune est située dans le bassin Loire-Bretagne. Elle est drainée par l'Odet, les Trois Fontaines, le Langevin, le ruisseau du Moulin du Duc, le Langelin, le ruisseau de langelin et divers autres petits cours d'eau,.
L'Odet, d'une longueur de 63 km, prend sa source dans la commune de Saint-Goazec et se jette  dans l'anse de Bénodet entre les communes de Combrit et de Bénodet, après avoir traversé onze communes. 

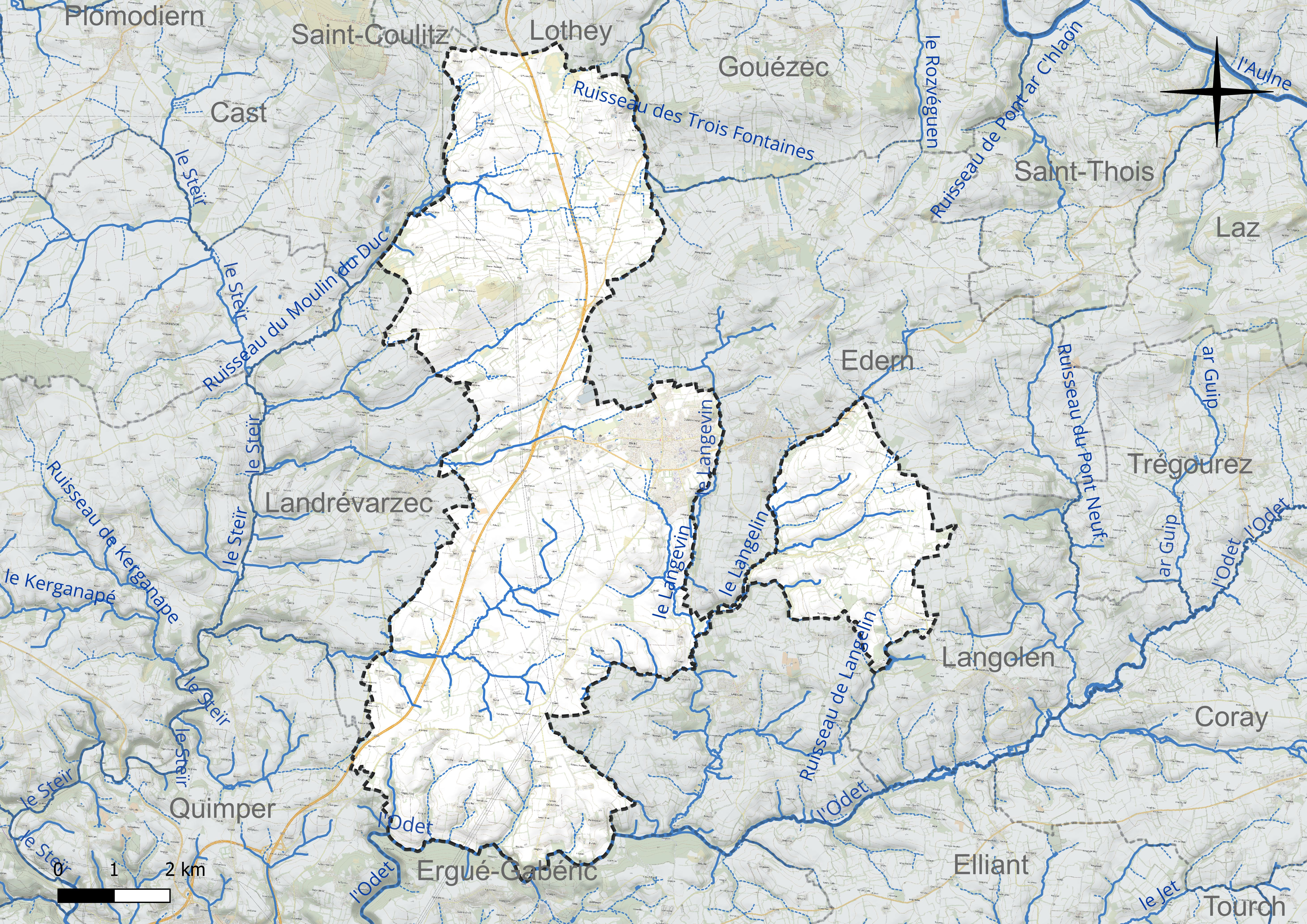
Réseau hydrographique de Briec.

Les Trois Fontaines, d'une longueur de 11 km, prend sa source dans la commune de Gouézec et se jette  dans le canal de Nantes à Brest à Gouézec, après avoir traversé quatre communes. 

### Climat
Pour des articles plus généraux, voir Climat de la Bretagne et Climat du Finistère.
En 2010, le climat de la commune est de type climat océanique franc, selon une étude du Centre national de la recherche scientifique s'appuyant sur une série de données couvrant la période 1971-2000. En 2020, Météo-France publie une typologie des climats de la France métropolitaine dans laquelle la commune est exposée à un climat océanique et est dans la région climatique  Bretagne orientale et méridionale, Pays nantais, Vendée, caractérisée par une faible pluviométrie en été et une bonne insolation. Parallèlement l'observatoire de l'environnement en Bretagne publie en 2020 un zonage climatique de la région Bretagne, s'appuyant sur des données de Météo-France de 2009. La commune est, selon ce zonage, dans la zone « Monts d'Arrée », avec des hivers froids, peu de chaleurs et de fortes pluies.  
Pour la période 1971-2000, la température annuelle moyenne est de 11,2 °C, avec  une amplitude thermique annuelle de 11 °C. Le cumul annuel moyen de précipitations est de 1 185 mm, avec 16,1 jours de précipitations en janvier et 9,2 jours en juillet. Pour la période 1991-2020, la température moyenne annuelle observée sur la station météorologique la plus proche, située sur la commune de Coray à 14 km à vol d'oiseau, est de 11,3 °C et le cumul annuel moyen de précipitations est de 1 423,1 mm,. Pour l'avenir, les paramètres climatiques de la commune estimés pour 2050 selon différents scénarios d'émission de gaz à effet de serre sont consultables sur un site dédié publié par Météo-France en novembre 2022.

## Urbanisme

### Typologie
Au 1er janvier 2024, Briec est catégorisée bourg rural, selon la nouvelle grille communale de densité à 7 niveaux définie par l'Insee en 2022.
Elle appartient à l'unité urbaine de Briec, une agglomération intra-départementale dont elle est ville-centre,. Par ailleurs la commune fait partie de l'aire d'attraction de Quimper, dont elle est une commune de la couronne,. Cette aire, qui regroupe 58 communes, est catégorisée dans les aires de 200 000 à moins de 700 000 habitants,.

### Occupation des sols
L'occupation des sols de la commune, telle qu'elle ressort de la base de données européenne d'occupation biophysique des sols Corine Land Cover (CLC), est marquée par l'importance des territoires agricoles (91,9 % en 2018), une proportion sensiblement équivalente à celle de 1990 (92,3 %). La répartition détaillée en 2018 est la suivante : 
terres arables (49,4 %), zones agricoles hétérogènes (33,7 %), prairies (8,8 %), zones urbanisées (2,8 %), zones industrielles ou commerciales et réseaux de communication (1,8 %), forêts (1,8 %), milieux à végétation arbustive et/ou herbacée (1,5 %), mines, décharges et chantiers (0,1 %), zones humides intérieures (0,1 %). L'évolution de l'occupation des sols de la commune et de ses infrastructures peut être observée sur les différentes représentations cartographiques du territoire : la carte de Cassini (XVIIIe siècle), la carte d'état-major (1820-1866) et les cartes ou photos aériennes de l'IGN pour la période actuelle (1950 à aujourd'hui).

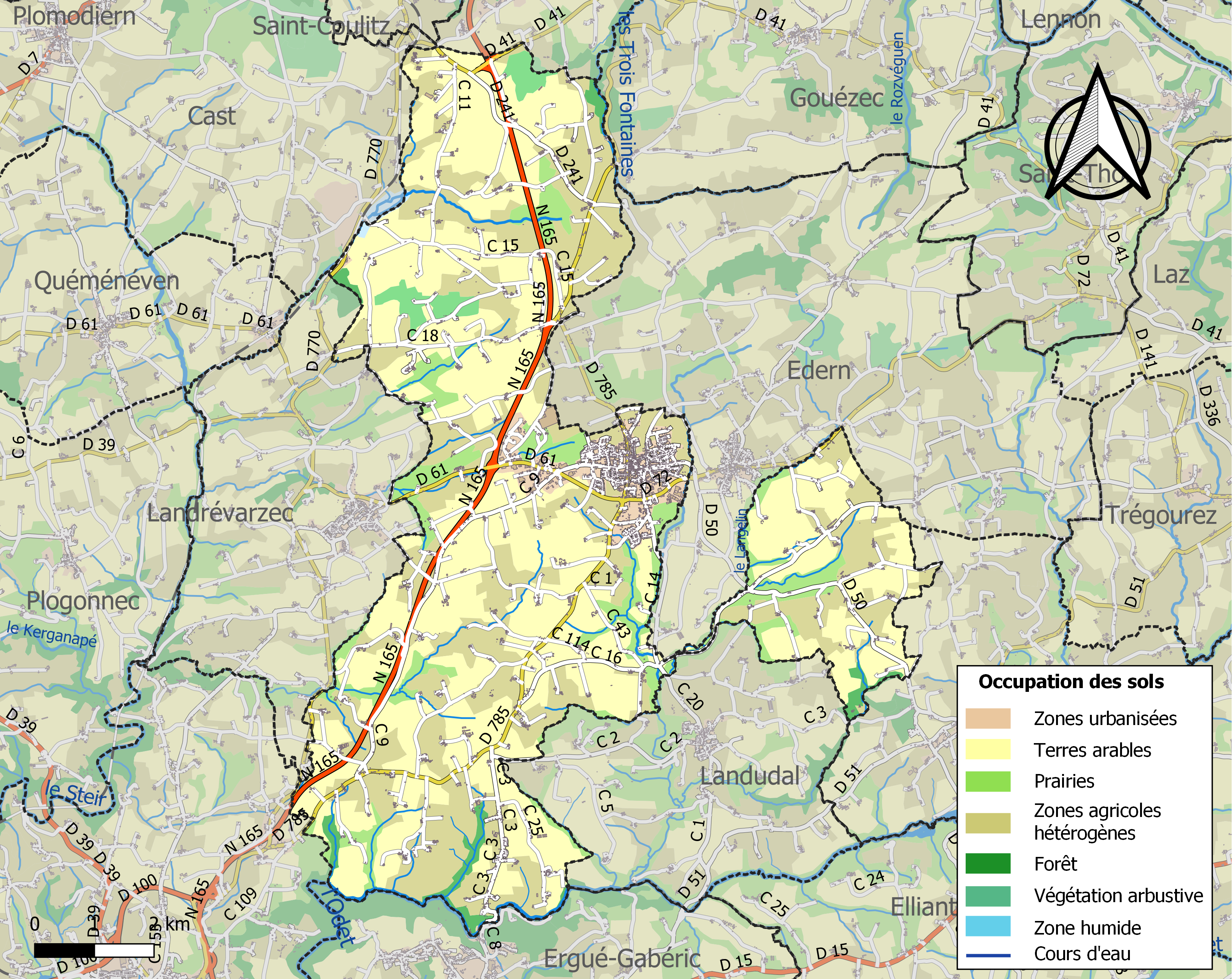
Carte des infrastructures et de l'occupation des sols de la commune en 2018 (CLC).

## Toponymie
Le nom de la commune en breton est Brieg. 
Briec s'appelait autrefois Plebs Brithiac au XIe siècle, Briziac en 1330 se retrouve parfois sous le nom de Briziec (XVIIe siècle). Le suffixe -ac montre que le nom est d'origine gallo-romaine.

## Histoire

### Origines
La paroisse de Briec comprenait Edern et sa trève Guellevain [Gulvain], Landrévarzec, les trèves de Langolen, Landudal, Quilinen et Tréflez (désormais en Landrévarzec).

### Préhistoire

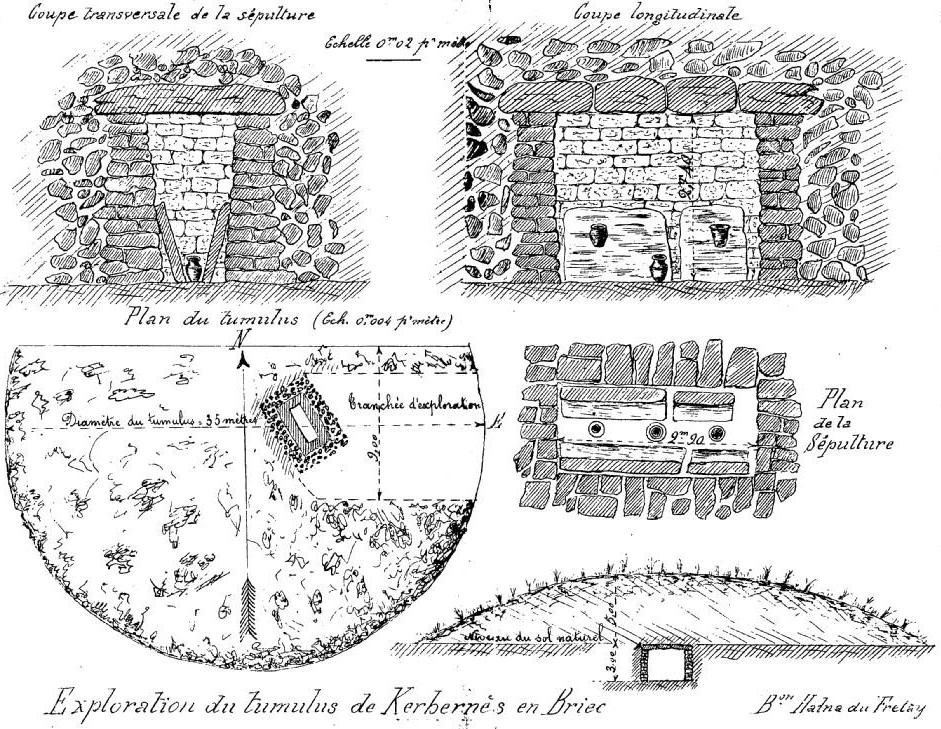
Plans du grand tumulus de Kerbernez en Briec (par Maurice Halna du Fretay).

Maurice Halna du Fretay a fouillé en 1892 le grand tumulus de Kerbernez, qui se trouve dans un champ dénommé Goarem-an-Tuchen (« La grande butte ») ; ce tumulus avait un diamètre de 35 mètres pour une hauteur de 5,50 mètres en son centre, et est composé de terre jaune. Un galgal entourait le dolmen, formé de dalles en schiste et en grès ; trois urnes funéraires très décomposées par le temps y avaient été déposées dont l'urne centrale, plus imposante, devait contenir les cendres d'un personnage plus important ; 25 silex taillés ont également été trouvés. Ce tumulus est très ancien, datant d'environ 4000 ans avant notre ère.

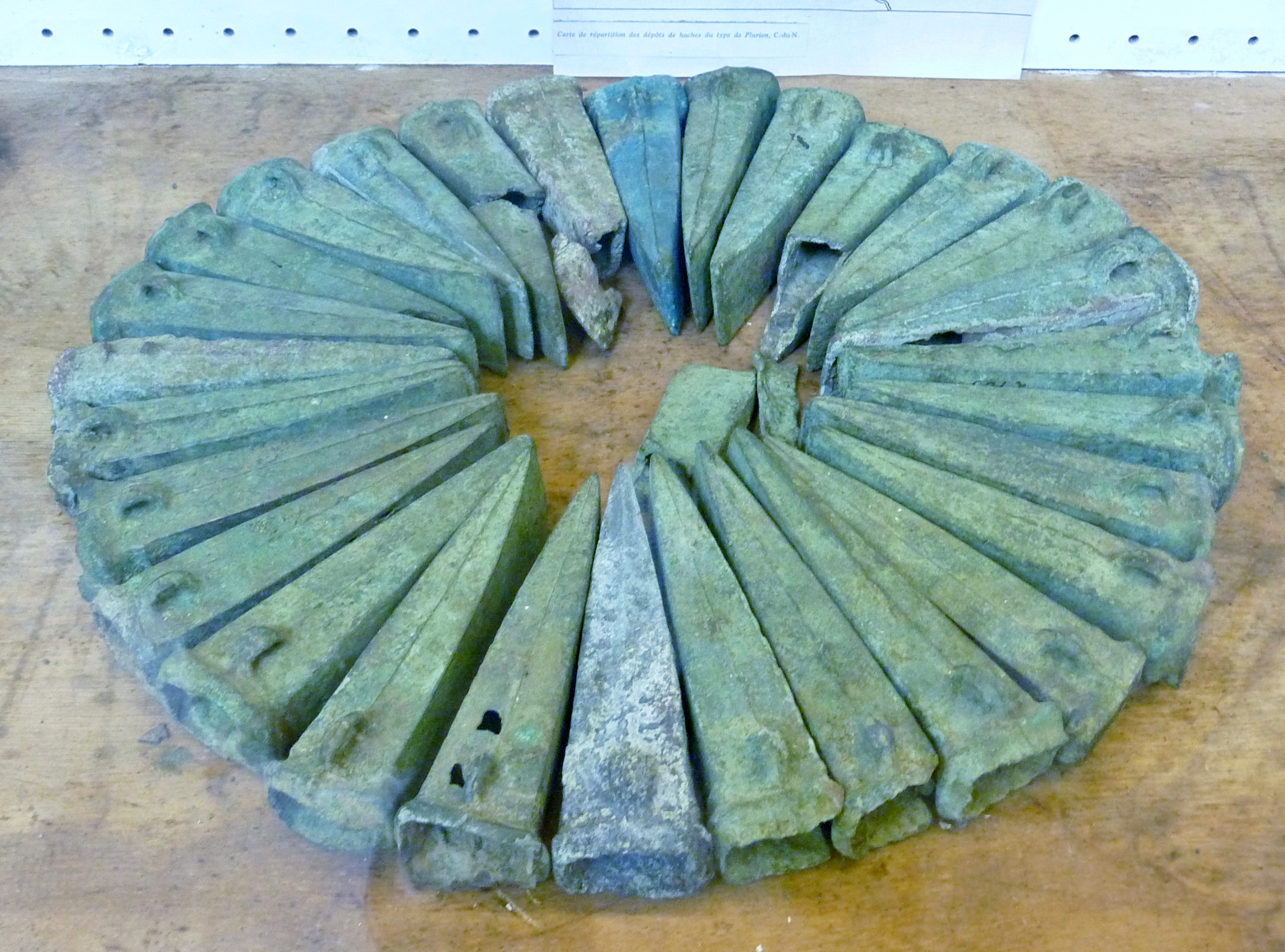
Dépôt de 30 à 40 haches à douille trouvées en 1928 à La Châtaigneraie (Musée de la préhistoire finistérienne de Penmarc'h).

### Antiquité
Briec semble avoir été un fundus gallo-romain : la tradition place en effet sur le territoire de Briec un camp romain. Un cavalier à l'Anguipède (IIe siècle), découvert à Guellen, est exposé au Musée départemental breton de Quimper.

### Moyen Âge
Selon le cartulaire de Landévennec, le roi Gradlon aurait donné des terres (22 métairies valant 300 sous d'argent) en Brithiac [Briec] à saint Guénolé pour qu'il fût inhumé dans l'abbaye de Landévennec. Selon le cartulaire de Quimper, le consul Hoël aurait donné au XIe siècle la terre de Bremuden en Brisiac à la cathédrale Saint-Corentin de Quimper et à son chapitre.
La région de Briec formait au haut Moyen Âge un pagus, c'est-à-dire une subdivision administrative de la Cornouaille, devenu le Pays glazik. La ploue  de Brithiac (ou  Briziac), une des paroisses primitives de l'Armorique, regroupait aussi Landudal, Langolen, Edern, Landrévarzec, Laz et Trégourez ; elle était vaste de 15 000 hectares.
Vers 1248, Landrévarzec se détache de la paroisse de Briec pour constituer une paroisse indépendante. « La paroisse de Briec se présentait jadis comme une curieuse mosaïque de trêves et d'enclaves séparées du quartier du bourg par les territoires d'Edern et de Landrévarzec » a écrit Bernard Tanguy.
Le "Mur du diable" doit son nom à un récit légendaire qui attribue sa construction au diable. En fait il s'agit d'un mur construit à l'époque du duc de Bretagne Jean Le Roux pour entourer sa propriété de Castel-Nin (Châteaulin) ; ce mur en pierres tantôt sèches, tantôt maçonnées, large d'un mètre et haut d'environ 8 pieds (2,4 m) avait 7 à 8 lieues de périmètre et était bordé côté extérieur par un chemin large de 3 mètres ; il traversait la partie nord de la paroisse de Briec.
Une bonne partie de la paroisse de Briec dépendait de la seigneurie de La Roche-Helgomarc'h, séparés en deux tronçons principaux : les manoirs de La Motte, Stanglevenen, Kerautret, Parc-Jean, Kervenou, Rosquillec, Roc'hou, Kercalédan, le Guern, Kerhervé, Kergolhuezen, Kereffran, Lannuchuezen, Kerampeoc'h et Quénec'hdu d'une part ; le second tronçon, séparé du précédent par le fief de Guellevain [Gulvain], qui dépendait de l'abbaye de Landévennec, couvrait une grande partie de la paroisse de Briec avec ses trèves de Langolen, Landudal et Quilinen. Ces terres furent par la suite, à partir de 1576, incorporées dans le marquisat de La Roche-Laz.
Une autre partie de la paroisse de Briec dépendait de la baronnie de la Châtaigneraie (Quistinic en breton), qui appartenait à la famille de Quélen. A. Marteville et P. Varin écrivent en 1843 que le manoir de La Châtaigneraie était remarquable, antérieur aux croisades. Le sire de la Châtaigneraie, François de Quélen, fait prisonnier en Terre sainte, fut délivré et fit élever, en actions de grâce, l'église de Landudal, qui est de style ogival. Cela est constaté par une inscription qui existe encore dans cette église.

### Époque moderne

#### La révolte du papier timbré à Briec
Le 9 juin 1675, à Briec et dans les environs, a lieu un épisode de la Révolte du papier timbré, connue aussi sous le nom de "Révolte des Bonnets Rouges" :

« (...) À Briec (...), le tocsin sonna. De plus de vingt villages des environs, 2 000 paysans, armés de fusils, de fourches, de « bâtons ferrés », c'est-à-dire probablement d'épieux et de piques, se rassemblèrent à l'issue de la messe dans le cimetière. Ils furent harangués par Allain Le Moign, dit le « grand Moign », « caporal » de la trève du Gorresquer [Gorrequer] en Briec, c'est-à-dire d'un hameau avec une chapelle dépendant de la paroisse de Briec, et par Germain Balbouez, « caporal » de la trève de Landudal (...). Qu'est-ce que ce titre de « caporal » ? Signifie-t-il chef élu, ou est-il l'équivalent de « coq de paroisse » (...), ou est-ce un grade dans les milices organisées (...) ? Menés par Le Moign, Balbouez et Laurent Le Quéau, meunier de Quéménéven (...), les paysans entraînant de force leurs prêtres, les recteurs de Briec et d'Edern, marchèrent sur le château de La Boissière, où ils croyaient trouver, chez Monsieur de Kéranstret, le marquis de la Coste et le sieur de la Garenne-Jouan, qu'on disait porteur de la gabelle. Leur but était de massacrer tous ces nobles. Pour ces paysans, tous les nobles étaient des gabeleurs. Ne trouvant pas ceux qu'ils cherchaient, ils défoncèrent les barriques de vin, s'emparèrent des armes et des munitions et mirent le feu au château. »

Les trois meneurs de cette révolte cités dans ce texte furent exclus de l'amnistie accordée le 5 février 1676 par Louis XIV. Laurent Le Quéau fut torturé par le feu à trois reprises puis « exécuté de mort » à Quimper le 17 août 1675 après avoir été jugé par le présidial de Quimper. Lors de son interrogatoire mené par l'avocat du roi Pierre du Disquay, il déclare :

« Le jour du dimanche de la Trinitté [Trinité], au mois de juin dernier, il estoit en sa maison lorsque le toxin [tocsin] fust sonné dans la paroesse de Quéménéven et Saint-Venec [Saint-Vennec] et Briziac [Briec] au poinct du jour (...) accompagné de Jean Louarné, texier, demeurant chez l'interrogé. Interrogé, répond qu'il portoit un fusil et ledit Louarné qui l'accompagnoit une fourche de fer (...), qu'estant à Saint-Venec, il s'y estoit amassé quantité de personnes, tous armés; avec lesquels il alla au bourg de Briziac (...), qu'ayant appris que le sieur de La Garaine-Jouan [La Garenne-Jouan] estoit porteur de la gabelle, lequel ils croioient estre au manoir de la Boixière [Boissière] chez Monsieur de Keranstret, ils résolurent tous ensemble de s'y en aller à dessin de les exterminer, où estant arrivez au nombre de quatre à cinq centz personnes, ils demandèrent le dict La Garaine. (...) Enragés de ne point le trouver, ils demandèrent du vin. (...). Répond qu'ensuite ils étaient tous esprins de vin, apprès quoy il vit le feu (...) dans la crèche (...), dict que le feu fut aussy mis en la grange dudit manoir de La Boixière, (...) dans l'entrée dudict manoir (...), que l'on cassoit et brisoit tout ce que l'on trouvoit dans leur voye. (...) Dict qu'ils se retirèrent ensuitte tous chacun chez soy (...). »

Allain Le Moign et plusieurs autres furent aussi arrêtés et le même texte fournit aussi la retranscription de leurs interrogatoires. On ignore s'ils furent tous exécutés, mais ce fut le cas pour Allain Le Moign, dont voici des extraits de sa condamnation à mort par le tribunal de Carhaix :

« Le Grand Moign, condamné à être pris par l'exécuteur de haute justice (...), la corde au cou, tête et pieds nus, en chemise, tenant une torche allumée en main du poids de six livres, être conduit devant la porte de l'église collégiale de Saint-Trémeur de cette ville de Carhaix, et là, à deux genoux, demander pardon à Dieu, au roi et à la justice, puis mené au martray de cette ville pour, sur un échafaud qui y sera dressé au pied de la potence, y être sur une croix de saint André, étendu, son corps et ses membres rompus et brisés à coups de barre de fer, au nombre de cinq coups, icelui (...) étranglé jusques à extermination de vie pour y rester à demain prochain six heures de matin pour, passé de ce, son corps être porté dans ladite paroisse de Briec, et mis sur une route élevée de huit pieds de hauteur, sur le proche grand chemin auprès de la grande maison de La Boixière [La Boissière, en Edern], et y demeurer jusques à parfaite consommation. »

#### La paroisse de Briec et ses trèves auxXVIIeetXVIIIesiècles
Au XVIIe siècle, la paroisse de Briec comprenait encore les trois trèves de Quilinen, Landudal et Langolen et possédait de nombreuses chapelles : Saint-Corentin du Creisquer, Saint-Sébastien de Garnilis, Saint-Adrien, Le Pénity, Sainte-Cécile, Saint-Vénec, Saint-Egarec, Notre-Dame de Pitié, Saint-Magloire sur la trève de Langolen et Saint-Tugdual sur la trève de Landudal. En 1694, après un procès qui dura quatre ans, les tréviens de Langolen obtinrent le droit de pas payer leur quote-part pour la construction du clocher de l'église paroissiale de Briec, ce qui confirme leur autonomie par rapport à la paroisse-mère de Briec.

#### La justice à Briec auxXVIIeetXVIIIesiècles
La juridiction du marquisat de La Roche-Laz tint ses audiences alternativement à Laz et à Briec. « La juridiction était exercée par (...) des officiers, sénéchal, bailli, et procureur fiscal, assistés de cinq à six sergents, et d'environ dix-huit procureurs qui cumulaient le plus souvent leur charge avec les fonctions de notaire. Les audiences se tenaient assez régulièrement de quinzaine en quinzaine, alternativement à Laz et Briec, en exécution d'un arrêt du Parlement de 1665. Il y avait un auditoire dans chacune de ces localités. Les prisons se trouvaient à Laz où se voyait aussi un pilier armorié aux armes de la juridiction avec cep et collier servant de pilori ».

#### Briec en 1778
Jean-Baptiste Ogée décrit ainsi Briec en 1778 :

« Briec, sur la route de Quimper à Châteauneuf-du-Faou ; à 2,5 lieues au nord-est de Quimper, son évêché et son ressort et à 36,5 lieues de Rennes. Cette paroisse, dont la cure est présentée par le chapitre de la cathédrale, relève du roi et compte, y compris ceux de Landudol (Landudal), Langolen et Quillinen, ses trèves, 4700 communiants. Il s'y exerce une haute-justice. Ce territoire, d'une étendue considérable et couvert de bois, referme des coteaux, des vallons, des montagnes, et surtout des landes. Il est à croire que le sol est ingrat et stérile, ou que les habitants ne se donnent pas à la culture de leurs terres puisqu'elles sont si peu travaillées qu'à peine produisent-elles du grain pour la subsistance des cultivateurs. Les maisons nobles de Briec sont la Motte, Bodonel, Guelven et Les Salles. Ces deux dernières ont haute, moyenne et basse justice, et appartiennent à M. de Cicé, en sa qualité d'abbé de Landévennec. »

### Révolution française
Briec et ses trèves de Quilinen et Landudal (en tout 400 feux), furent représentés par cinq députés (Pierre Briand, Jean Le Cœur, Pierre Timen, Corentin Seznec, Hervé Le Saux) à l'assemblée du Tiers état de la sénéchaussée de Quimper.
Le décret de l'Assemblée nationale du 16 août 1791 précise que hors la ville, les paroisses du district de Quimper sont réduites à 18. Parmi elles, « Briec, qui aura pour succursales les paroisses supprimées de Langolen, Quilinen, Landudal et Saint-Guénec [Saint-Vennec] ». Ce découpage ne fut que provisoire et non repris lors de la création des communes  par le décret de la Convention nationale du 10 brumaire an II (31 octobre 1793).
En 1795, des chouans, basés à Locoal-Mendon dans le Morbihan, dirigés par Georges Cadoudal, de retour de la poudrerie du Pont-de-Buis qu'ils avaient attaqué par surprise pour y voler de la poudre, tuèrent l'instituteur et le curé constitutionnel de Briec ainsi que le curé aussi constitutionnel de Saint-Ségal.
Michel-Armand de Cornouaille, dit « le comte de Cornouaille », né le 22 décembre 1777 au manoir de Kerlez (Trolez) en Landrévarzec (puis en Briec à partir de 1790), participa à la Chouannerie locale dont il fut l'un des chefs (chef de la 9e légion de chouans, il était surnommé "Carnage") aux côtés de Jean François Edme Le Paige de Bar pendant la Révolution française, organisant notamment l'assassinat de Pierre Briand, ancien député à l'Assemblée législative, juge de paix et administrateur du canton de Briec, le 17 brumaire an VIII (7 novembre 1799) à Landudal ; il fut aussi soupçonné d'avoir participé à l'assassinat de l'évêque de Quimper, Yves Marie Audrein le 19 novembre 1800 ; en 1815, il organisa l'insurrection de Quimperlé. Époux de Rose-Marie-Josèphe de Quélen, élevé au grade de chef de bataillon, il mourut à Quimper le 11 mai 1822.

### LeXIXesiècle

#### Briec en 1818
Un rapport officiel décrit ainsi Briec-de-l'Odet en 1818 : « Le chef-lieu ne se compose que de l'église et du presbytère, de deux maisons particulières, deux auberges, trois habitations rurales et quelques chaumières. (...) Les hameaux, assez également répartis sur l'étendue de la commune, sont au nombre de 296 et quelques maisons isolées ».

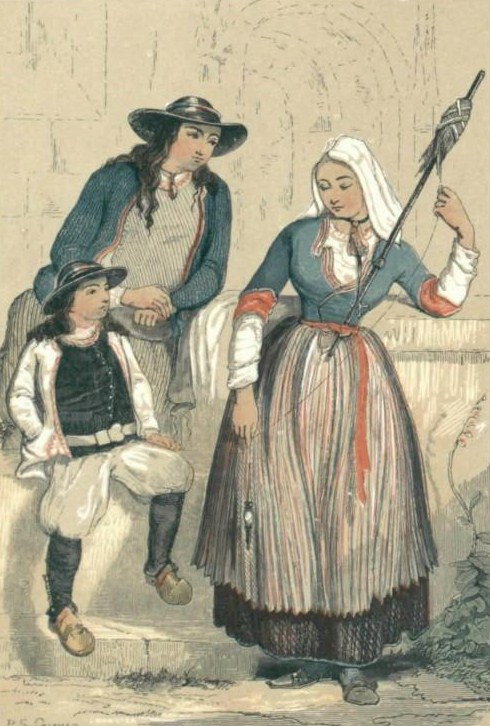
Briec : personnages costumés (dessin de 1844).

#### L'importance de l'élevage
En 1801, l'élevage était important à Briec : dans ses 434 exploitations agricoles, on recensait alors  environ 850 chevaux, 1 700 bœufs et 2 600 vaches ; les landes occupaient 30 % du finage, mais il ne faut pas oublier qu'elles constituaient alors un fourrage apprécié.
La prospérité de la commune et d'une partie de ses habitants au fil des siècles sera favorisée par le développement de l'élevage et notamment d'une race particulière de chevaux, les « doubles bidets ». Henry de Robien écrit encore en 1910 que les communes du canton de Briec, notamment Briec, Landrévarzec, Landudal et Langolen « constituent une zone merveilleuse pour la production du cheval de trait léger, du bidet compact ».

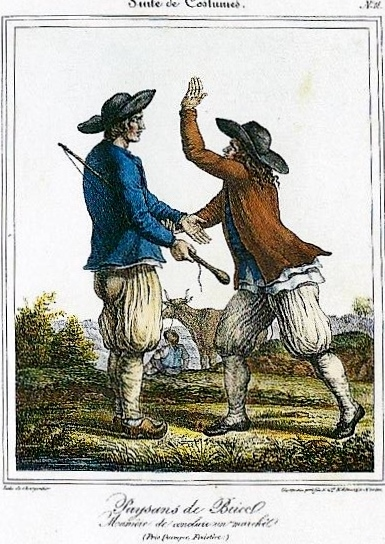
Paysans de Briec. Manière de conclure un marché (vers 1830, dessin de Pierre Henri Charpentier, d'après un tableau de François Valentin, musée départemental breton, Quimper).
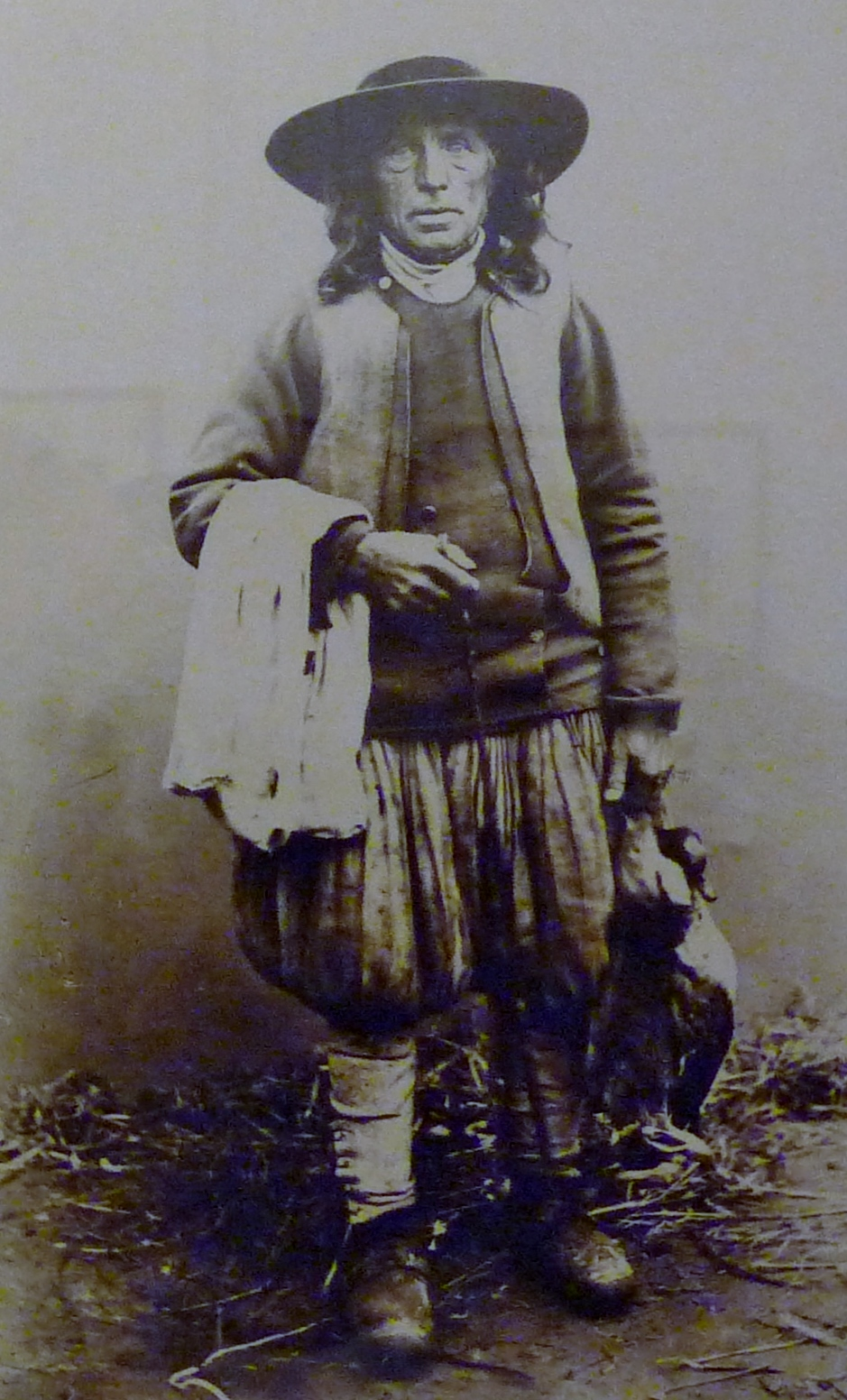
Homme de Briec à la fin du XIXe siècle (photographie de Joseph Villard, Musée départemental breton).
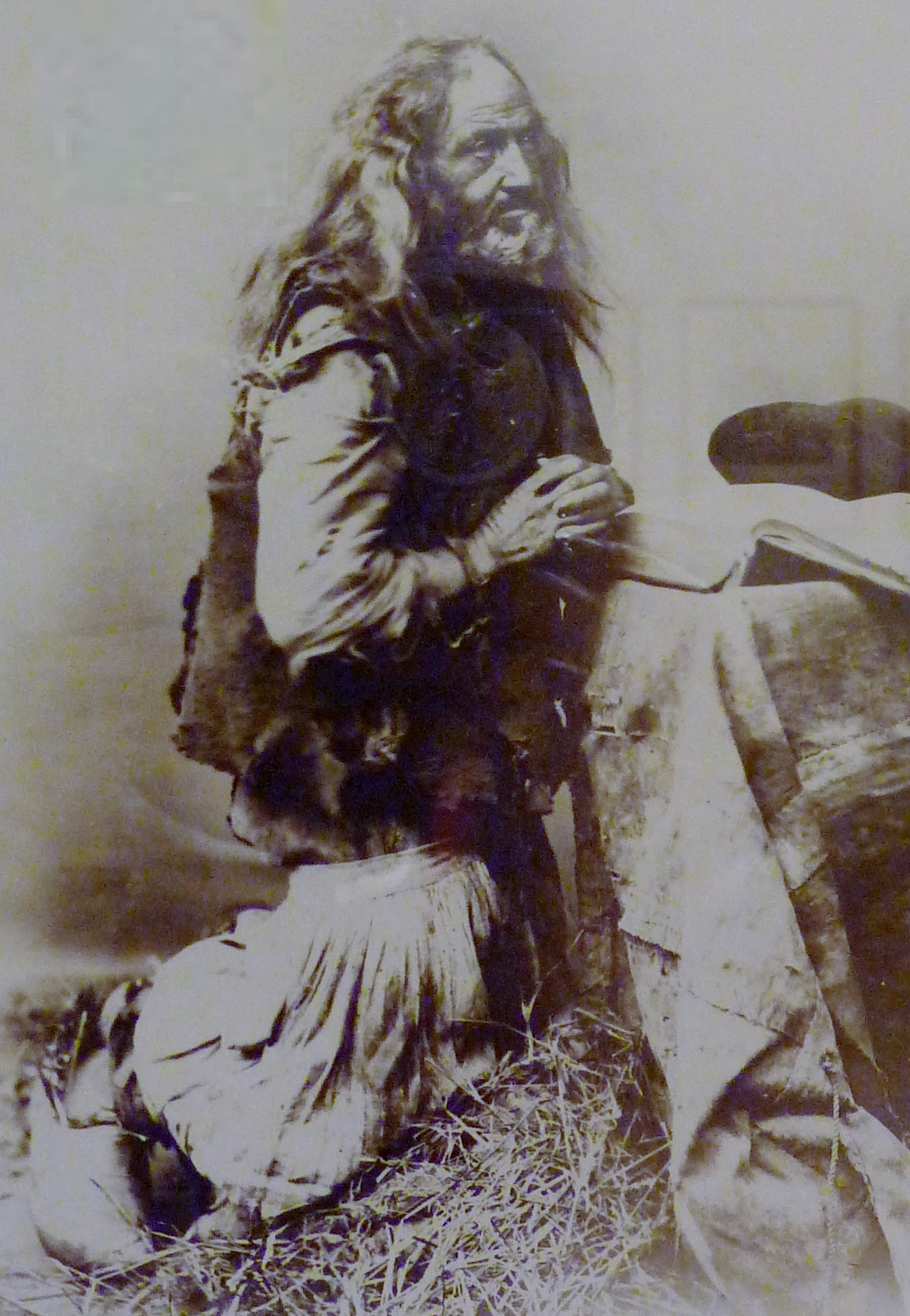
Mendiant de Briec à la fin du XIXe siècle (photographie de Joseph Villard, Musée départemental breton).
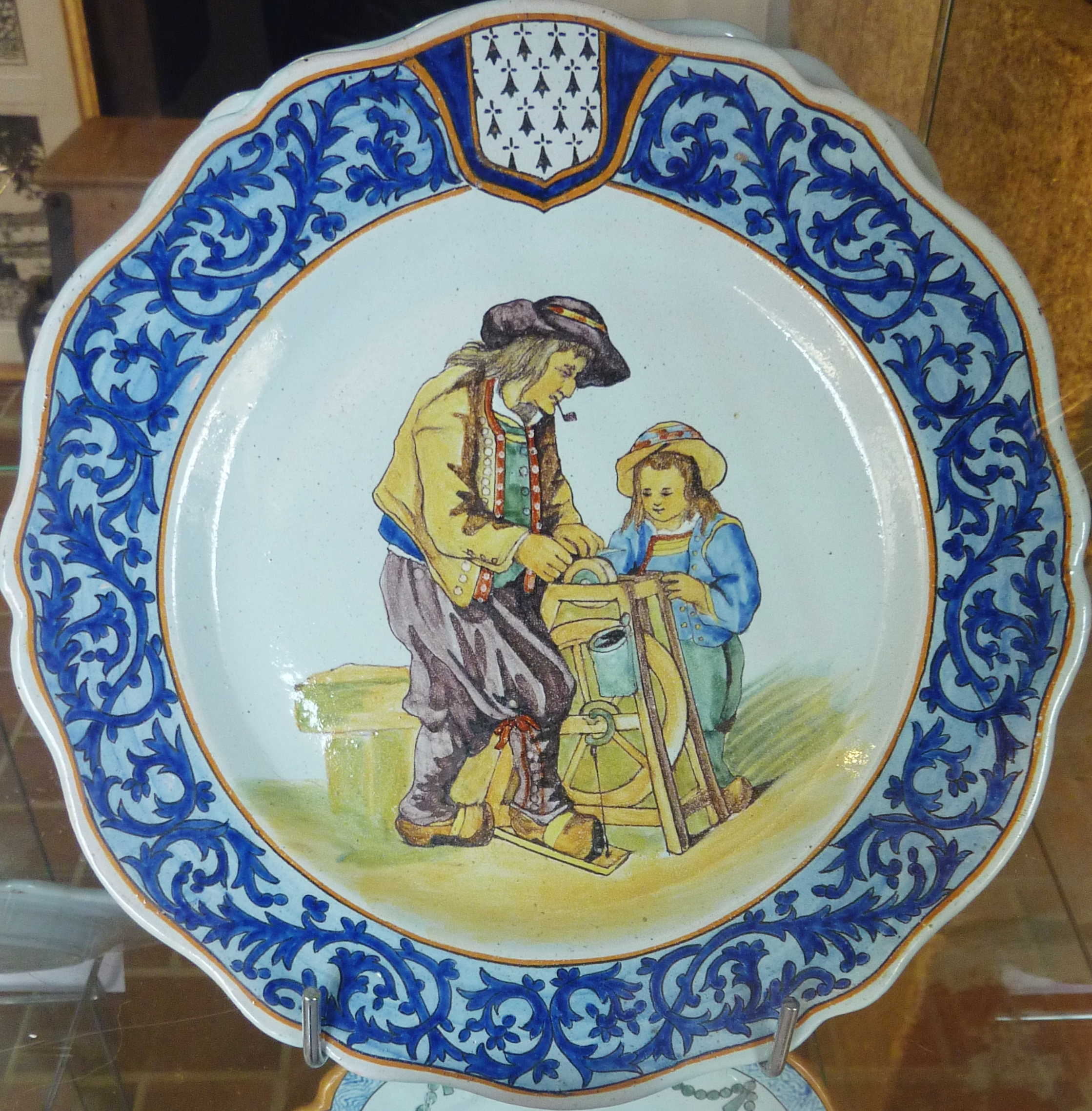
Faïence de Quimper : Rémouleur de Briec (musée de Locronan).
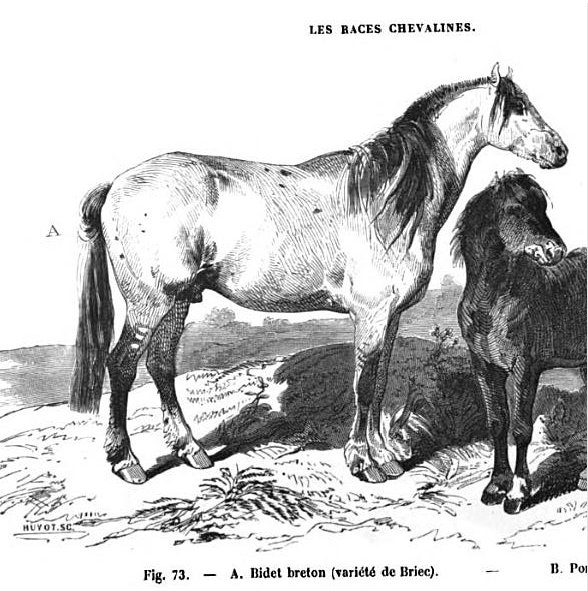
Bidet breton (variété de Briec).
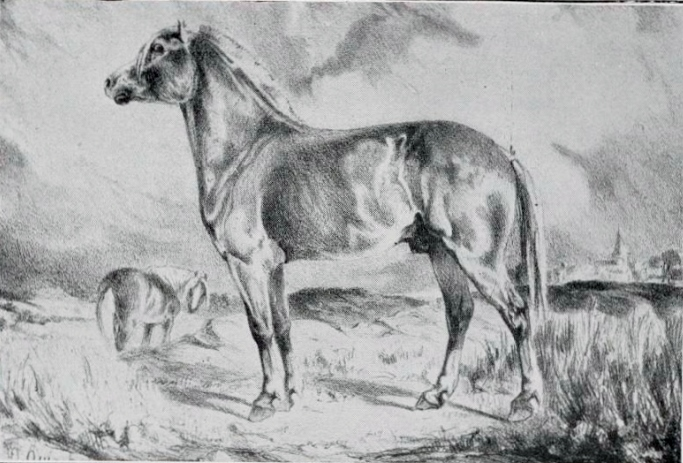
Bidet breton de Briec (d'après une gravure de 1842).

#### Briec en 1830 et 1843
Jean-François Brousmiche écrit vers 1830 que « la commune de Briec, dans sa vaste étendue, offre des terres de toute nature, présentant une culture extrêmement variée. Il est des parties de son territoire où la charrue ne peut déchirer le sol, il en est d'autres qui sont d'une grande fertilité. Le pays est couvert (bocage), on y voit beaucoup de taillis, mais les futaies y sont rares (...) ».
A. Marteville et P. Varin, continuateurs d'Ogée, décrivent ainsi Briec en 1843 :

« Briec (dans les anciens titres Briziac ; sous l'invocation de saint Pierre), commune formée de l'ancienne paroisse du même nom, plus Landrévarzec et sa trève Trefflez qu'elle a absorbée ; moins son ancienne trève Langolen, qui est devenue commune ; aujourd'hui succursale, chef-lieu de perception. (...) Principaux villages : Kerloret, Trégain, Kergolo, Kerdrain, Kerhermès, Kerforn, Pennavern, Pennarhoat, Lespriten, le Pinity, Cresiquer. Superficie totale : 10 491 hectares dont (...) terres labourables 5 352 ha, prés et pâtures 868 ha, bois 279 ha, étangs 5 ha, landes et incultes 3 432 ha (...). Moulins : 26 (du château de Kereffren, du Quéau, de Pennanjeun, de Moguer, de Goastel, de Kersaviou, de Penvernic, de Kernougal, de Tyourou, du Crecq, à eau). Landudal, ancienne trève de Briec, a un desservant ; il y a en outre des chapelles à Sainte-Cécile, Creisquer, Saint-Veinet (Saint-Vennec), Garnilis, Saint-Egarec, le Pénity-Renan, mais elles ne sont pas desservies ; la chapelle Saint-Curien est détruite. Ogée a omis de citer au nombre des anciens fiefs le plus important, la baronnie de la Châtaigneraie, où il y avait un manoir remarquable. (...). Les paysans sont vêtus toute l'année de toiles qui se fabriquent dans la commune. La mendicité est fréquente : elle tient à la modestie des salaires qui, en outre de la nourriture, ne s'élèvent guère, en moyenne, au-dessus de 120 francs par an. Il y a beaucoup de maladies psoriques. Il se fait quelques élèves de chevaux et de bestiaux ; les moutons sont rares. Les arbres fruitiers, et surtout le pommier, sont peu nombreux ; mais le bois de charpente abonde et on en exporte. (...). Il y a foire les 8 mars, 12 avril, 10 juillet, 22 septembre ; le lendemain quand ces jours sont fériés. La route royale no 170, dite de Quimper à Lesneven, traverse la commune du sud au nord. Géologie : la constitution est en général granitique ; au nord quelques grès ; au nord de Landrévarzec et au nord de Briec, terrain tertiaire moyen ; schistes modifiés dans le sud, et notamment sur le territoire de Landudal. Keravelin est le centre d'un plateau d'environ 1000 mètres de granite amphibolique ; quelques macles au sud de Briec. On parle le breton. »

Briec faisait partie, ainsi que d'autres communes comme Guengat, Plonéis et Plogastel-Saint-Germain, des localités voisines de Quimper dont des familles, le plus souvent très pauvres et trouvant là le moyen de gagner quelque argent, accueillaient de nombreux enfants naturels abandonnés mis en nourrice placés par l'hospice de Quimper ; beaucoup d'entre eux décédaient en raison de la médiocrité des soins qui leur étaient prodigués.

#### Le découpage progressif de Briec
La vaste étendue de l'ancienne paroisse de Briec a entraîné son découpage progressif : déjà Langolen avait obtenu d'être une paroisse indépendante à la fin du XVIIe siècle. Quilinen est rattachée à la paroisse de Landrévarzec en 1843. Par contre Landrévarzec céda à Briec la chapelle de la Madeleine, et son ancienne trève de Trefflez.
En 1874, la section de Briec, peuplée alors de 3 347 habitants était représentée par 14 conseillers municipaux au sein du conseil municipal de Briec, composé en tout de 23 conseillers (la section de Landrévarzec, peuplée alors de 1214 habitants, par 5 conseillers municipaux et la section de Landudal, peuplée alors de 931 habitants, était représentée par 4 conseillers municipaux).
Landrévarzec est détaché de Briec par la loi du 25 mai 1893. Landudal, devenue paroisse indépendante de Briec en 1825, ne devint une commune séparée de Briec qu'en 1901.
Une école privée catholique ouvre à Briec en 1899 : on fit « pression sur les fermiers par l'intermédiaire des propriétaires » pour qu'ils y mettent leurs enfants, écrit l'inspecteur d'académie.

### LeXXesiècle

#### Les querelles liées à la laïcité
En décembre 1897, le recteur de Briec fit enlever les bancs qui servaient, au fond de l'église, aux élèves de l'école laïque. Le 9 janvier suivant, ceux-ci vinrent à l'église avec des bancs tout neufs, qui furent jetés dans la boue du cimetière après une mêlée indescriptible. Mais l'évêque ordonna au recteur de céder le dimanche suivant.

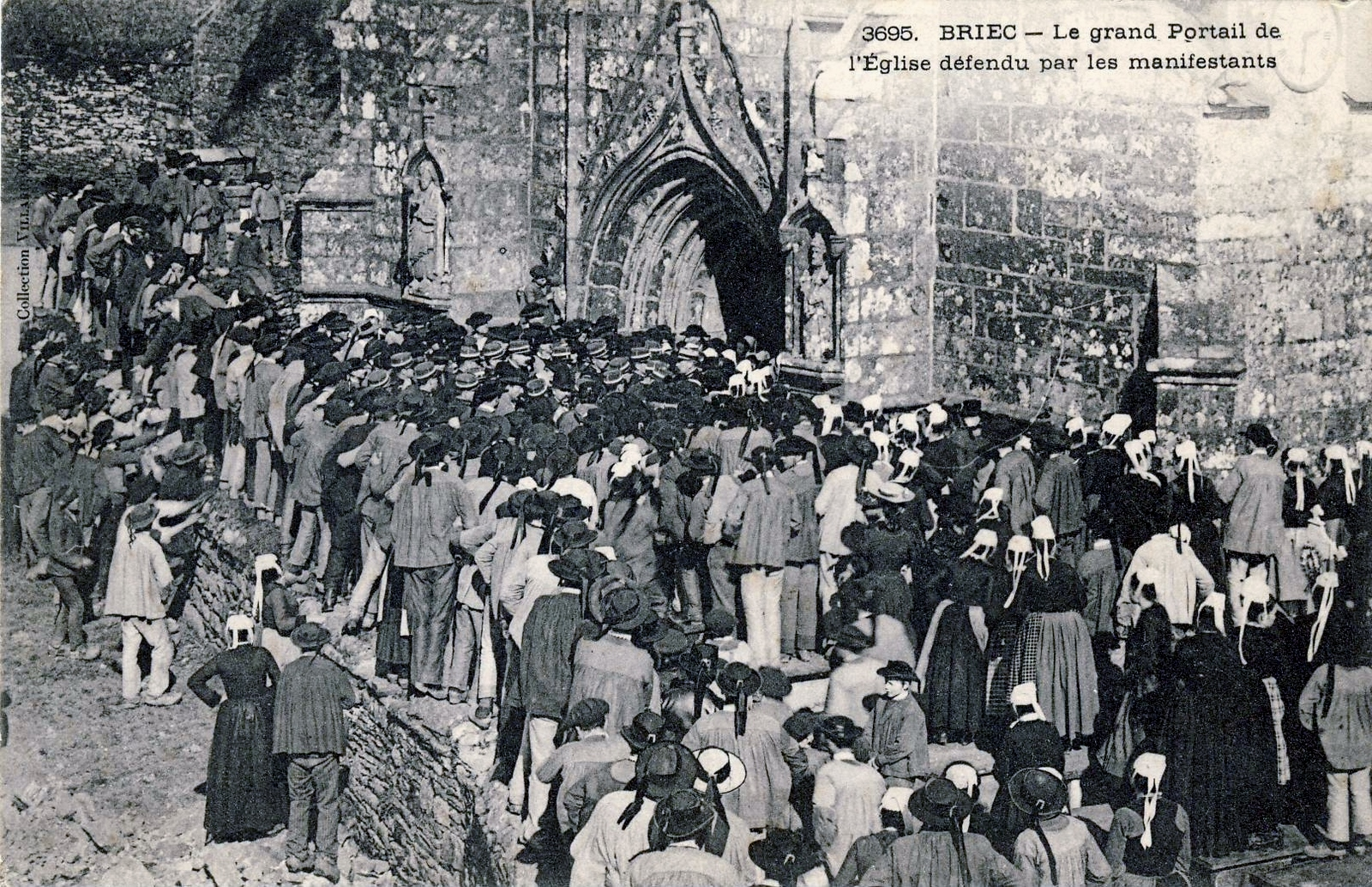
Briec : le grand portail de l'église défendu par les manifestants lors de la querelle des inventaires en 1906.

En 1898, Henri Ponthier de Chamaillard, sénateur, qui proteste contre la suspension du traitement du curé, M. Poulhazan, affirme : « La commune de Briec est une des communes les plus catholiques du département du Finistère ». Le curé venait d'ouvrir une école privée catholique, ce qui avait eu comme conséquence de vider l'école laïque d'une bonne partie de ses élèves (140 élèves à l'école catholique contre 47 à l'école publique) et le gouvernement lui reprochait des manœuvres d'intimidation pour inciter les parents à inscrire leurs enfants à l'école privée. Louis Delobeau, sénateur-maire républicain de Brest, lui répond : 

« Du jour où l'école congréganiste a été ouverte, le curé s'est élevé contre les lois scolaires, contre l'école communale, et c'est alors que son traitement a été supprimé (...). On s'est battu avec des bancs dans l'église, l'instituteur [public] et les élèves ont été bousculés et quelques-uns y ont reçu, sinon des blessures, du moins quelques horions. »

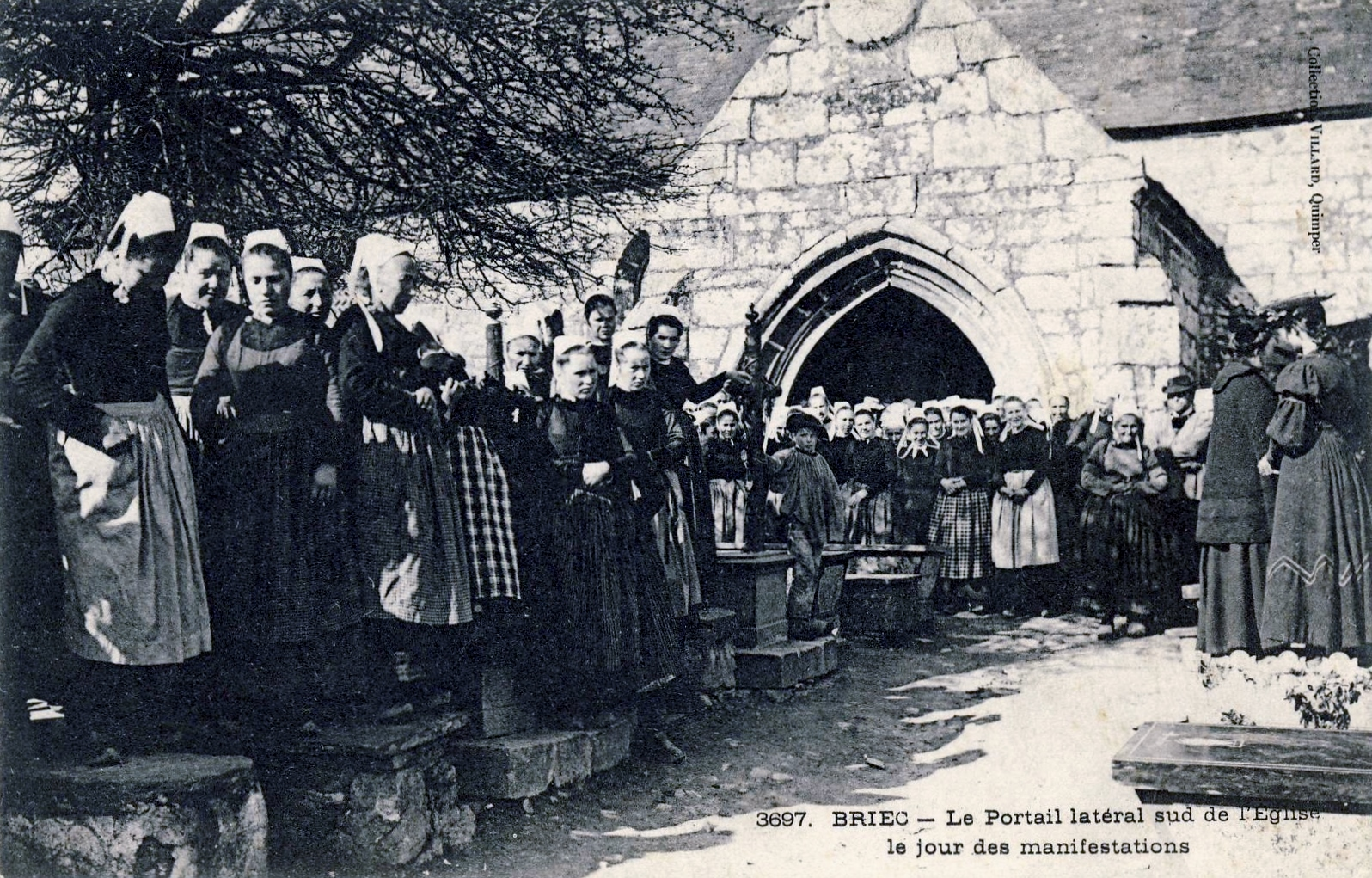
Briec : le portail latéral sud de l'église paroissiale défendu par des manifestants lors de la querelle des inventaires en 1906.

Le Journal officiel de la République française du 11 mars 1903 indique qu'une pétition signée par 712 habitants de la commune de Briec-de-l'Odet et protestant contre la Loi de 1901 a été remise par Louis Félix Ollivier, député des Côtes-du-Nord, sur le bureau de la Chambre des députés.
Le journal La Croix du 9 juin 1903 écrit : 

« Des commissaires de police, envoyés par le gouvernement, viennent de se rendre dans ceux des établissements enseignants du Finistère dirigés par les anciens Frères de Ploërmel, qui devaient se fermer le 31 mai dernier, pour voir si la fermeture avait eu lieu réellement. (...) À Briec (...), les commissaires ont trouvé les Frères revêtus d'habits laïques, continuant à faire l'école, se déclarant sécularisés et libres, par conséquent, d'enseigner. »

#### Projet de construction d'une école au Moulin du Duc
En 1913, malgré les demandes répétées de l'inspection académique depuis plus de 3 décennies, la municipalité refuse la construction d'une école au Moulin du Duc.

Le projet est définitivement abandonné en 1919.

#### La Première Guerre mondiale
Le monument aux morts de Briec porte les noms de 271 soldats morts pour la France pendant la Première Guerre mondiale. Plusieurs soldats briécois (Eugène Gaonach, Jean Gaonach, François Gautier, Hervé Gougay, Simon Himidy, Michel Le Berre, Louis Loudu, Yves Rannou, Jérôme Tassin) sont morts dès le mois d'août 1914 dans les combats de Maissin et Rossignol en Belgique entre le 21 et le 23 août 1914 ; d'autres sont morts sur le front d'Orient (Jean Le Pann, décédé en Grèce ; Jean Thépaut et Henri Révois, décédés en Serbie ; Théopile Sans, décédé en Macédoine, Jean Le Berre, décédé en Roumanie, Louis Bélec, décédé en Bulgarie). Un briécois est disparu en mer pendant le conflit (Jean-Louis Le Scao, matelot canonnier à bord du croiseur cuirassé Amiral Charner torpillé par un sous-marin allemand près des côtes syriennes le 8 février 1916) ; un autre est mort en captivité en Allemagne (Pierre Bertholom). Un soldat briécois est mort lors de la bataille d'Elhri un combat contre des rebelles au Maroc (Jean Le Corre). Tous les autres sont décédés sur le sol français : parmi eux, François Moullec, sergent au 19e régiment d'infanterie, tué à l'ennemi le 10 novembre 1918 (la veille de l'armistice) à Flize (Ardennes)
Trois soldats briécois sont décédés en Turquie pendant la campagne de Cilicie entre 1918 et 1921 : Jean Ménez, décédé à Mersin le 23 octobre 1919 ; Jean Rannou, décédé à Tarsous le 20 août 1920 ; Hervé Rolland, décédé le 6 janvier 1921 à bord du navire hôpital " Vinh Long ".

#### L'Entre-deux-guerres
Par décret du 30 septembre 1925, la justice de paix de Briec, de même que celle de Fouesnant, est rattachée à la justice de paix de Quimper.
Des jeunes paysans finistériens, notamment du pays glazik, émigrent pendant la décennie 1930, s'installant principalement autour de Lanouaille en Dordogne. Un mouvement important d'émigration de jeunes agriculteurs, provenant surtout des cantons de Briec, Bannalec et Scaër (en tout une centaine de familles), vers la région de Villeneuve-sur-Lot et Agen se développa aussi après la Première Guerre mondiale.

#### La Seconde Guerre mondiale
Le monument aux morts de Briec porte les noms de 27 briécois morts pour la France pendant la Seconde Guerre mondiale ; parmi eux Alain Jaouen, décédé le 8 novembre 1942, quartier-maître à bord de l' Oréade, sous-marin français coulé dans le port de Casablanca (Maroc) par la flotte américaine dans le cadre de l'opération Torch et René Feunteun, décédé le 2 novembre 1939 à Dakar (Sénégal) alors qu'il se trouvait à bord du croiseur Strasbourg. François Cornec, qui avait rejoint les Forces françaises libres en 1941, est mort à Crémone (Italie) le 11 juillet 1944 à la suite d'un accident d'avion alors qu'il se trouvait à bord d'un bombardier Martin B-26 Marauder. Quatre autres soldats briécois sont morts en captivité en Allemagne (Jean Caugant, François Le Nouy, Joseph Le Nouy, Hervé Omeli, ce dernier noyé alors qu'il tentait de s'échapper d'un stalag). Huit sont morts pendant la Campagne de France au printemps 1940 (Albert Bernard, Pierre Hemidy, Jean Jezequel, Jean Kerherné, Pierre Le Gars, Louis Nicolas, Alain Pennec, Yves Bourveau, ce dernier décédé en Belgique dans la province de Namur).

##### L'occupation allemande
Le 27 juin 1944 au matin, des Allemands attaquent par surprise un groupe de résistants quimpérois cachés dans la grange d'une petite ferme à Guellen, faisant 5 morts (Marcel Pezennec, Hervé Gestin, Jacques Maillet, Hervé Julien, Alain Le Bras), les autres résistants parvenant à s'enfuir ; en représailles les Allemands incendient la ferme de Guellen.

##### La compagnie FFI de Briec et la libération de Quimper

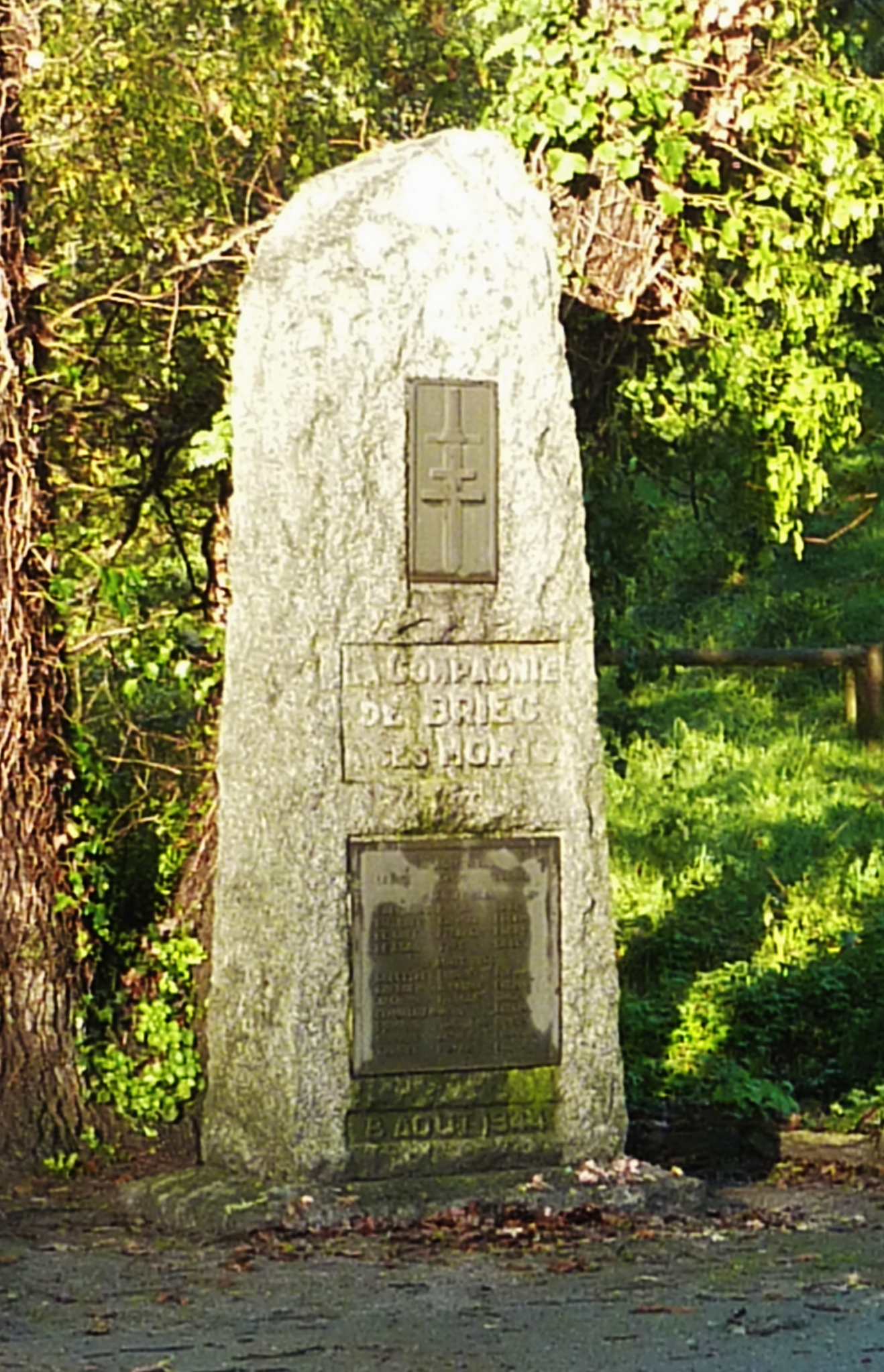
Monument commémoratif des morts lors des combats de la "Compagnie de Briec" le 8 août 1944 lors de libération de Quimper

Le 7 août 1944, la Compagnie FFI de Briec, ou 6e compagnie FFI, issue du mouvement Vengeance, dirigée par Pierre Le Gars, qui dispose de 260 hommes, après avoir reçu le 3 août 1944 des armes par parachutage près du hameau de Stang Vras en Langolen : le lieutenant-colonel Roger Bourrières, dit "Berthaud", chef militaire départemental FFI, en accord avec ses adjoints, décide alors de libérer Quimper ; le 4 août 1944 une colonne formée par la 5e compagnie FFI pénètre vers 19 heures dans Quimper par le quartier de l'Eau Blanche et défile dans les rues du centre-ville abondamment pavoisées ; après un accrochage avec un blindé allemand, la 5e compagnie FFI se réfugie pour la nuit sur le mont Frugy et à Creac'h Maria et les Allemands reprennent le contrôle de la ville.
Les 5, 6 et 7 août 1944, les 5e, 6e et 7e compagnies FFI encerclent partiellement Quimper. La 6e compagnie FFI se positionne à la sortie nord de la ville de Quimper autour des lieux-dits Tréqueffelec, Kermahonnet, au Loch et à Gourvily. Le 5 août 1944, un accrochage se produit à Gourvily entre une colonne allemande de voitures et la compagnie de Briec provoquant la mort de quatre résistants : Michel Capitaine, Corentin Guyader, François Le Goff et Yves Le Scao (un autre avait déjà été tué la veille, le 4 août 1944 : Henri Lennez). En représailles, les Allemands mettent le feu à une ferme de Gourvily et tuent cinq membres de la famille Le Jeune.
Le 8 août 1944, une patrouille de reconnaissance, menée par le lieutenant Jean Kernaléguen, second du commandant Le Gars, se dirige vers la ville et rencontre place de Brest un convoi de camions allemands : Jean Kernaléguen est tué et ses deux camarades sont pris en otage. Ce convoi allemand, fort d'une douzaine de camions et d'environ 250 hommes, se dirigeant vers Brest, est attaqué à Tréqueffelec par les résistants vers 12 h 15 ; les combats font rage ; les résistants reçoivent vers 14 heures le renfort de la 5e compagnie FFI, dirigée par Gabriel Nicolas. Les Allemands cessent la bataille vers 18 heures, abandonnant sur place morts (une cinquantaine d'entre eux auraient péri), blessés et camions incendiés pour aller se réfugier dans la Presqu'île de Crozon. Les résistants comptent dans leurs rangs sept morts (Ernest Delettre, Corentin Guéguen, Corentin Quiniou, Pierre Tarridec, tous les quatre d'Edern, François Jacq, Théophile Pichot, tous deux de Briec, auxquels il faut ajouter Jean Kernaléguen cité précédemment) et cinq blessés ; la ville de Quimper est libérée à la suite de cette bataille de Tréqueffelec.
Corentin Stéphan, agent de liaison motocycliste dans la Résistance, est tué le 28 août 1944 à Saint-Thois ; il a reçu post mortem la Croix de guerre 1939-1945 avec médaille de bronze. Un autre résistant, Laurent Hemery, est tué le 10 septembre 1944 à Briec. Parmi les résistants qui ont survécu, on peut citer Jean Mével, dont la citation lors de l'attribution de la croix de guerre avec étoile d'argent dit : « Résistant de la première heure. A organisé comme chef de compagnie de nombreux sabotages. A participé à l'attaque de la prison de Saint-Charles. (...) ».

##### Les déportés de Briec
Yves Le Cœur est décédé au camp de concentration du Stutthof le 8 mai 1945.

#### L'après-Seconde-Guerre-mondiale
Trois Briécois (Hervé Gougay, François Houdeye et François Le Borgne) sont morts pendant la guerre d'Indochine et un pendant la guerre d'Algérie (Jean Le Grand).
Les abattoirs de l'UNACO (Union des aviculteurs de Cornouaille) ouvrent en juin 1962 sur le site de Rosculec ; 20 000 poulets étaient abattus quotidiennement. Cette entreprise a salarié jusqu'à 600 personnes au début de la décennie 1970, avant d'être reprise par le groupe Doux et de finalement fermer en 2002.
La nouvelle mairie de Briec est inaugurée en juillet  1975 par le maire, Pierre Stéphan, et par Alain Poher, alors président du Sénat. 
En 1976 Briec comptait 234 exploitations agricoles (leur superficie moyenne était de 17 ha) ; en 2019 elles ne sont plus que 80 et en 2025 60, mais sont de plus grande taille.
La traversée de la commune en son milieu sur 17 kilomètres de long par la voie express RN 165 mise en service en 1976 entraîna la perte de 90 hectares de terres agricoles, mais a suscité l'implantation de plusieurs entreprises industrielles, artisanales et commerciales à proximité de l'échangeur de Kerlez et le long de la rocade sud (D 61 prolongée par la D 72) en direction d'Edern, notamment les abattoirs de l'UNACO (repris ensuite par la société Doux, de Châteaulin), Pineau Bois, la SBA (Société briécoise d'abattage), Poult (biscuiterie), etc.

### LeXXIesiècle
La Communauté de communes du Pays Glazik, créée en 1993 et dont le siège se trouvait à Briec, a fusionné le 1er janvier 2017 avec Quimper Communauté, intercommunalité dans laquelle elle a été englobée.
La fermeture en 2002 de l'usine du groupe Doux entraîna la suppression de 250 emplois.
Briec se développe rapidement. Le maire, Jean-Hubert Pétillon, déclare en 2019 : « Notre position dans le département près de la quatre voies est très attractive. (...) Le prix du m2 (73 euros en moyenne) est moins élevé que dans le sud du département et reste abordable. Nous allons aussi profiter de l'installation de la nouvelle clinique à Kerlic » (en périphérie de Quimper)  « Je pense que dans un ou deux ans, nous aurons atteint le cap de 6 000 habitants ».
L'usine d'incinération de Briec produit de la chaleur qui permet de chauffer 7 hectares de serres, ainsi que de produire de l'électricité via une turbine qui alimente l'équivalent de 7 000 foyers.

## Population et société

### Démographie

#### Évolution démographique
L'évolution du nombre d'habitants est connue à travers les recensements de la population effectués dans la commune depuis 1793. Pour les communes de moins de 10 000 habitants, une enquête de recensement portant sur toute la population est réalisée tous les cinq ans, les populations de référence des années intermédiaires étant quant à elles estimées par interpolation ou extrapolation. Pour la commune, le premier recensement exhaustif entrant dans le cadre du nouveau dispositif a été réalisé en 2008.
En 2022, la commune comptait 5 815 habitants, en évolution de +3,34 % par rapport à 2016 (Finistère : +2,16 %, France hors Mayotte : +2,11 %).
| 1793  | 1800  | 1806  | 1821  | 1831  | 1836  | 1841  | 1846  | 1851  |
| ----- | ----- | ----- | ----- | ----- | ----- | ----- | ----- | ----- |
| 4 106 | 4 521 | 3 495 | 4 191 | 4 481 | 4 592 | 5 149 | 5 310 | 5 493 |

| 1856  | 1861  | 1866  | 1872  | 1876  | 1881  | 1886  | 1891  | 1896  |
| ----- | ----- | ----- | ----- | ----- | ----- | ----- | ----- | ----- |
| 5 437 | 5 493 | 5 726 | 5 592 | 5 906 | 5 875 | 6 175 | 6 413 | 4 765 |

| 1901  | 1906  | 1911  | 1921  | 1926  | 1931  | 1936  | 1946  | 1954  |
| ----- | ----- | ----- | ----- | ----- | ----- | ----- | ----- | ----- |
| 4 067 | 4 403 | 4 436 | 4 367 | 4 199 | 3 935 | 4 072 | 3 848 | 3 647 |

| 1962  | 1968  | 1975  | 1982  | 1990  | 1999  | 2006  | 2008  | 2013  |
| ----- | ----- | ----- | ----- | ----- | ----- | ----- | ----- | ----- |
| 3 425 | 3 436 | 3 744 | 4 587 | 4 546 | 4 603 | 5 103 | 5 244 | 5 554 |

| 2018  | 2022  | - | - | - | - | - | - | - |
| ----- | ----- | - | - | - | - | - | - | - |
| 5 633 | 5 815 | - | - | - | - | - | - | - |

#### Pyramide des âges
La population de la commune est relativement jeune.
En 2018, le taux de personnes d'un âge inférieur à 30 ans s'élève à 35,3 %, soit au-dessus de la moyenne départementale (32,5 %). À l'inverse, le taux de personnes d'âge supérieur à 60 ans est de 22,9 % la même année, alors qu'il est de 29,8 % au niveau départemental.
En 2018, la commune comptait 2 753 hommes pour 2 880 femmes, soit un taux de 51,13 % de femmes, légèrement inférieur au taux départemental (51,41 %).
Les pyramides des âges de la commune et du département s'établissent comme suit.
| Hommes | Classe d’âge | Femmes |
| ------ | ------------ | ------ |
| 0,7    | 90 ou +      | 1,8    |
| 5,3    | 75-89 ans    | 8,2    |
| 15,5   | 60-74 ans    | 14,4   |
| 21,8   | 45-59 ans    | 19,2   |
| 21,0   | 30-44 ans    | 21,5   |
| 14,6   | 15-29 ans    | 13,8   |
| 21,2   | 0-14 ans     | 21,1   |

| Hommes | Classe d’âge | Femmes |
| ------ | ------------ | ------ |
| 0,7    | 90 ou +      | 2,2    |
| 7,8    | 75-89 ans    | 11,5   |
| 19,2   | 60-74 ans    | 20,1   |
| 20,8   | 45-59 ans    | 19,7   |
| 17,7   | 30-44 ans    | 16,6   |
| 17,1   | 15-29 ans    | 14,7   |
| 16,8   | 0-14 ans     | 15,2   |

## Langue bretonne
Le nom breton de la commune est Brieg.
L'adhésion à la charte Ya d'ar brezhoneg a été votée par le conseil municipal le 1er décembre 2009. La commune a reçu le label de niveau 2 de la charte Ya d'ar brezhoneg le 8 janvier 2018.
À la rentrée 2017, 118 élèves étaient scolarisés dans la filière bilingue publique (soit 16,2 % des enfants de la commune inscrits dans le primaire).
À la rentrée 2017, une filière bilingue est ouverte au collège Pierre-Stéphan qui devient pôle de référence.

## Économie
De nombreuses entreprises se sont installées dans les zones d'activité de Briec (les zones des Pays-Bas et de Lumunoc'h accueillent en 2024 plus de 70 entreprises), attirées par la proximité de Quimper et de la voie express RN 165 ; parmi elles :
- la Sodise[124] (fabricant et assembleur, grossiste en outillage, équipements et consommables pour les professionnels) qui emploie en 2023 150 salariés[125].
- la Société briécoise d'abattage (abattoir de porcs et activité charcutière), une filiale du groupe Les Mousquetaires.
- Amazon, qui y a ouvert une plate-forme logistique en 2022[126].

## Monuments et sites
La commune possède un patrimoine architectural remarquable : de nombreuses chapelles disséminées dans la campagne, une multitude de calvaires.

### Chapelle Saint-Sébastien de Guernilis
La chapelle est inscrite (la chapelle et son calvaire) au titre des monuments historiques par arrêté du 20 janvier 1976.
La fenêtre du chevet présentait en 1820, quatre panneaux, et deux oculi avec armes des Trégain, d'une Passion datée 1580. En 1921, le marquis de Plœuc « pensant sauver ce vitrail en l'installant au château de Kerambleis » offrit une verrière datée 1921 du maître verrier Léglise de Paris. Depuis, aucune trace de cette Passion. Elle est mentionnée par erreur par Couffon comme existante. En 1819, désordres dans la chapelle à la suite des luttes bretonnes. Le vicaire de Briec ne veut plus y célébrer la messe, sauf ordonnance de l'évêque.
Une sablière de cette chapelle représente, sculptée, un homme et une femme, debout, s'embrassent tendrement.

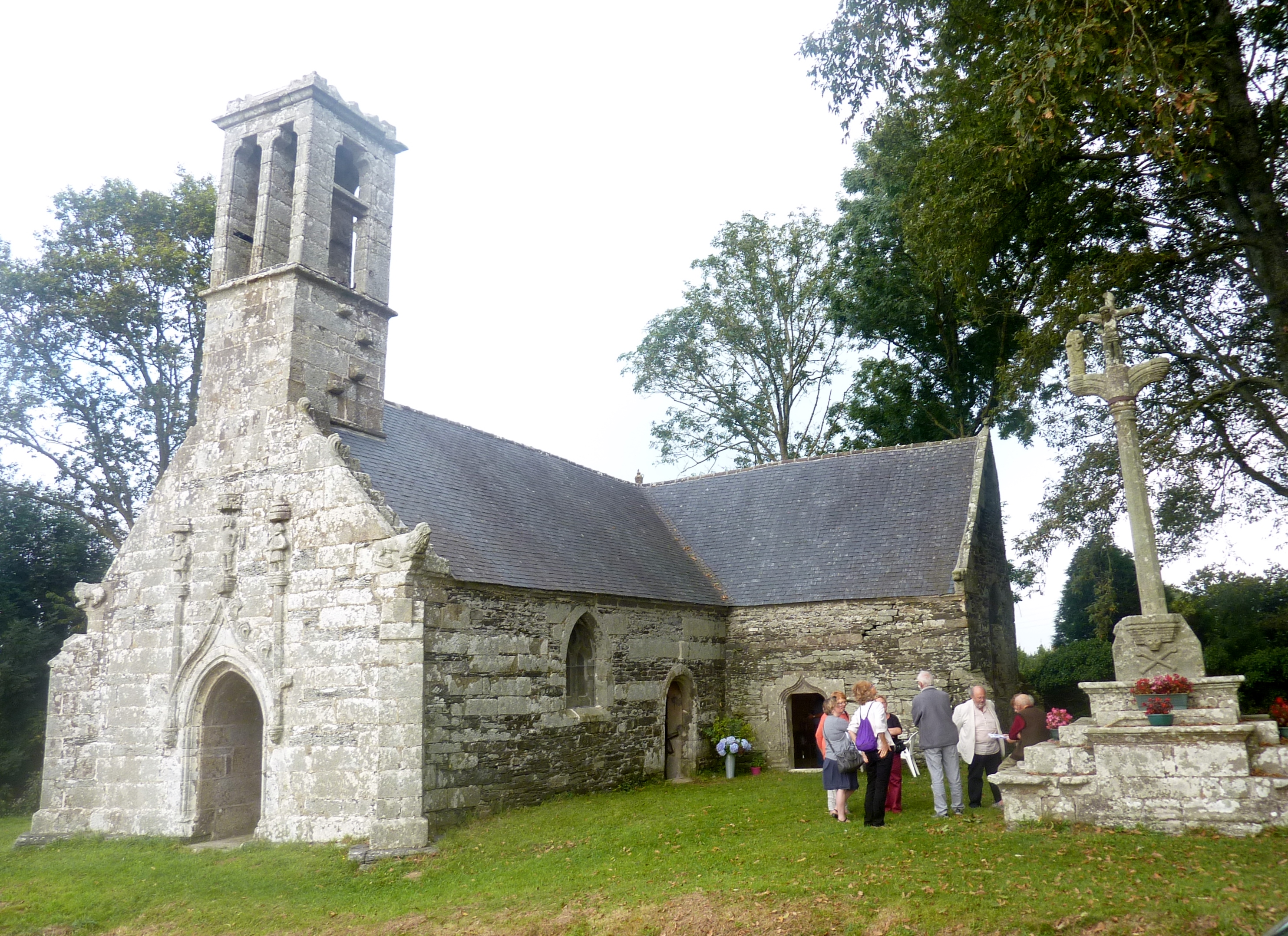
La chapelle Saint-Sébastien de Garnilis et son calvaire : vue d'ensemble.
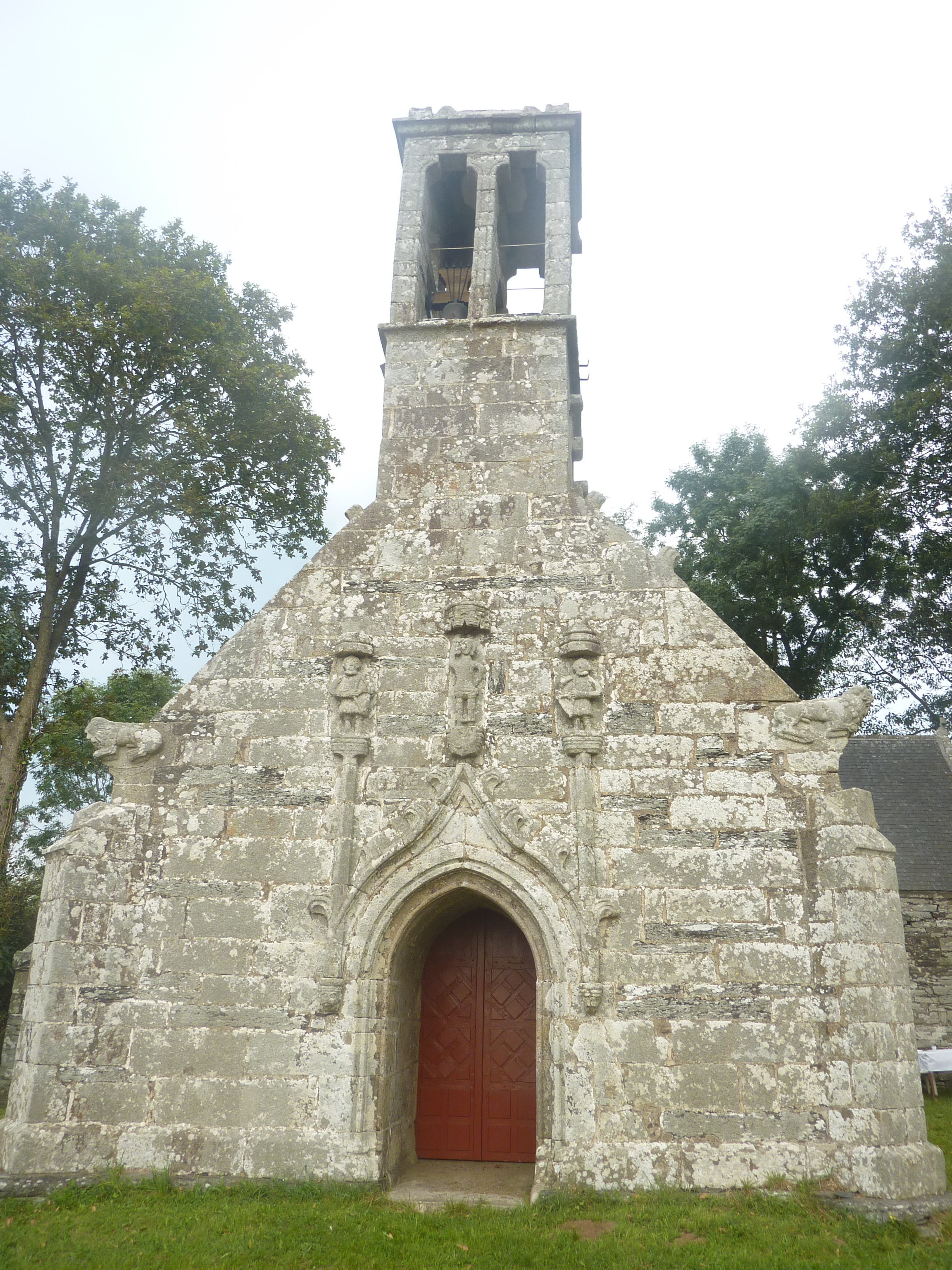
La chapelle Saint-Sébastien de Garnilis : la façade (XVIe siècle).
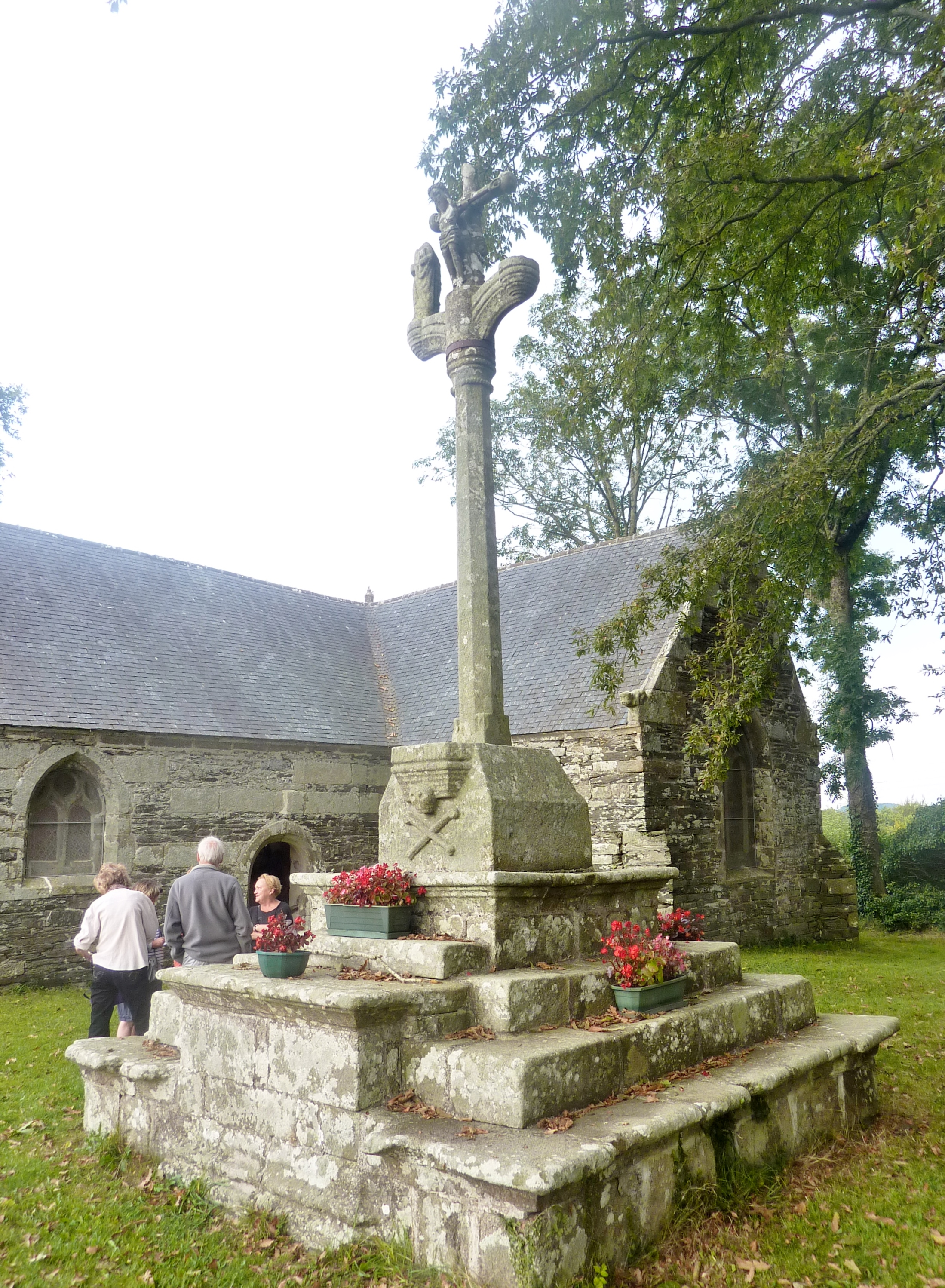
La chapelle Saint-Sébastien de Garnilis : le calvaire près de la chapelle.
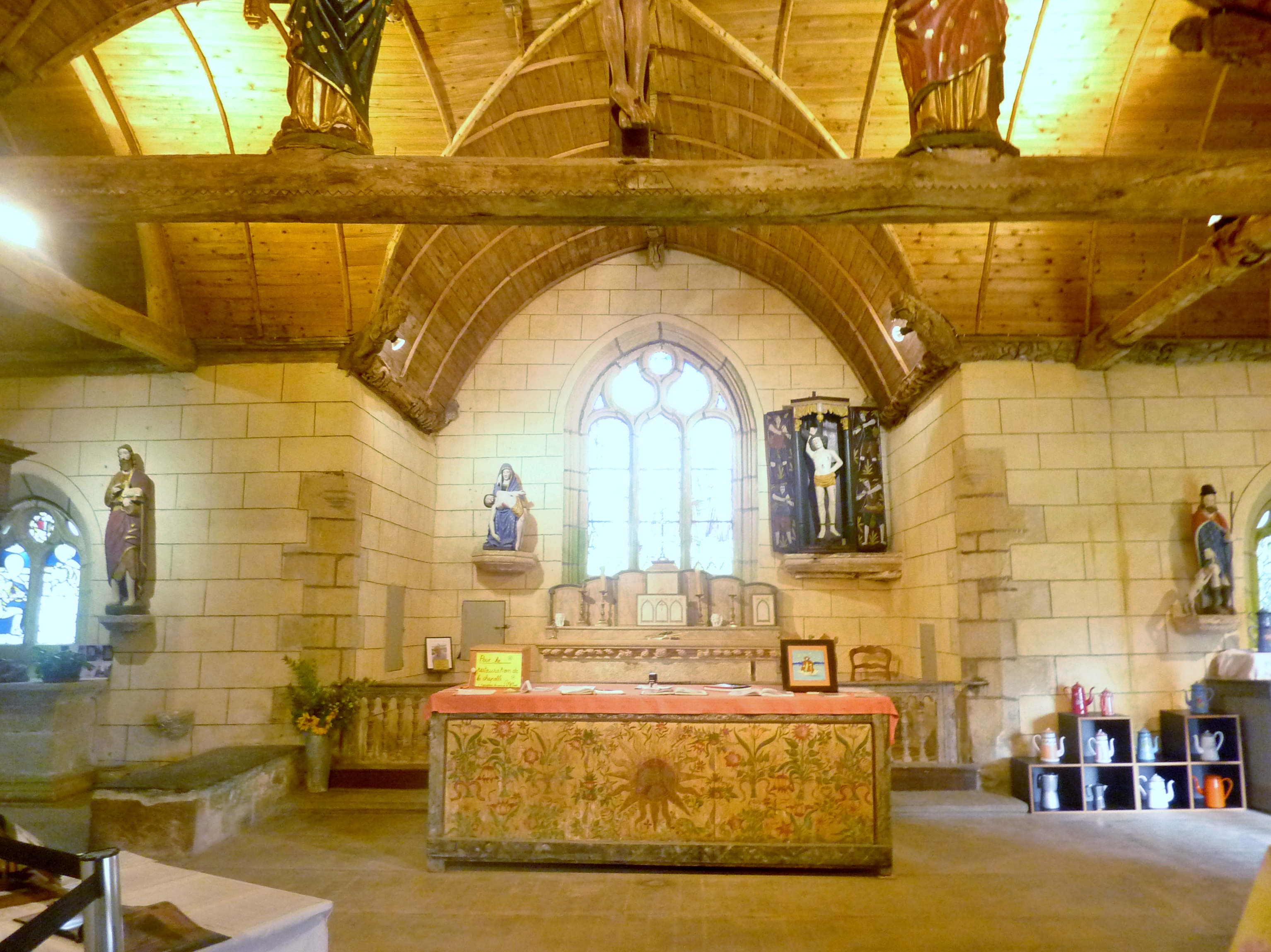
La chapelle Saint-Sébastien de Garnilis : le chœur.
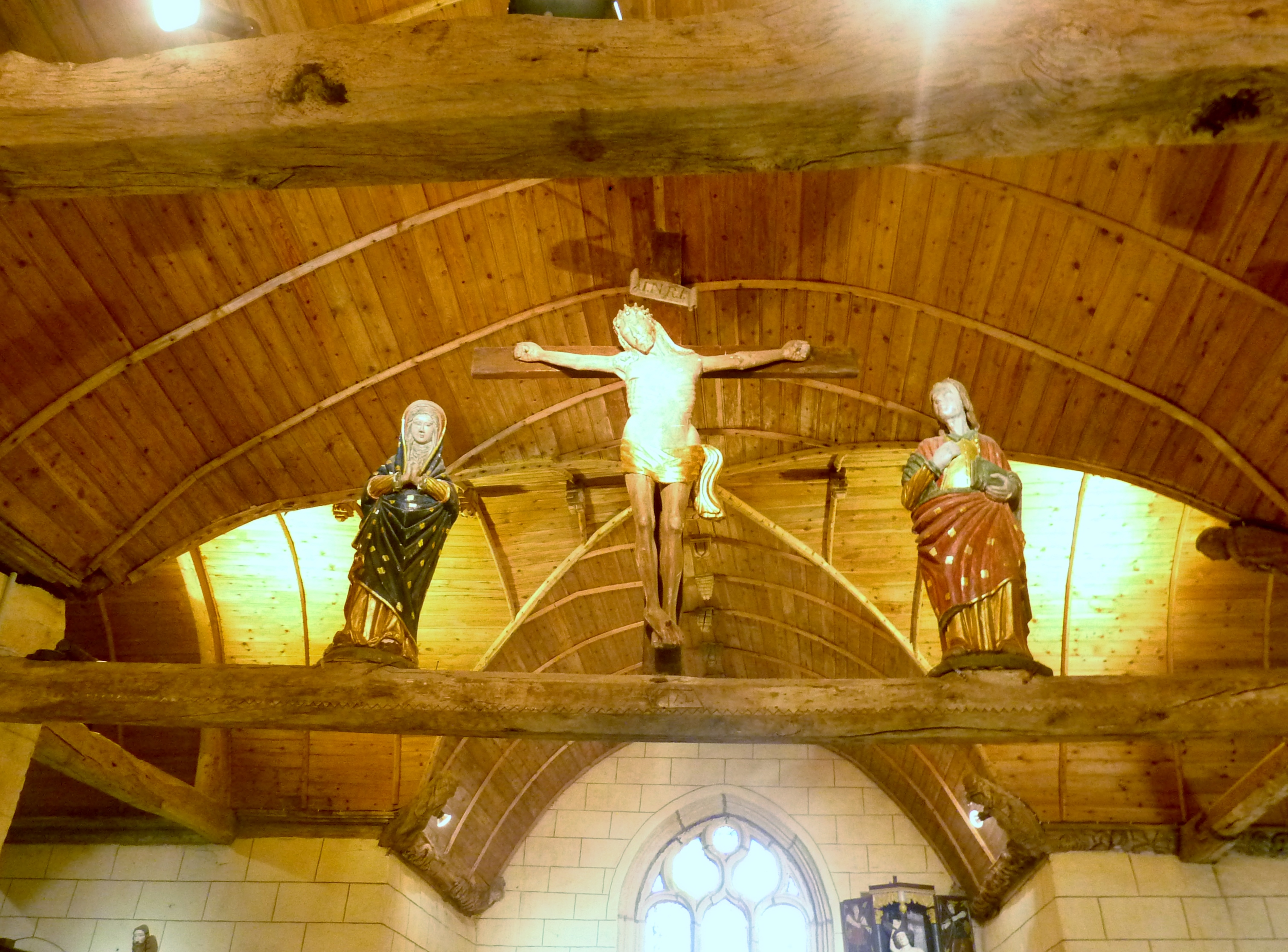
La chapelle Saint-Sébastien de Garnilis : la poutre de gloire (le Christ en croix entre la Vierge et saint Jean), 3e quart du XVIIIe siècle.
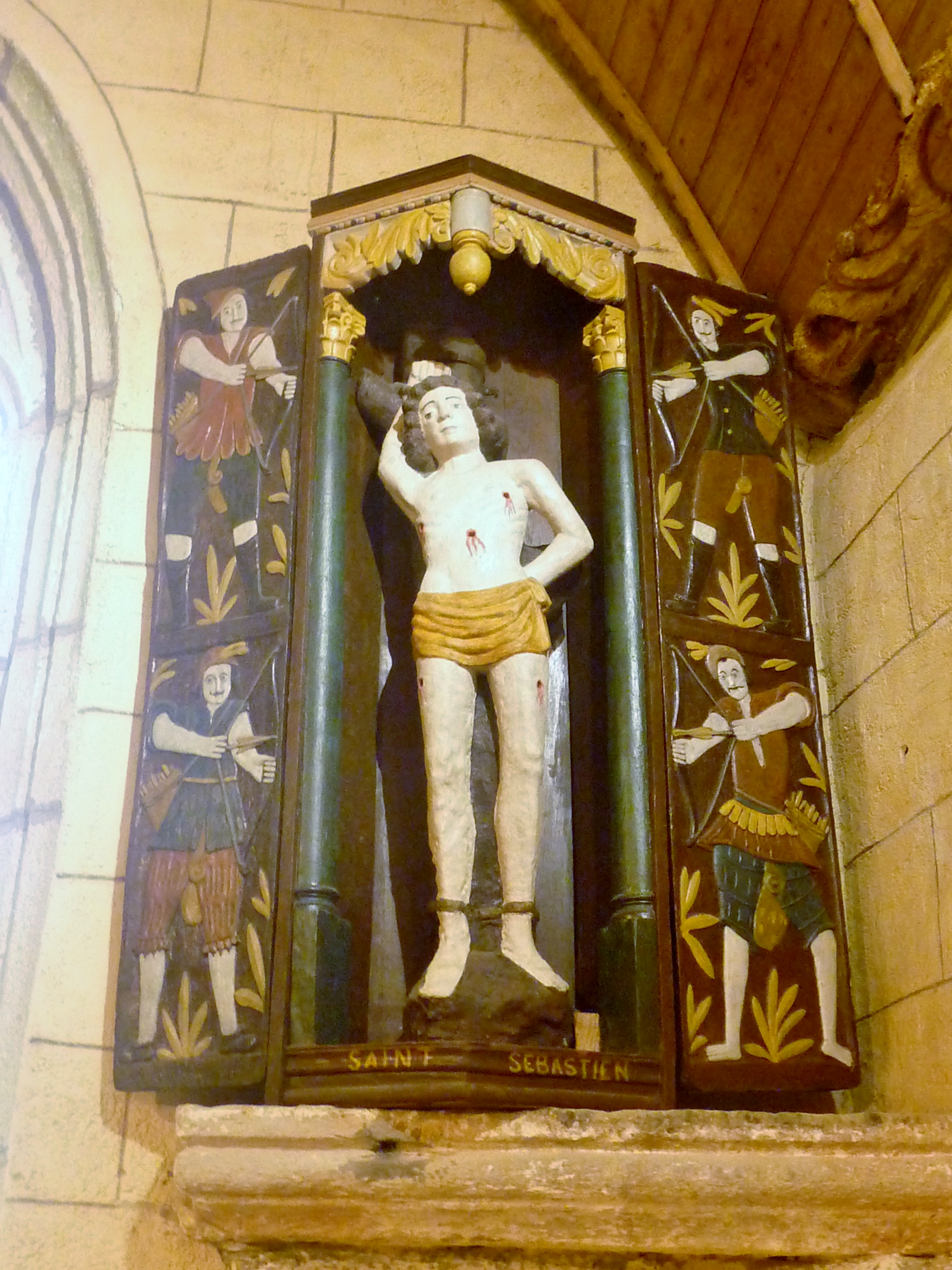
La chapelle Saint-Sébastien de Garnilis : le retable de saint Sébastien (XVIe siècle).
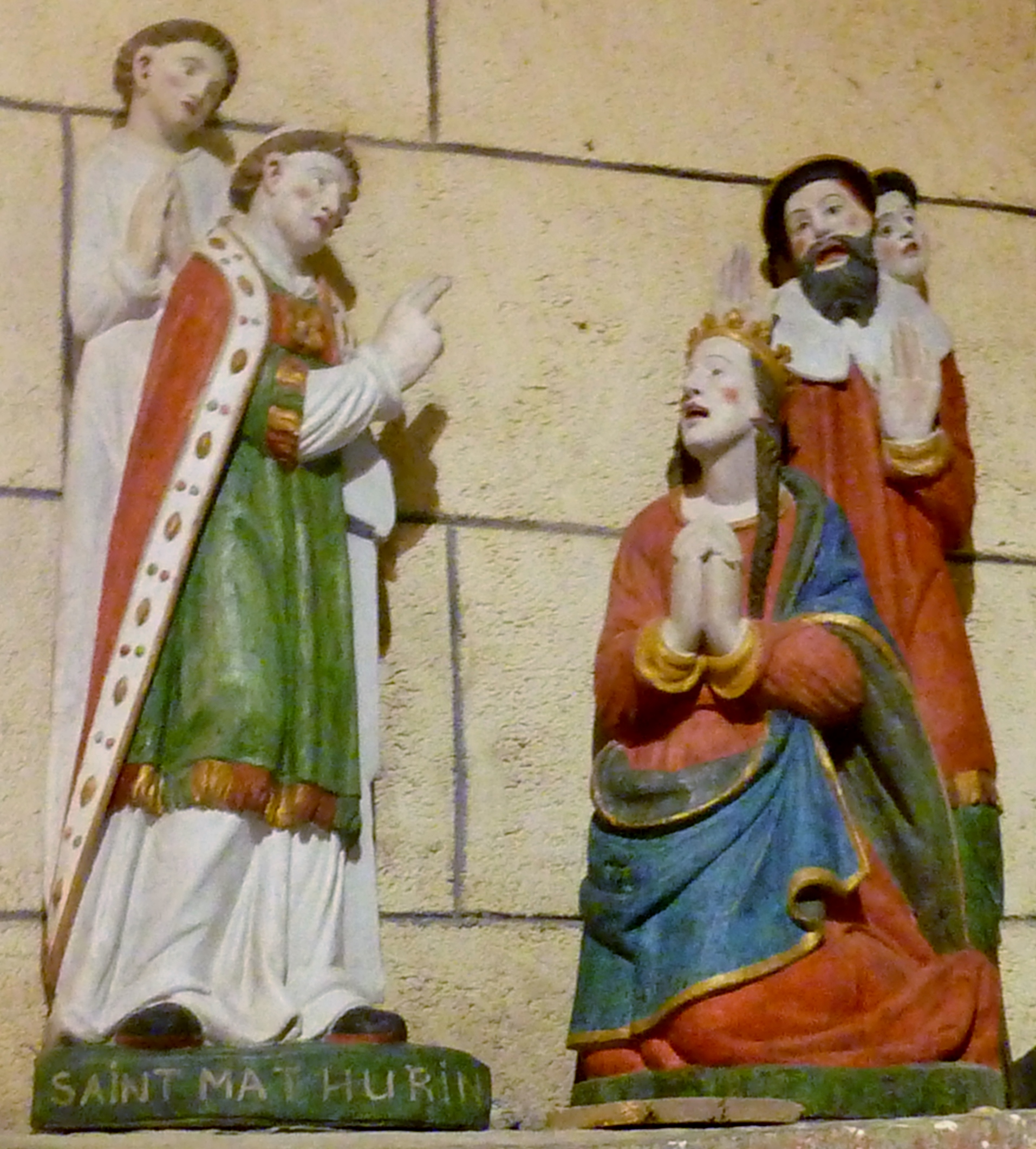
La chapelle Saint-Sébastien de Garnilis : groupe sculpté de saint Mathurin et Théodora[131] (1er quart du XVIe siècle).
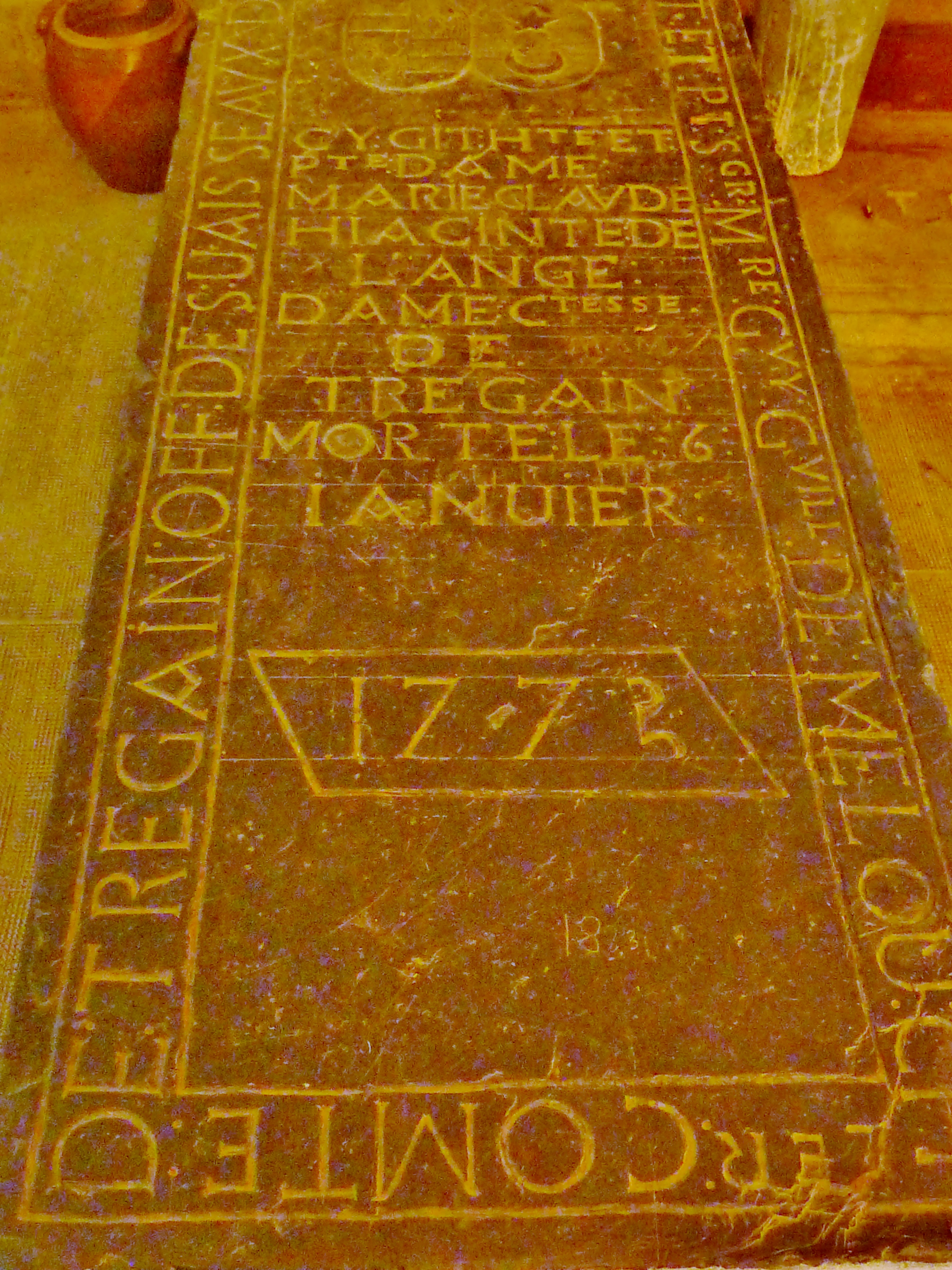
La chapelle Saint-Sébastien de Garnilis : pierre tombale de Marie-Claude-Hyacinte de L'Ange, dame comtesse de Trégain, morte le 6 janvier 1773.
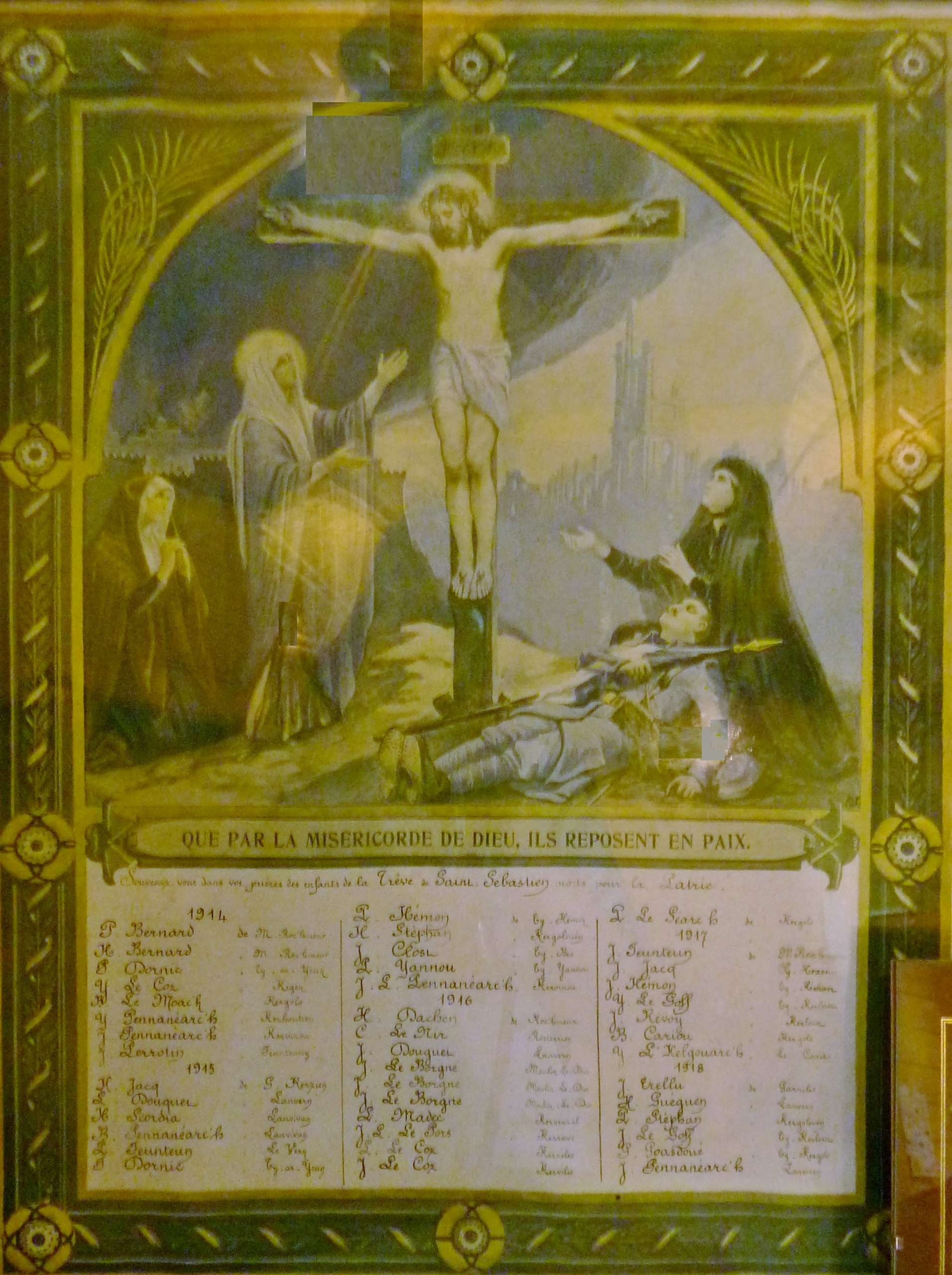
La chapelle Saint-Sébastien de Garnilis : tableau commémoratif des morts de la Première Guerre mondiale de la « trève de Saint-Sébastien ».

### Chapelle Saint-Vennec
La chapelle est classée (la chapelle et son calvaire) au titre des monuments historiques par arrêté du 29 avril 1955, elle est dédiée à saint Venec, dit aussi saint Guéthenoc. Le chanoine Abgrall dans ses brouillons signale des débris de vitraux, où il reconnaît deux anges tenant une banderole, puis une sainte Vierge et un saint Sébastien.

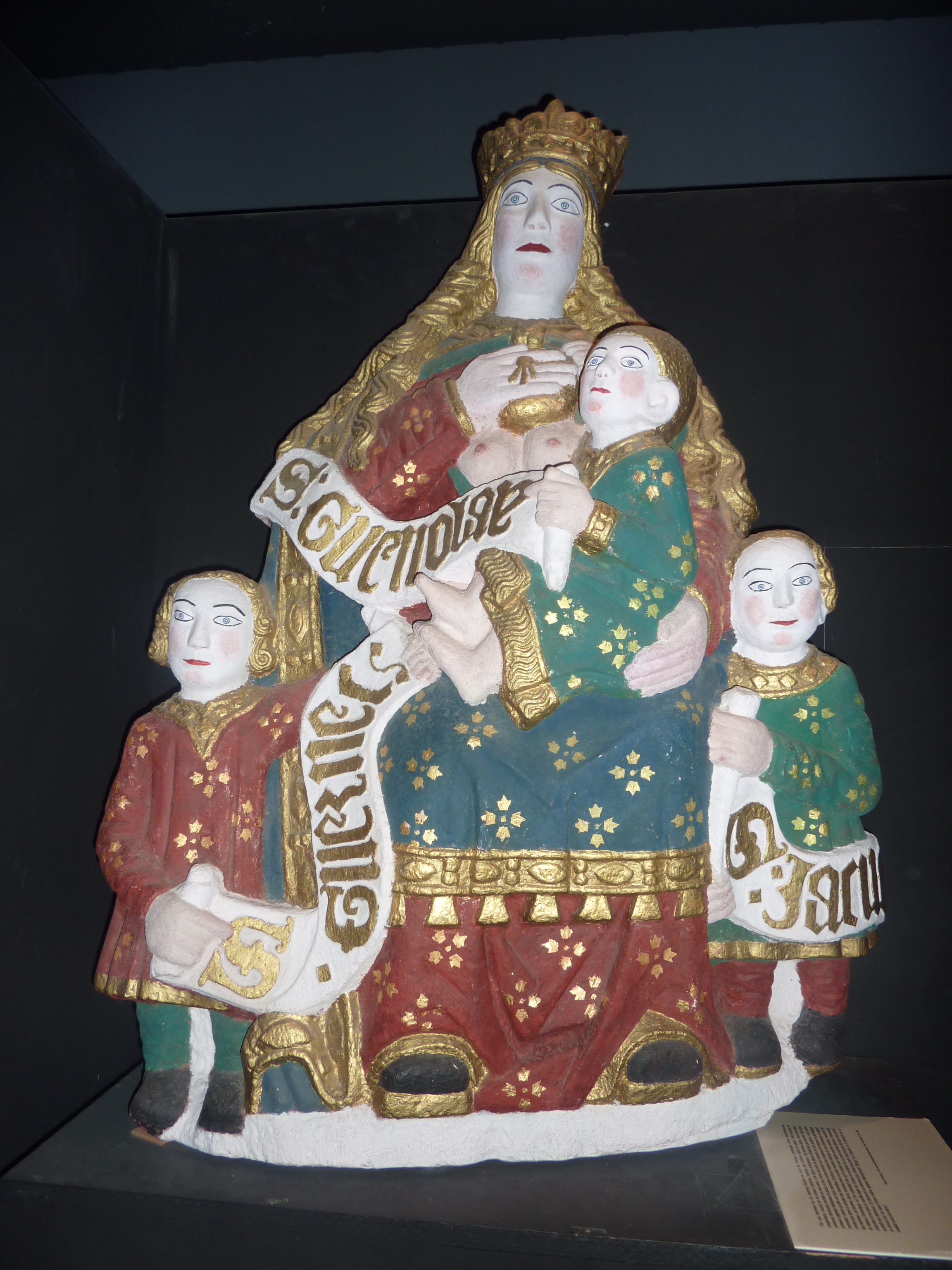
Briec : chapelle Saint-Venec, statue de sainte Gwenn et ses jumeaux datée vers 1578 (à droite de sainte Gwenn se trouve saint Venec).
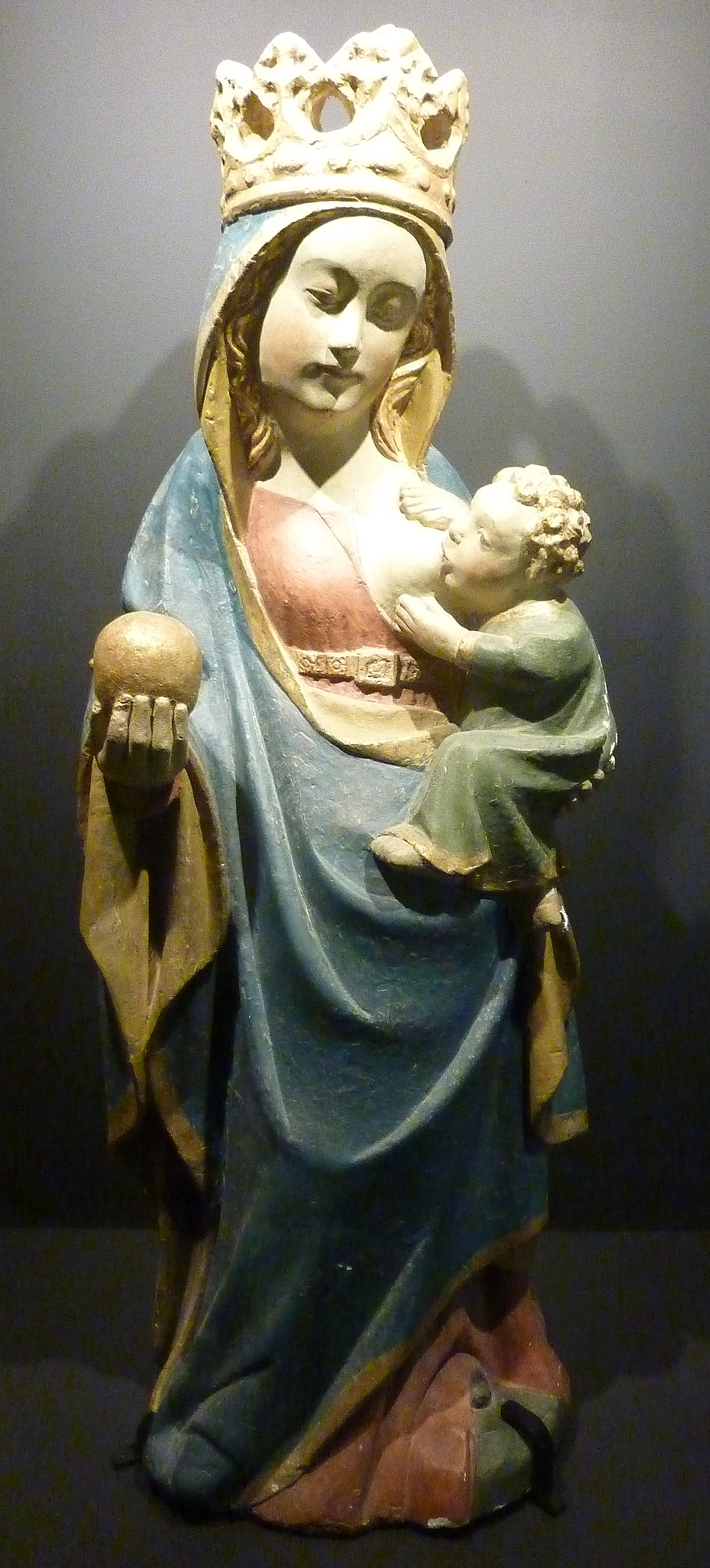
Briec, chapelle Saint-Vennec, statue de Notre-dame de Tréguron (pierre polychrome, 1592)
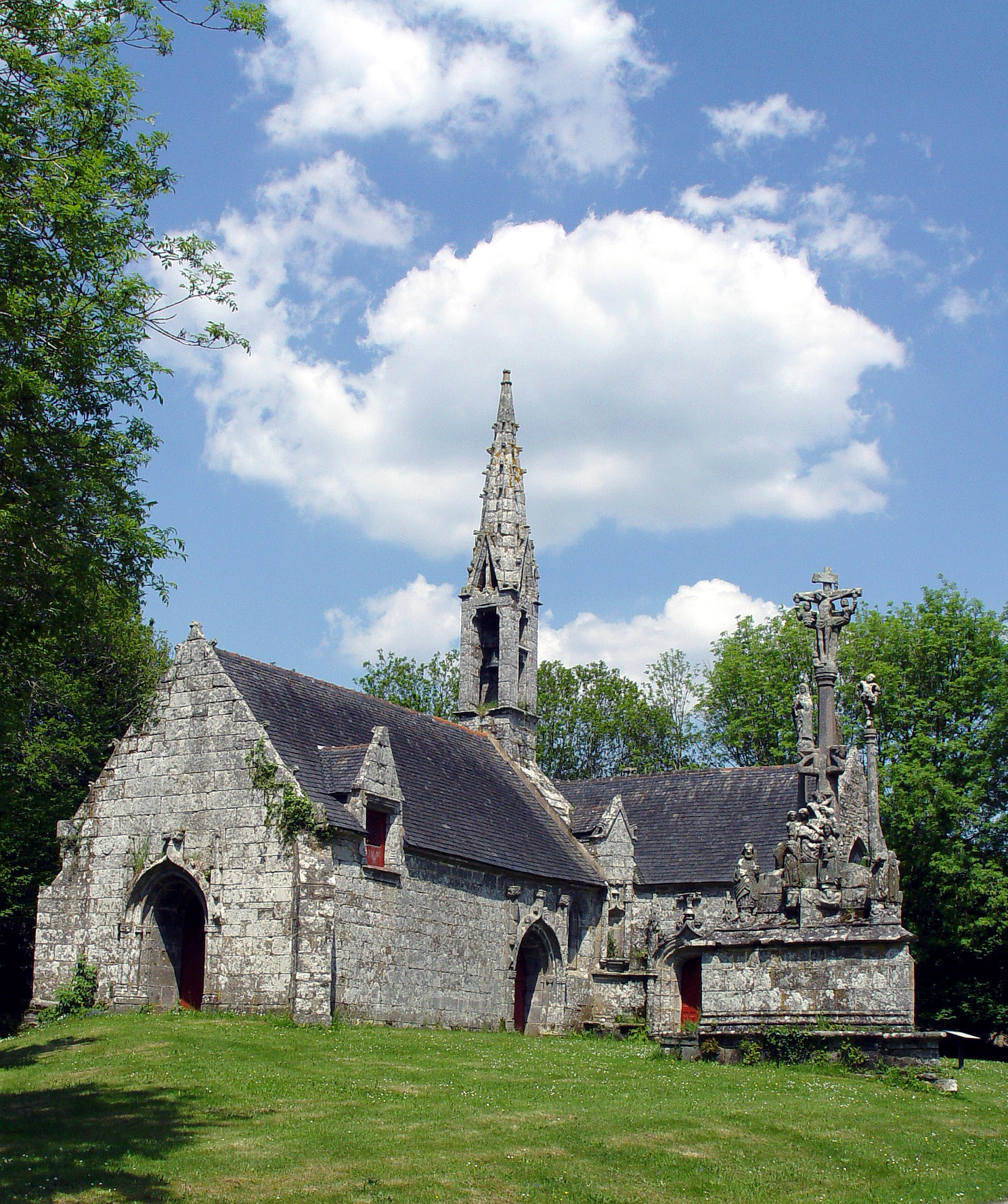
Briec : la chapelle Saint-Venec et son calvaire.
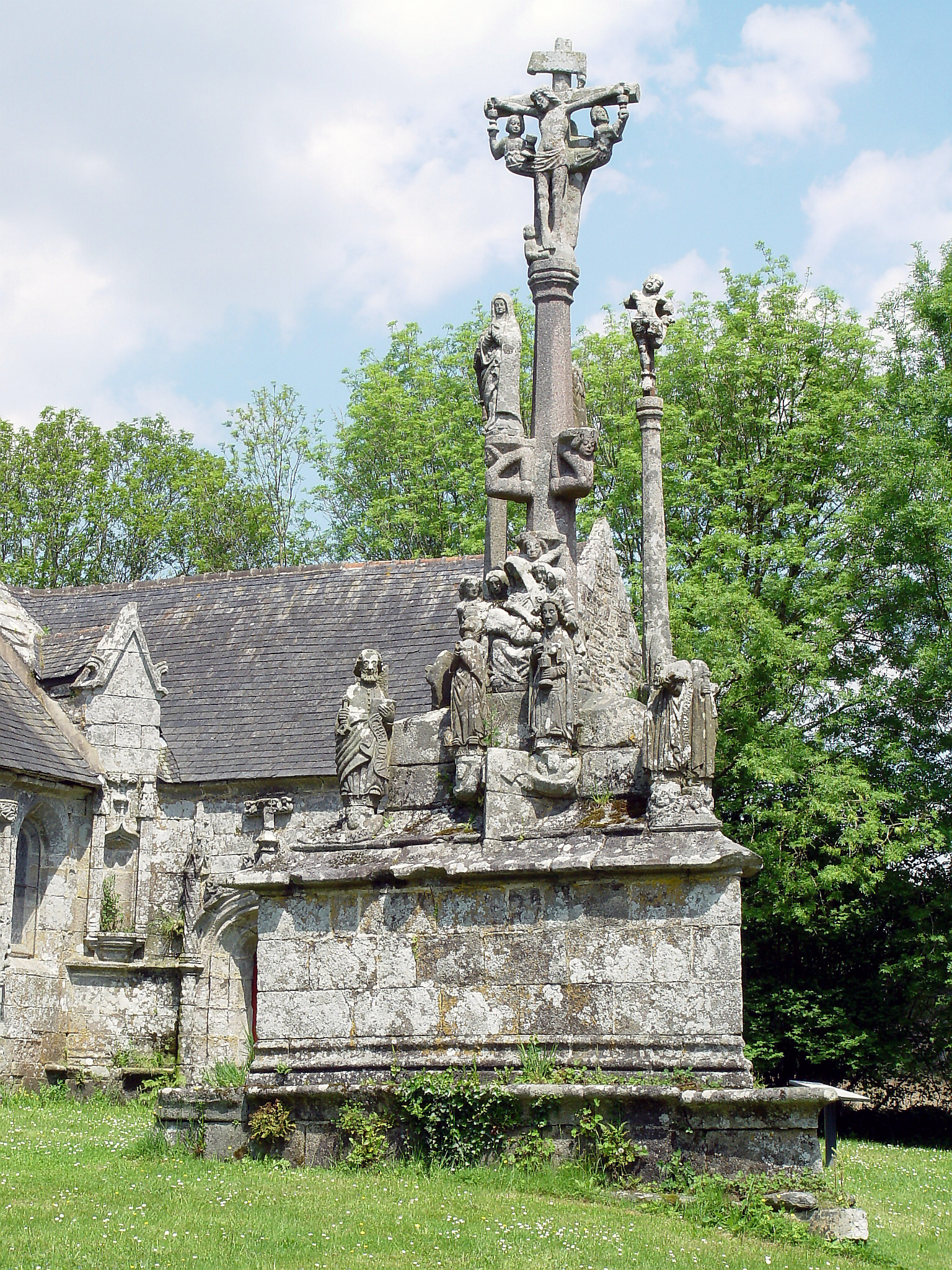
Briec : le calvaire de Saint-Venec.
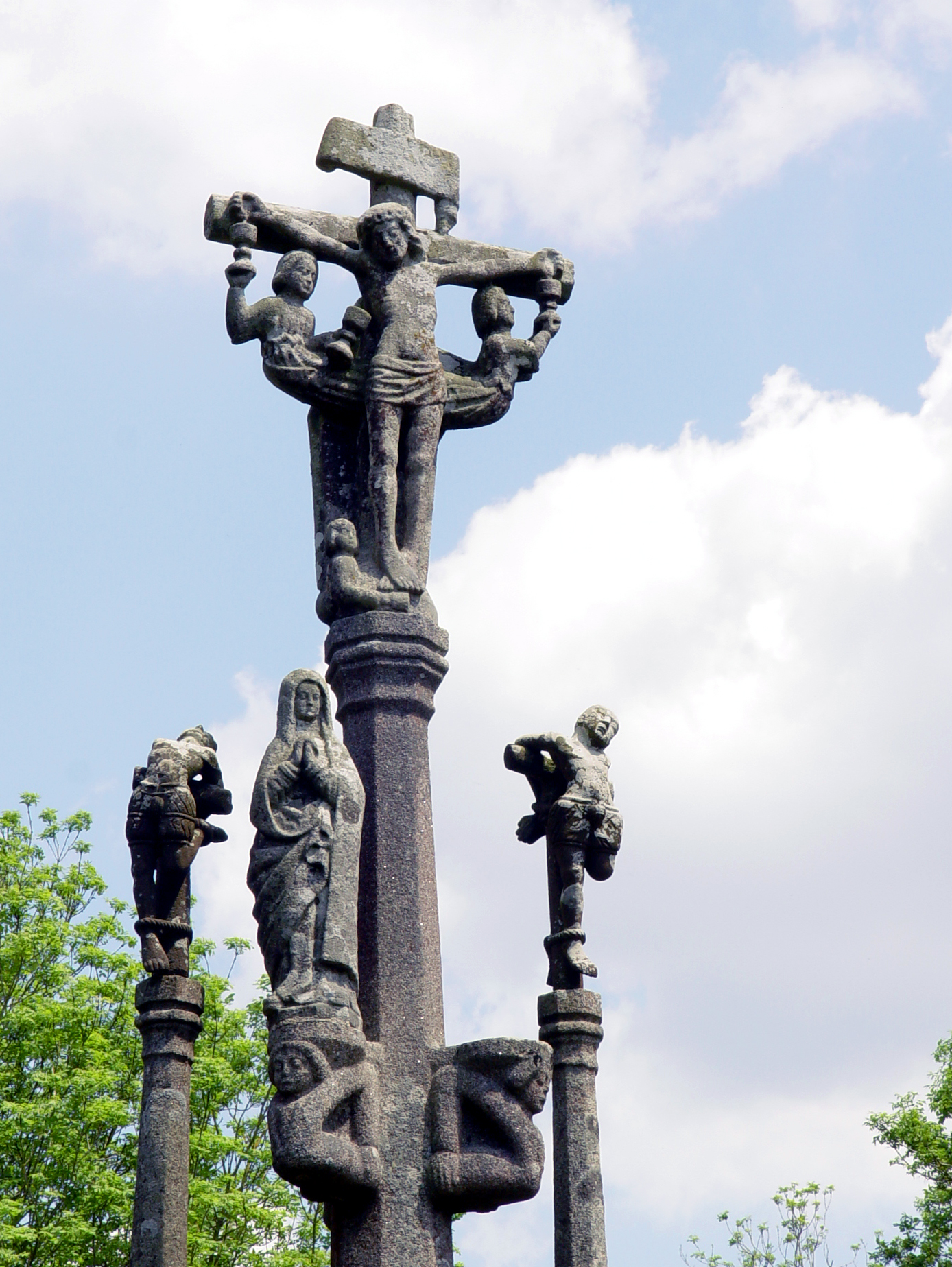
Le calvaire de Saint-Venec, la croix sommitale et les deux larrons.
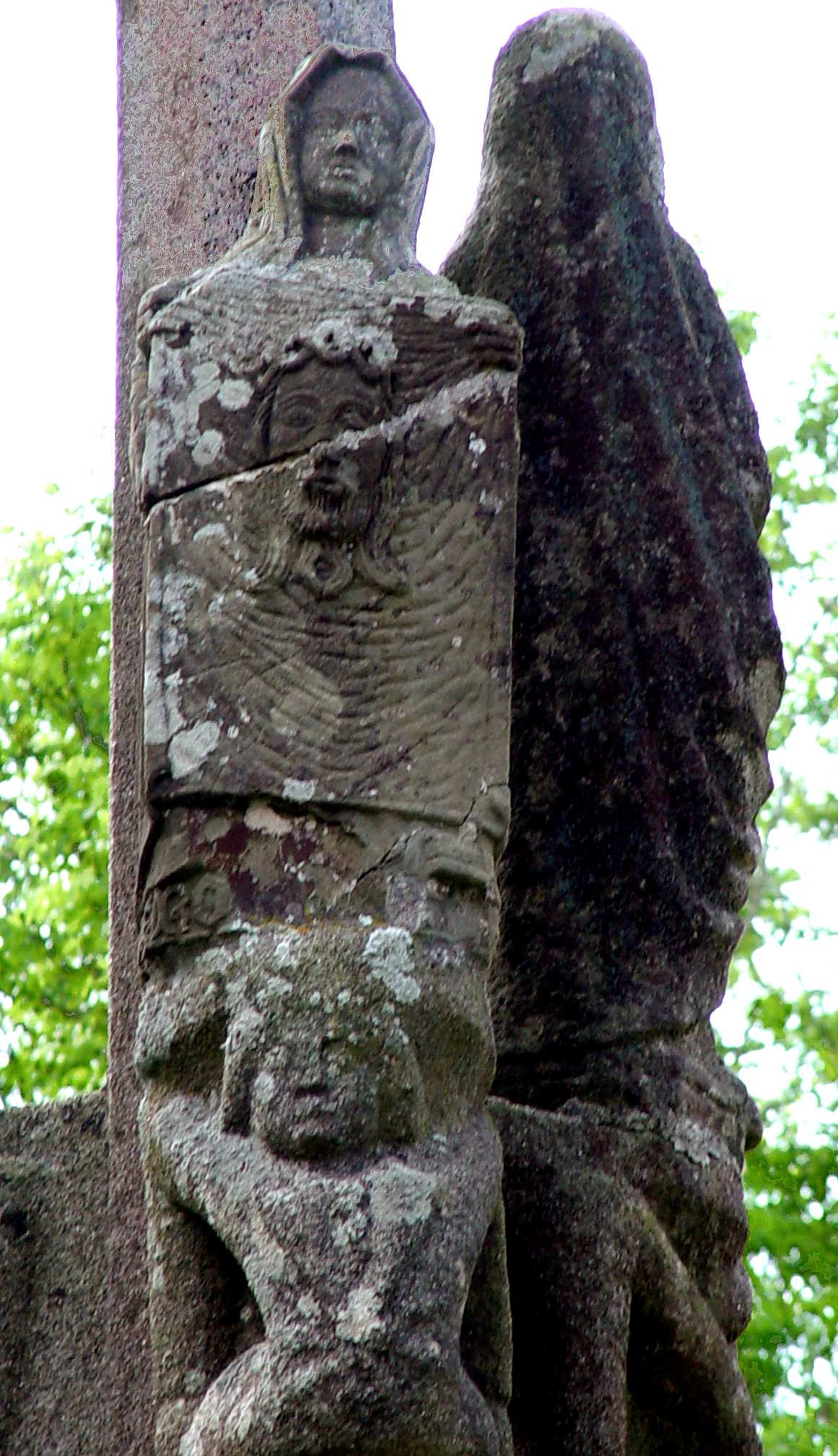
Le calvaire de Saint-Venec, sainte Véronique.
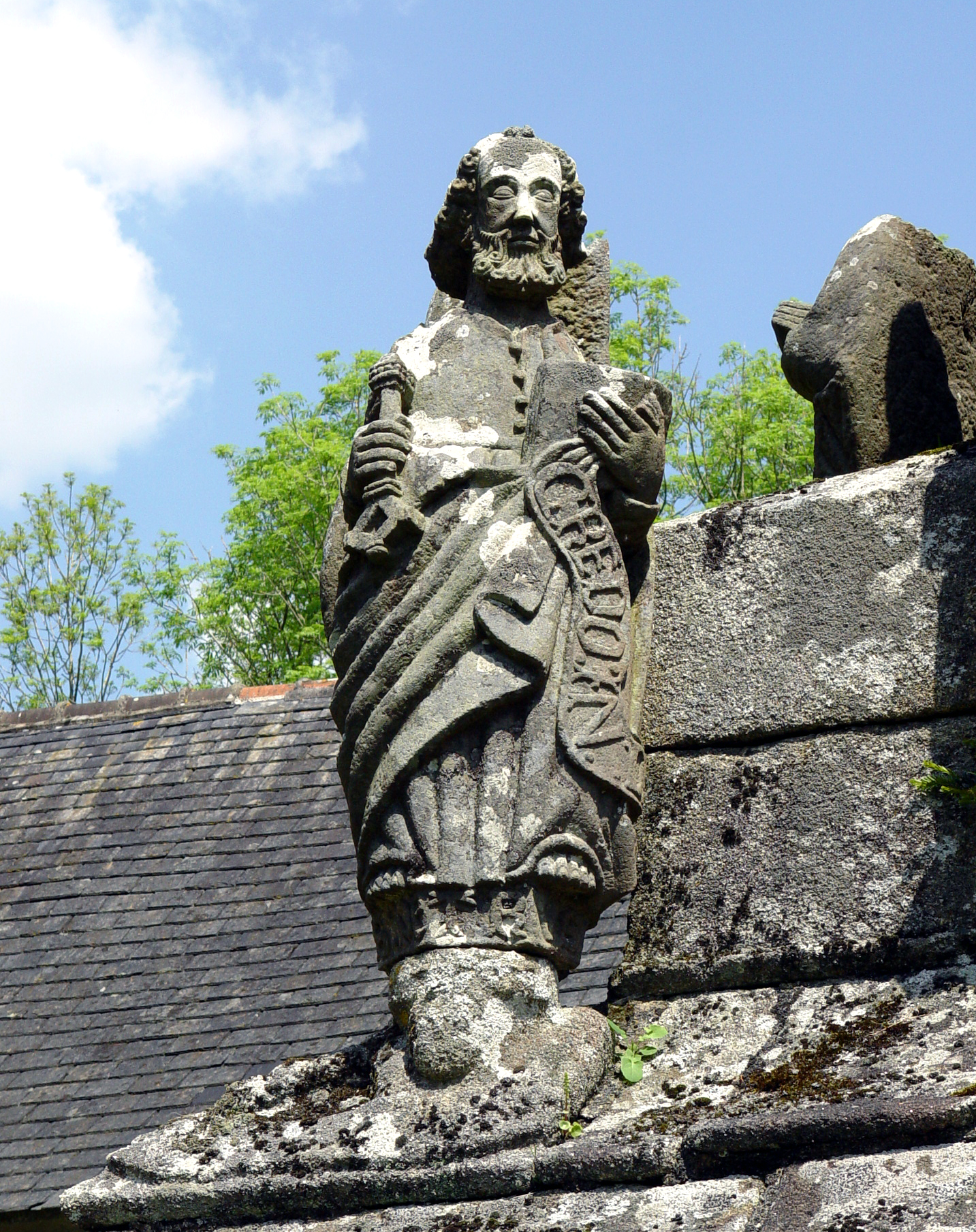
Le calvaire de Saint-Venec, saint Pierre.
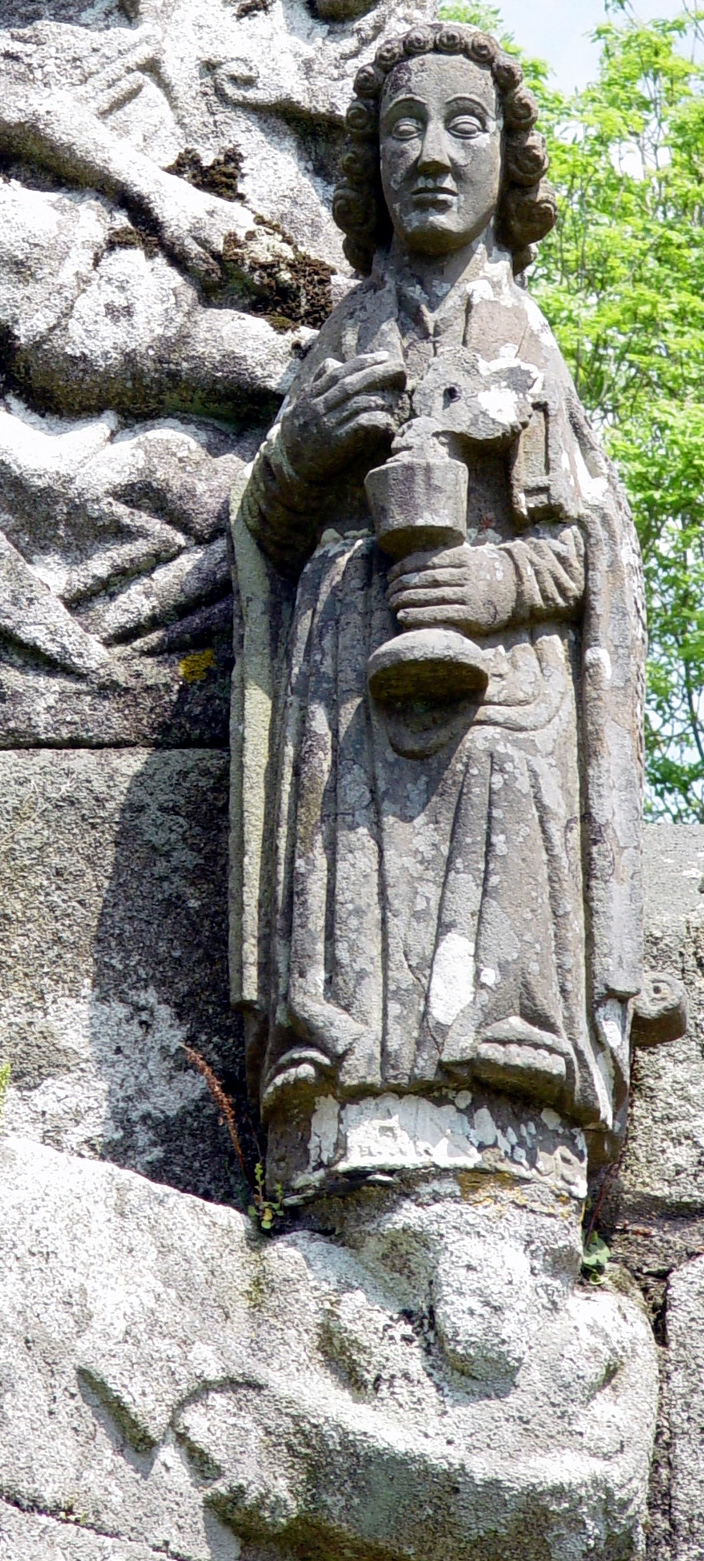
Le calvaire de Saint-Venec, l'apôtre Jean.
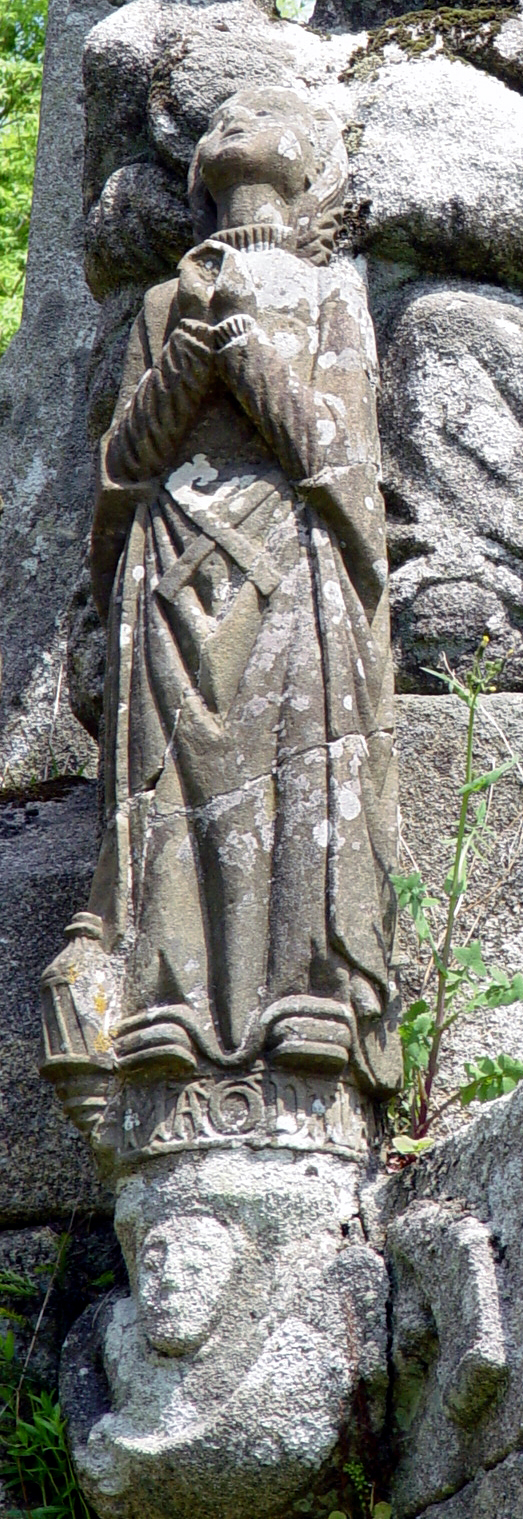
Le calvaire de Saint-Venec, sainte Marie-Madeleine.
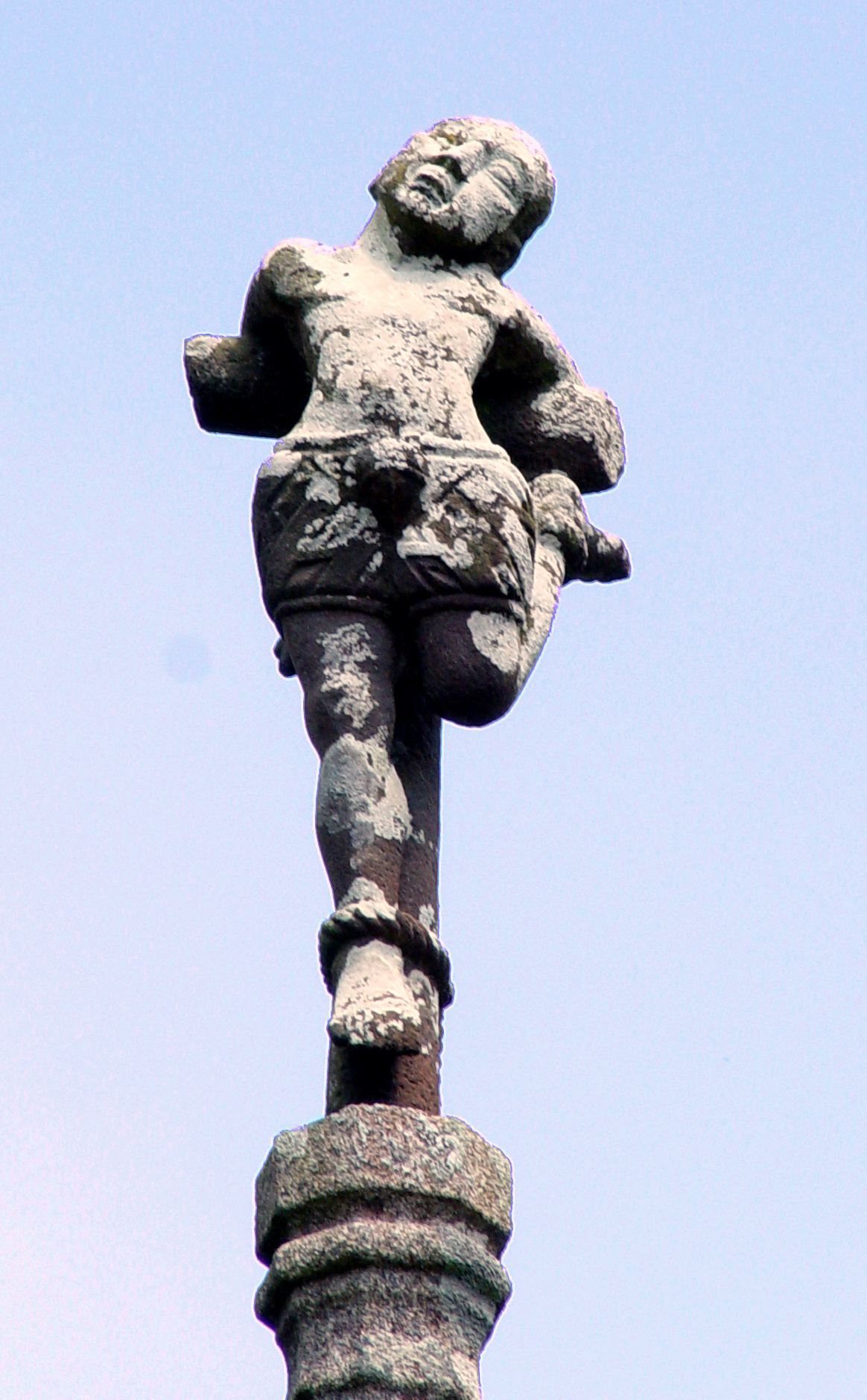
Le calvaire de Saint-Venec, le mauvais larron.
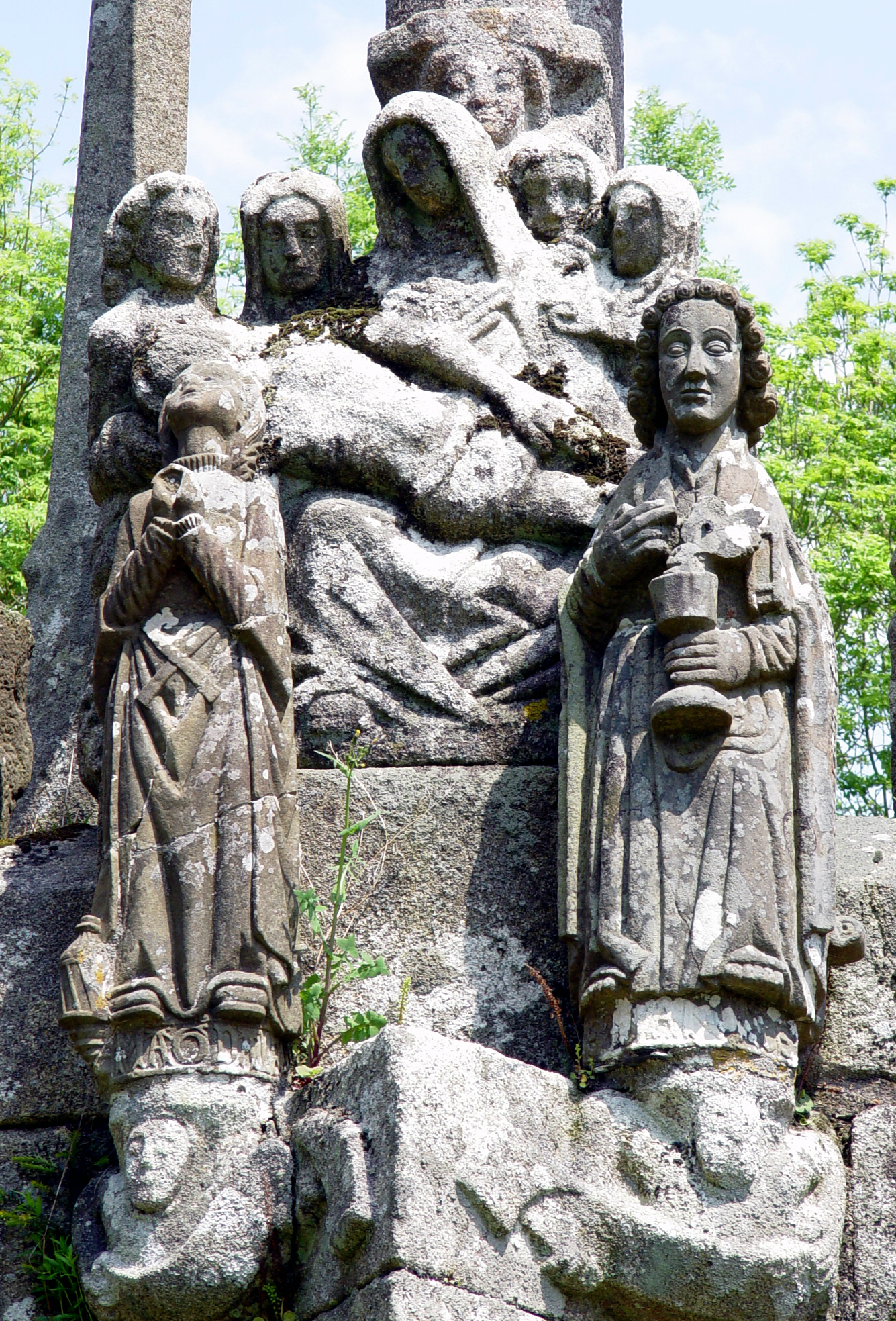
Le calvaire de Saint-Venec, pietà.
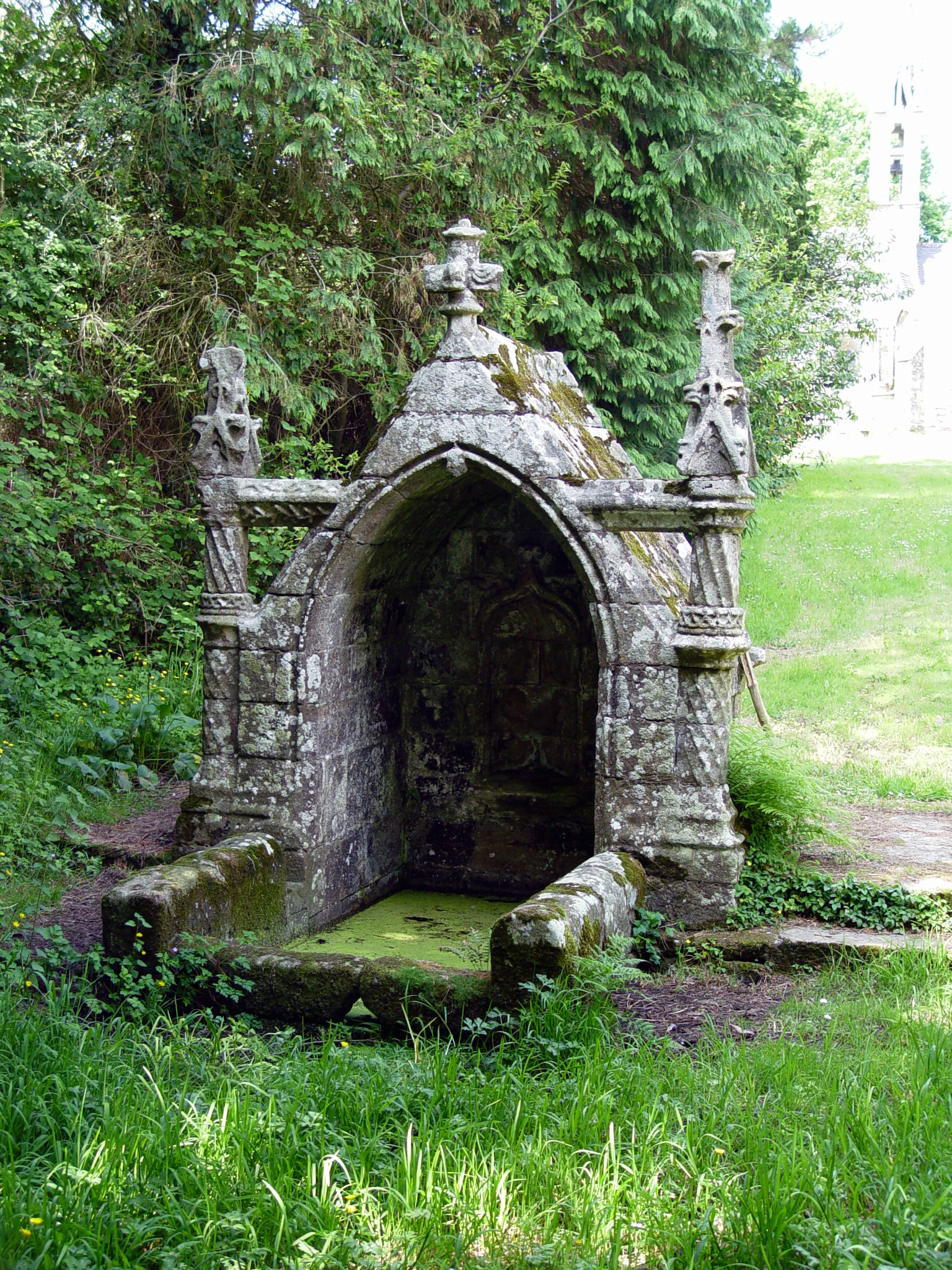
Saint-Venec : la fontaine du XVIe siècle.

### Chapelle Sainte-Cécile
Elle est la seule chapelle de la pointe de Bretagne à être dédiée à sainte Cécile (santez Aziliz en breton), la patronne des musiciens.
Cette chapelle, ainsi que la croix-calvaire, ont été inscrits au titre des monuments historiques en 1935.

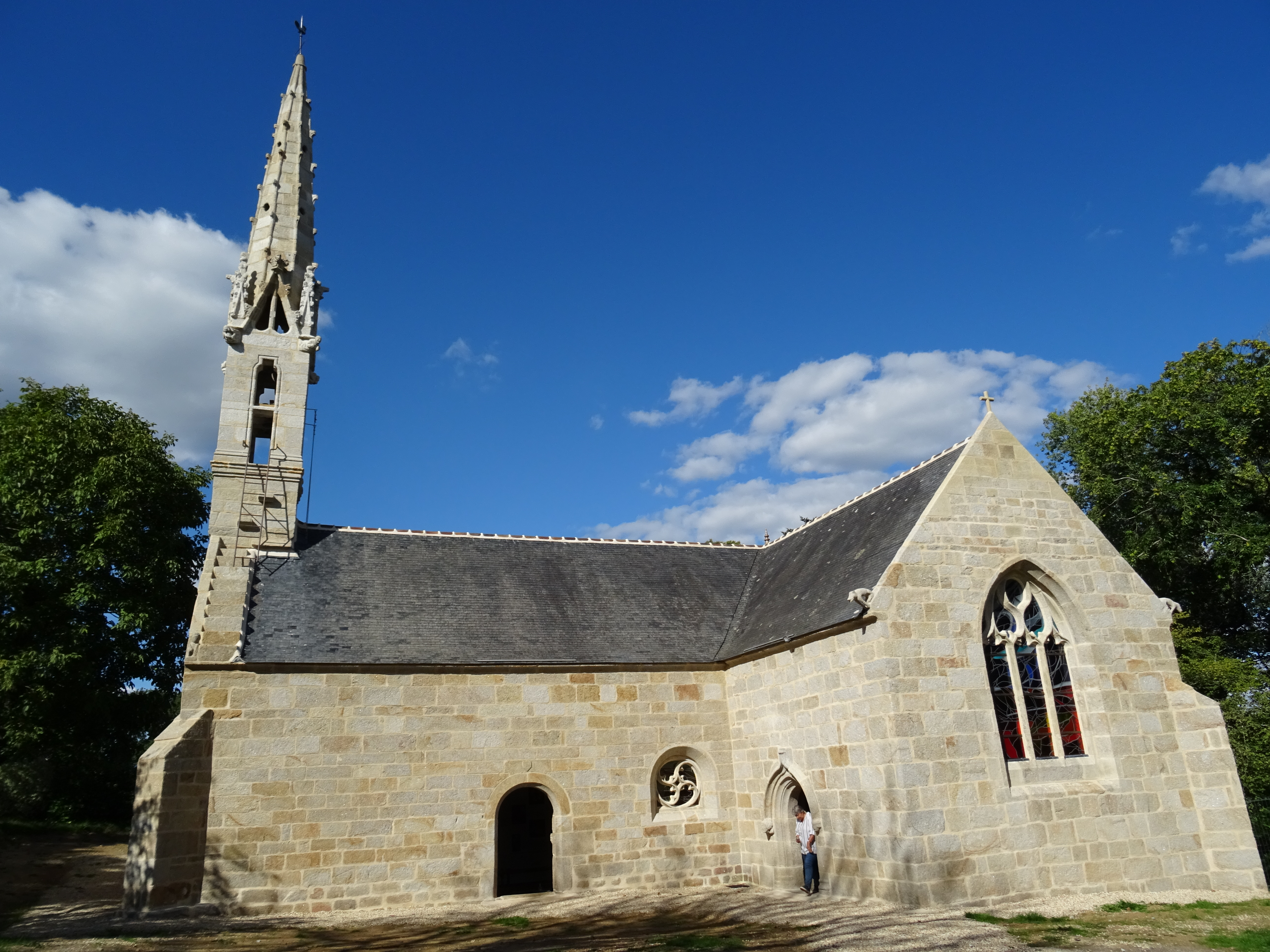
Chapelle Sainte-Cécile, vue extérieure d'ensemble.
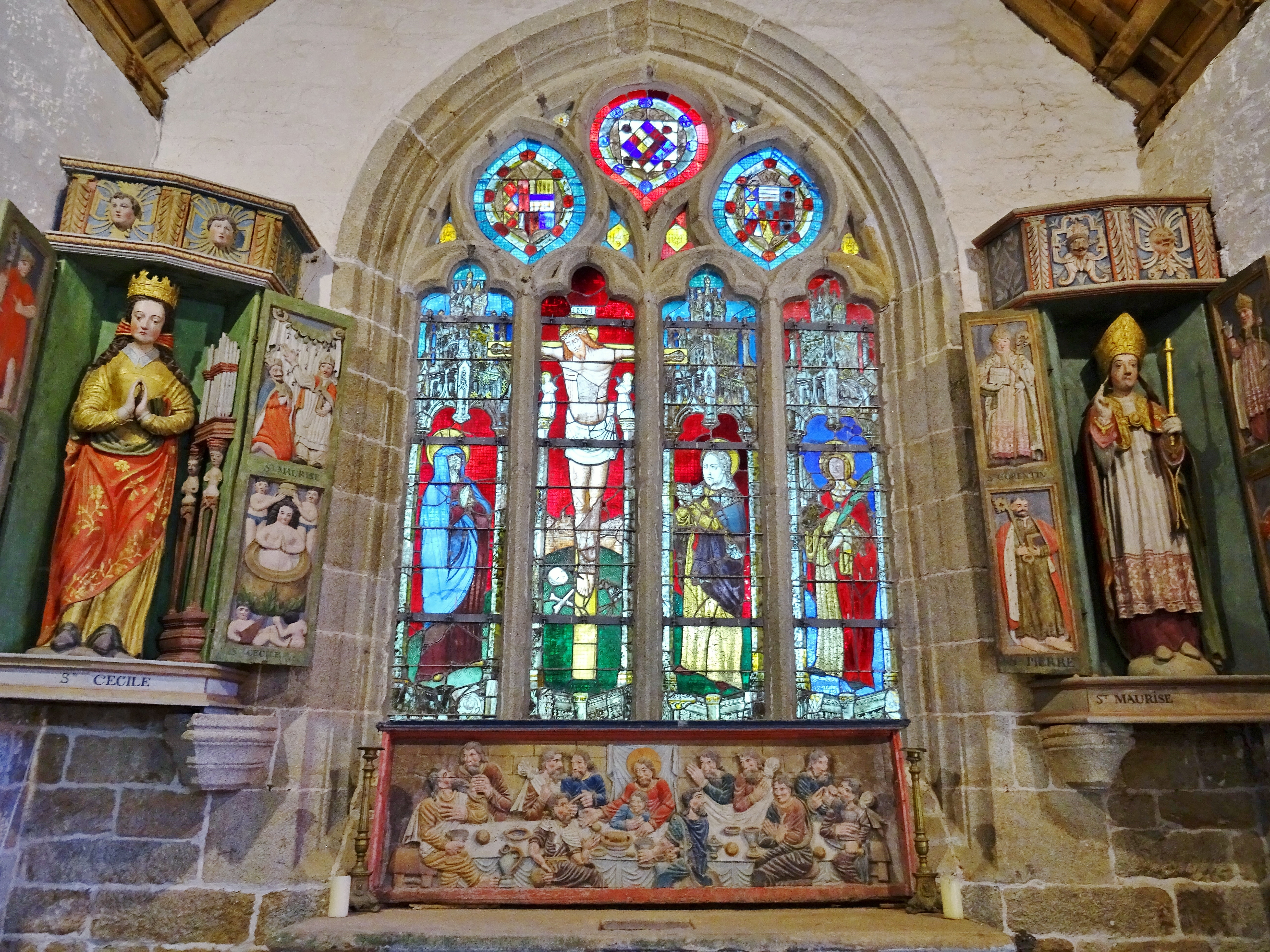
Chapelle Sainte-Cécile, maître-autel, verrière et statues de sainte Cécile et saint Maurice.
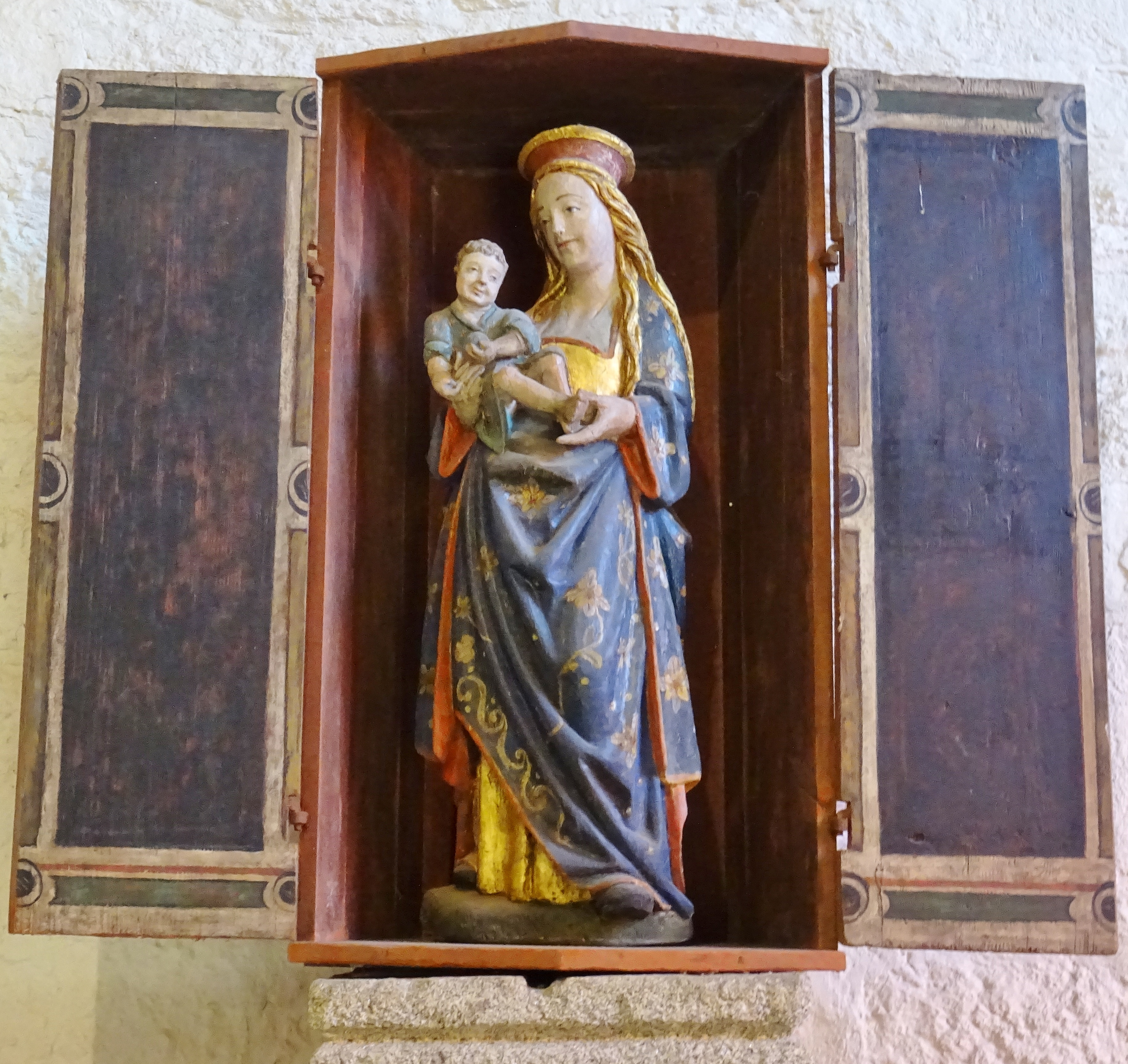
Chapelle Sainte-Cécile : piétà.
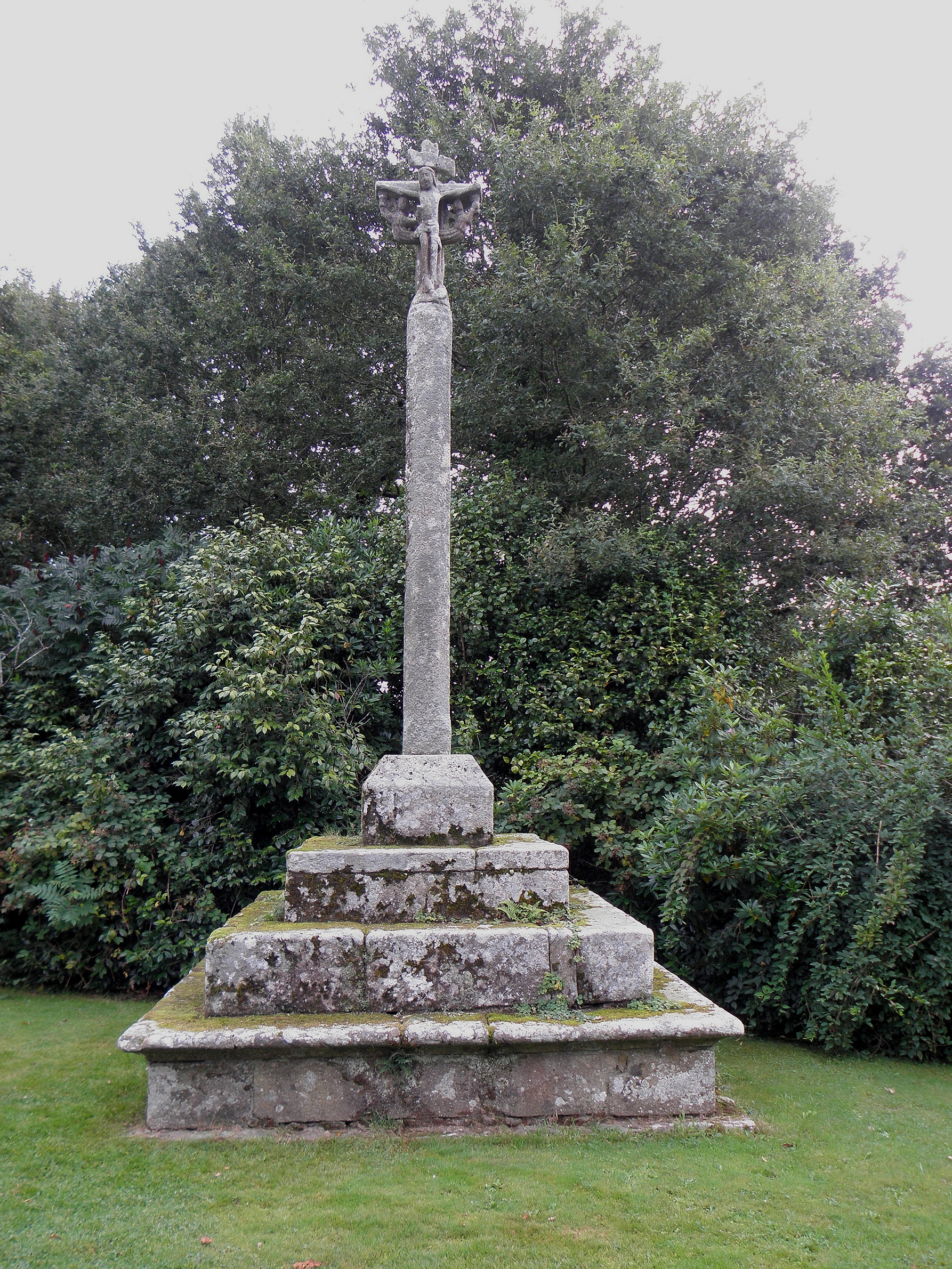
Le calvaire près de la chapelle Sainte-Cécile : vue d'ensemble

### Chapelle Saint-Guénolé dit de Treflez et aussi chapelle de Trolez

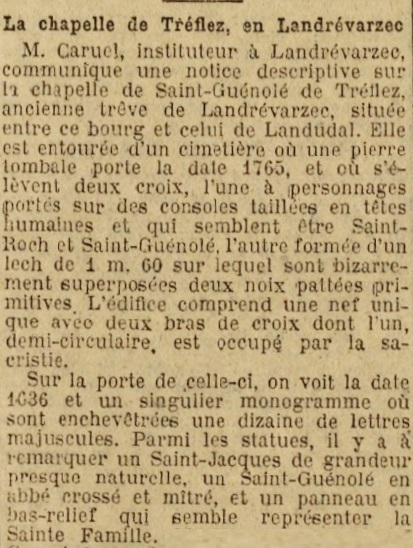
La chapelle de Tréflez (Trolez) décrite en 1931 (journal La Dépêche de Brest et de l'Ouest).

On raconte qu'une première chapelle aurait été offerte par le roi Gradlon à l'abbaye de Landévennec. La chapelle fut avant la Révolution française une église tréviale de la paroisse de Landrévarzec et disposait de fonts baptismaux et de son propre cimetière, d'où la présence d'un enclos, même s'il n'y subsiste aucune tombe (en 1780 Tréflez comptait 300 habitants dont 200 communiants). C'est en 1842 que, lorsque Landrévarzec redevint une paroisse, Briec lui céda la chapelle de Quilinen, mais annexa en échange les chapelles de la Madeleine et de Trolez.
La chapelle actuelle, située sur un chemin de Compostelle, date du XVIe siècle : différents détails architecturaux sont de style gothique, notamment une petite fenêtre à arc brisé, ornée de fleurons, de crossettes et d'une figure de femme, situé côté sud de la nef ; la sacristie date de 1630 ; elle contient une inscription difficile à déchiffrer. La flèche du clocher, très élancée, daterait du XVIIIe siècle. La chapelle serait, selon la légende, reliée au manoir de Trolez par un souterrain. Un vide de 2,50 mètres a effectivement été découvert menant de la chapelle vers ce manoir, le propriétaire actuel (1988) maniant le pendule. Un autre souterrain où l'on peut passer à quatre pattes a été trouvé sous le sol de la chapelle et allant du second pilier vers une fenêtre. 
La chapelle abrite une très belle Adoration des mages, reste d'un triptyque? Sainte Anne y est traditionnellement vénérée : son pardon était traditionnellement organisé le dimanche le plus proche du 26 juillet, jour de la fête de sainte Anne. La chapelle est désormais désacralisée.

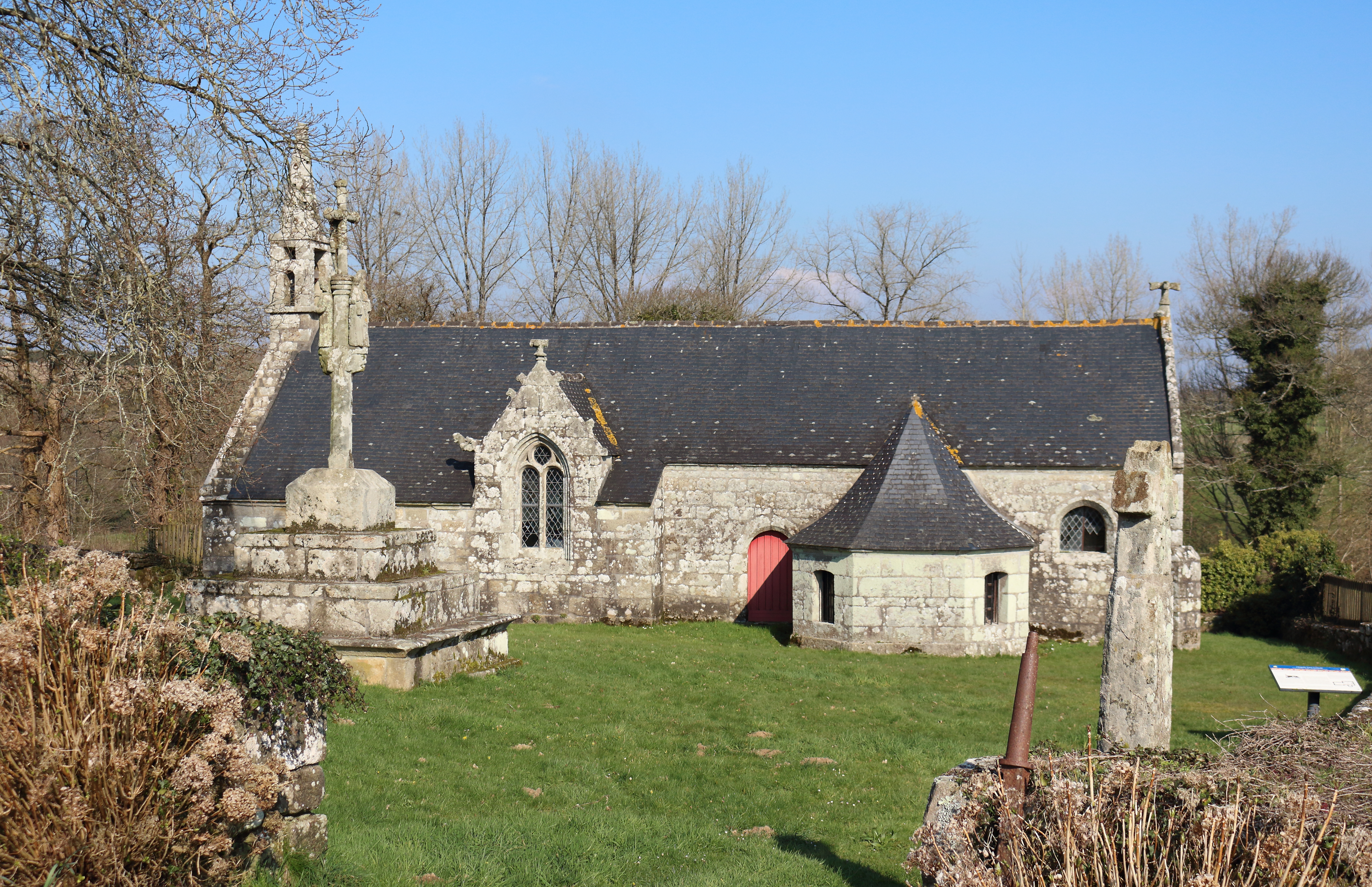
Chapelle Saint-Guénolé : vue extérieure d'ensemble.
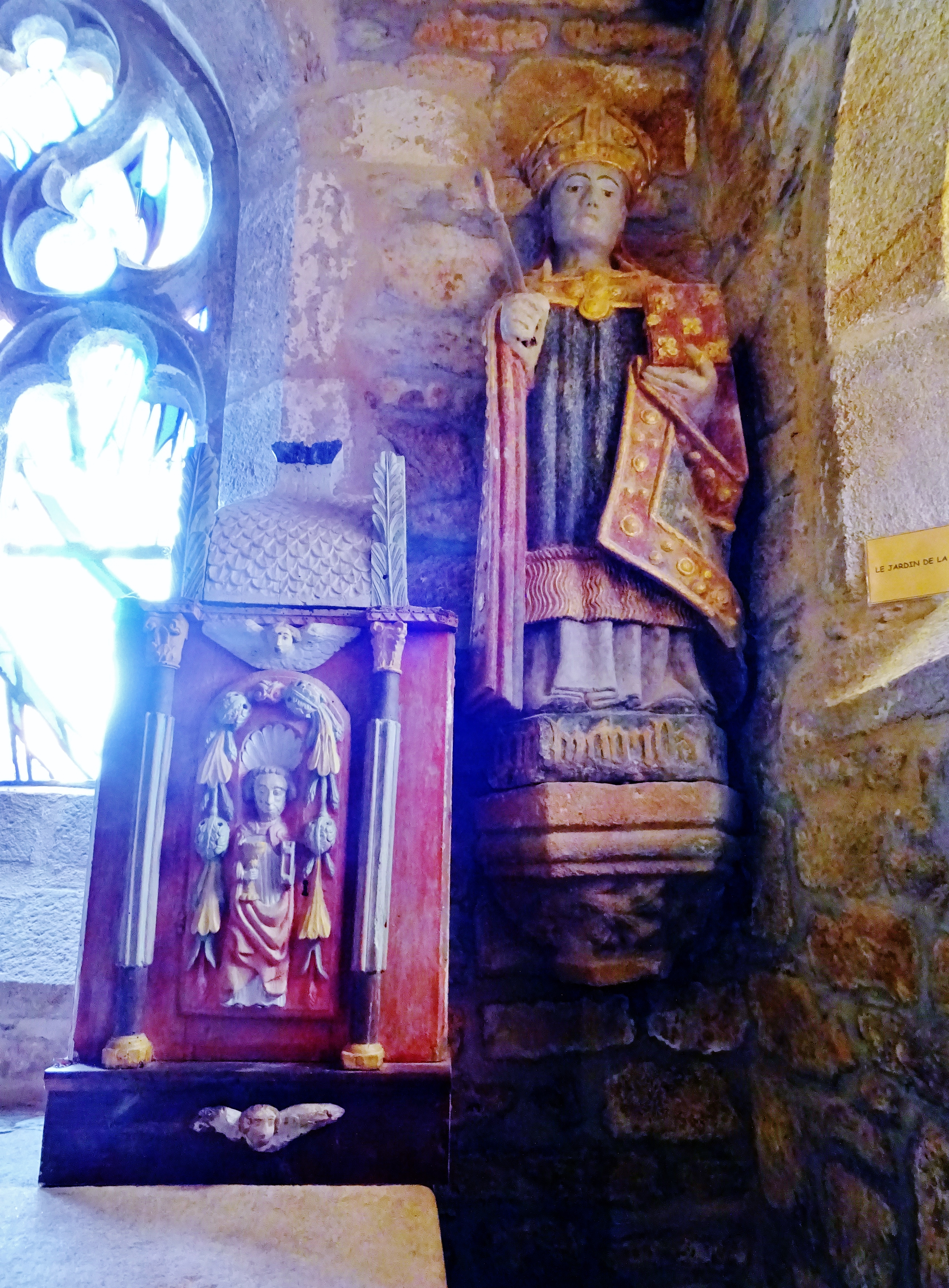
Chapelle Saint-Guénolé : statue de saint Guénolé.
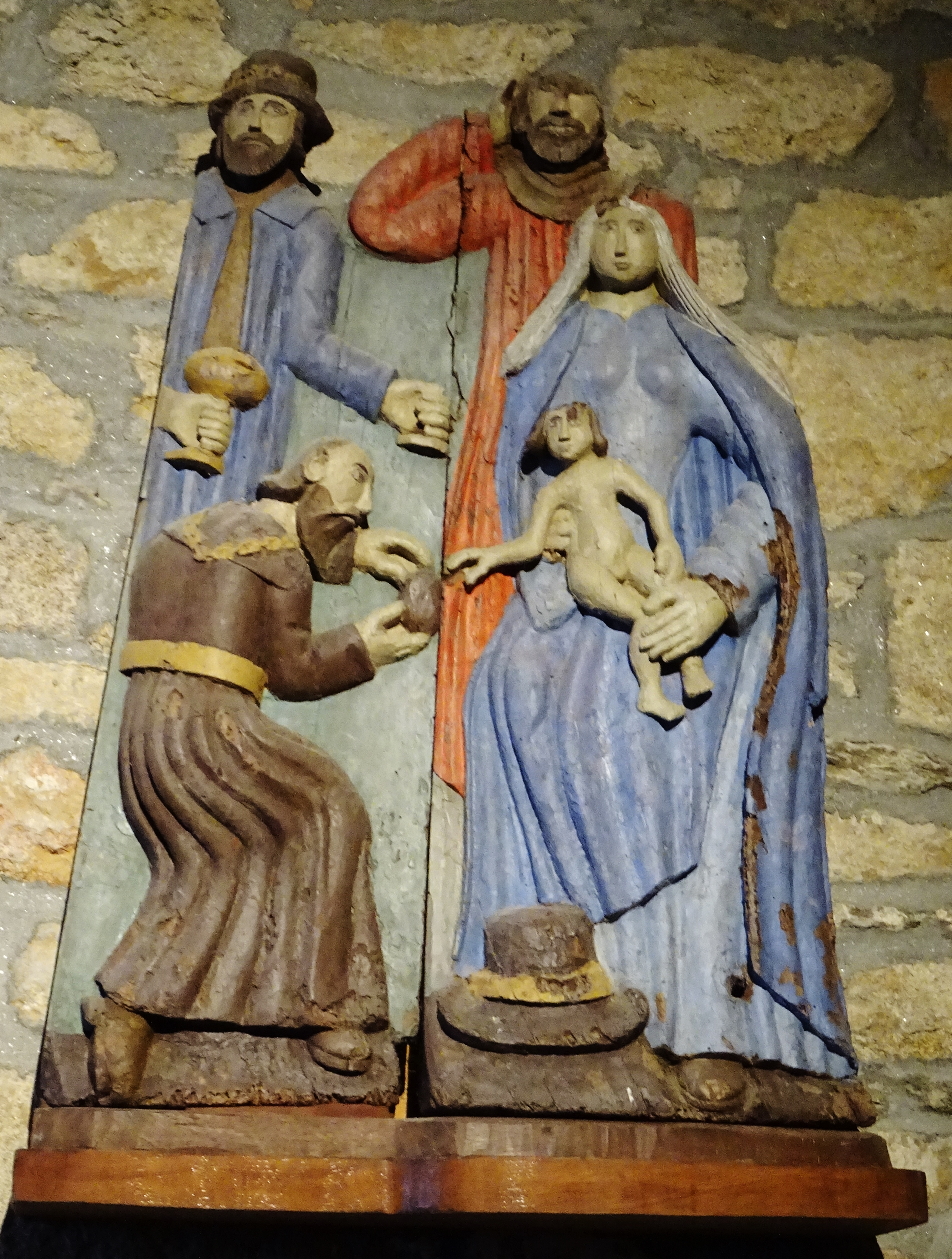
Chapelle Saint-Guénolé : groupe statuaire de l'Adoration des mages (XVIe siècle).
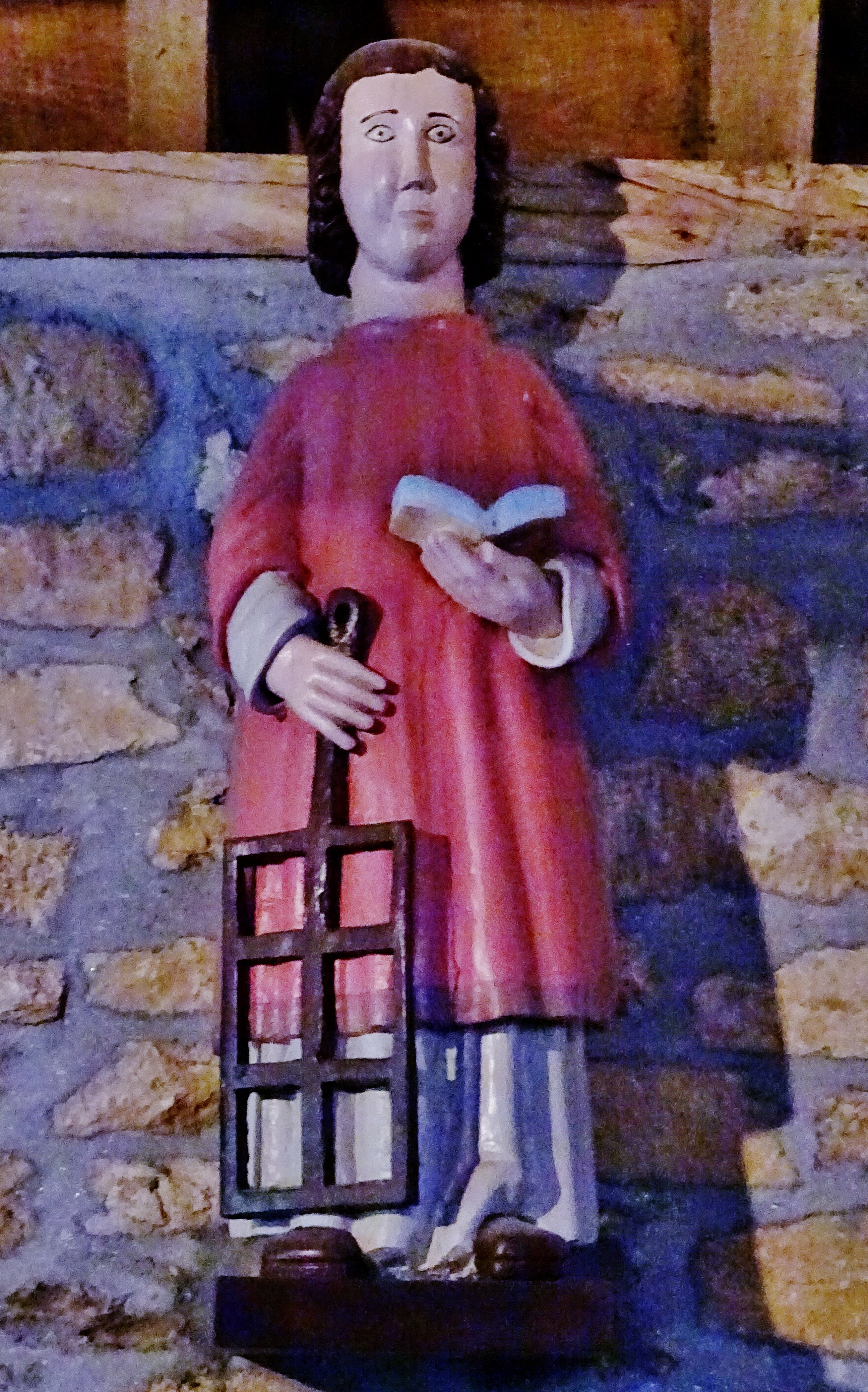
Chapelle Saint-Guénolé : statue de saint Laurent.
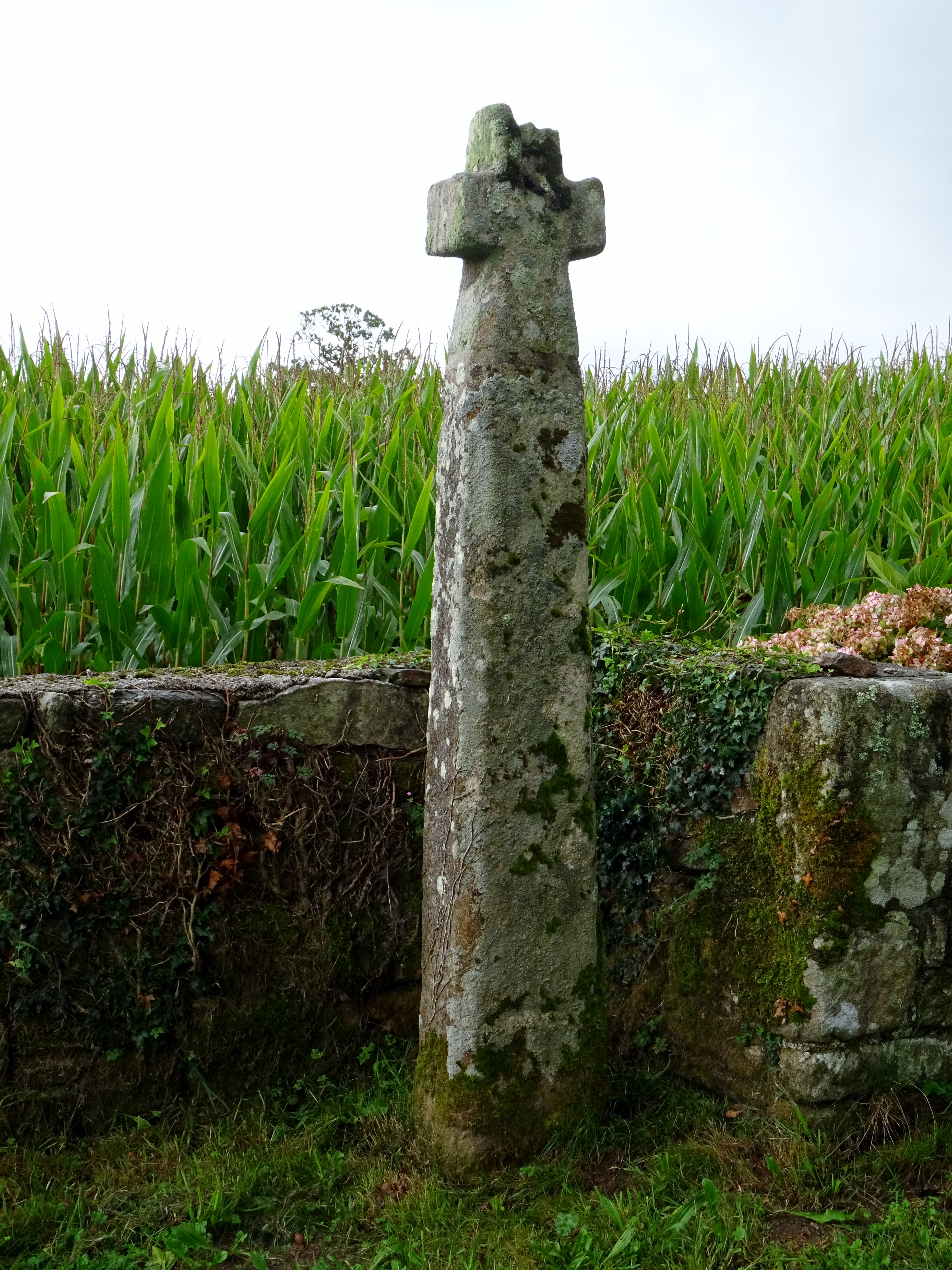
Stèle chrétienne du haut Moyen-Âge dans l'enclos de la chapelle de Trolez.
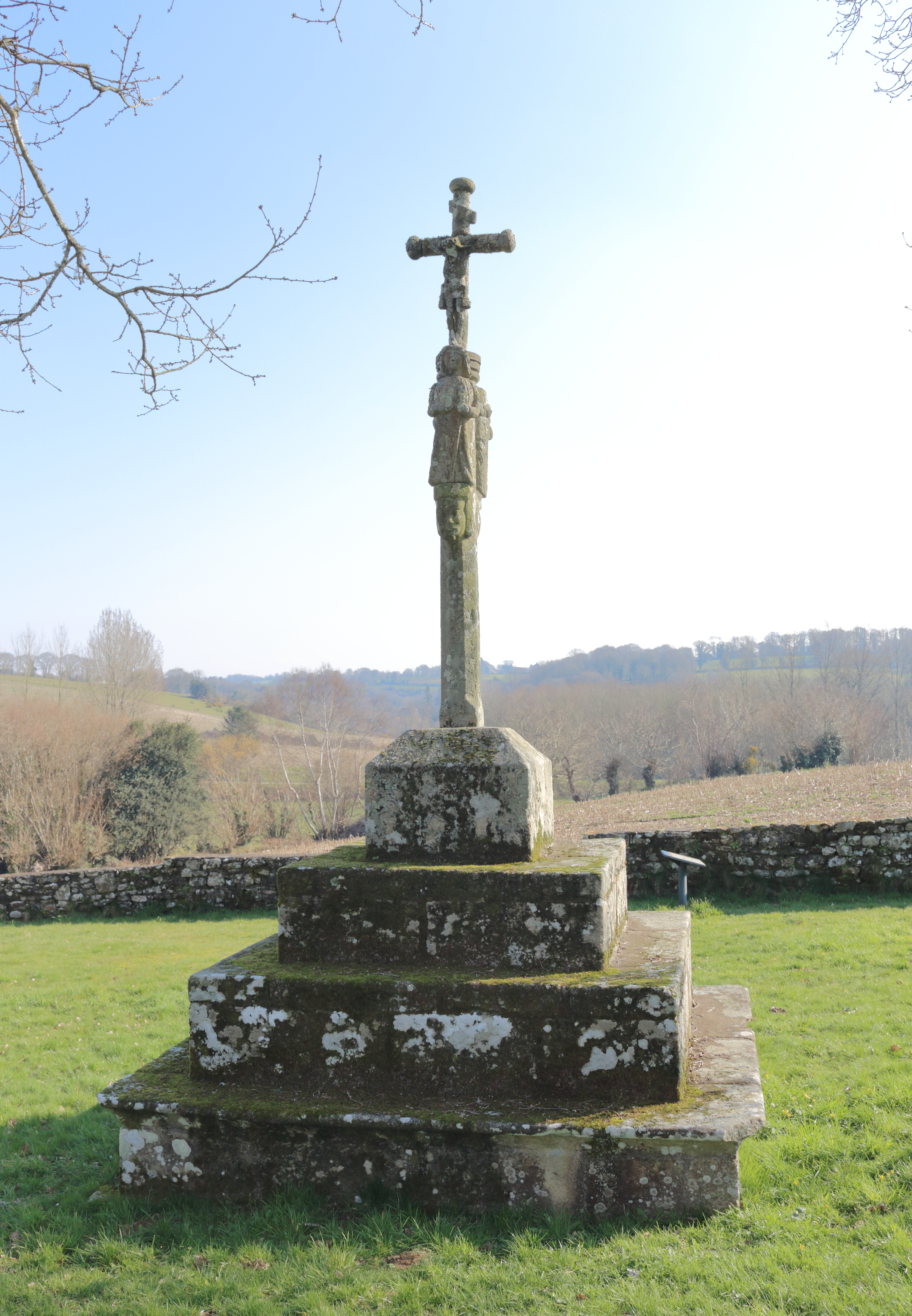
Calvaire dans l'enclos de la chapelle de Trolez.

La vitrerie losange en verre blanc datant du début XXe siècle est remplacée en 2022-2023 par des vitraux conçus par Yvon Daniel et Valérie Salaün (un financement participatif a été lancé par la Fondation du patrimoine.

### Chapelle de la Madeleine
On ne trouvait, en 1985, aucune pièce, témoin des anciens vitraux mais de nombreuses traces de barlotières et vergettes antérieures. De même pas de trace de vitrerie XIXe. Par contre les anciens se souvenaient de vitraux losangés en verre blanc. En 1984, du verre blanc a succédé a des fenêtres en bois encore existantes en 1948. Relevé traces de peinture XVIIe sur les pierres encadrant les baies. Depuis 1985 vitraux figuratifs de l'atelier Le Bihan, aux sujets choisis par le comité. Auteurs : Antoine et Jean-Pierre Le Bihan.

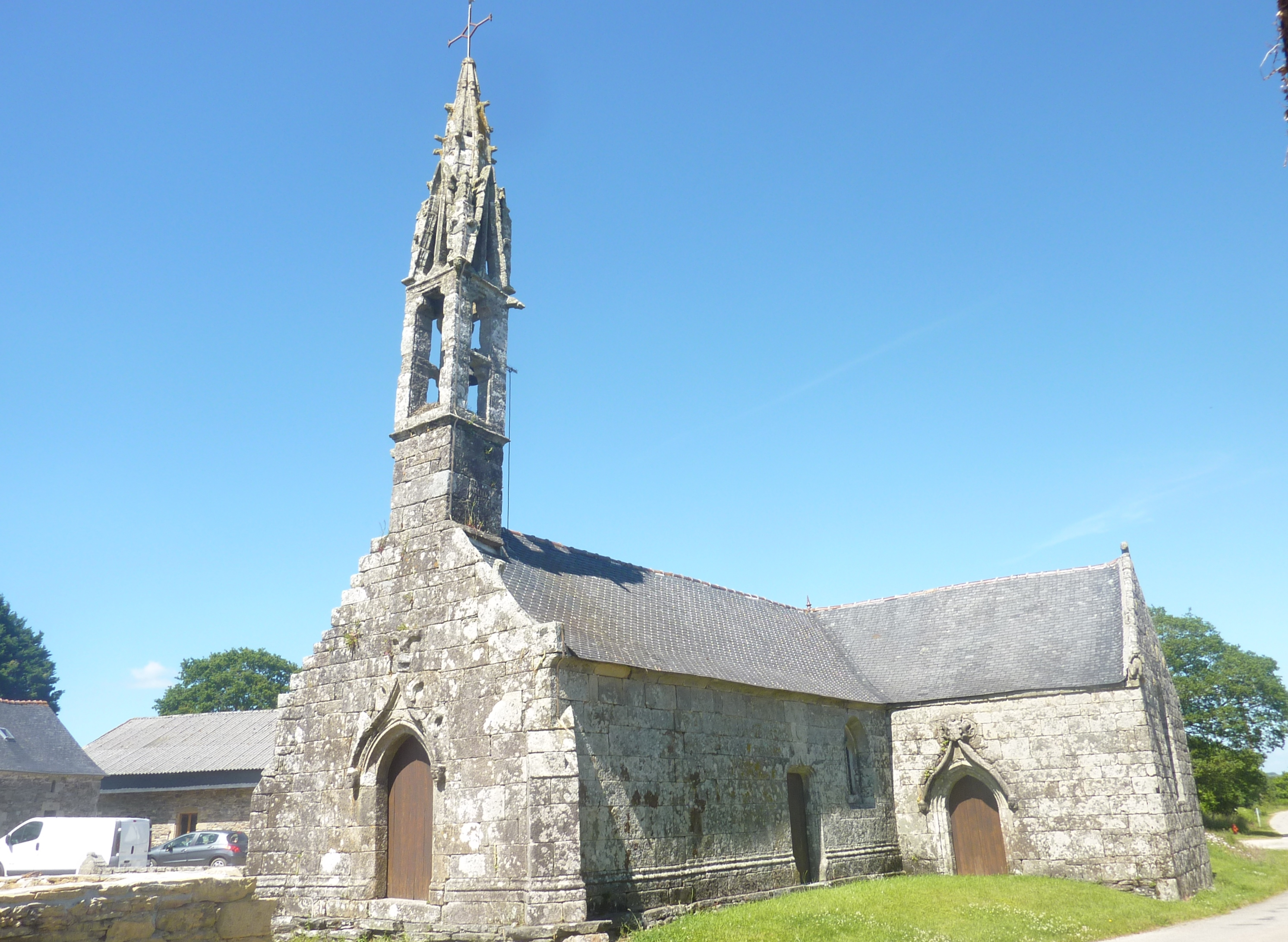
La chapelle de la Madeleine, vue extérieure d'ensemble.
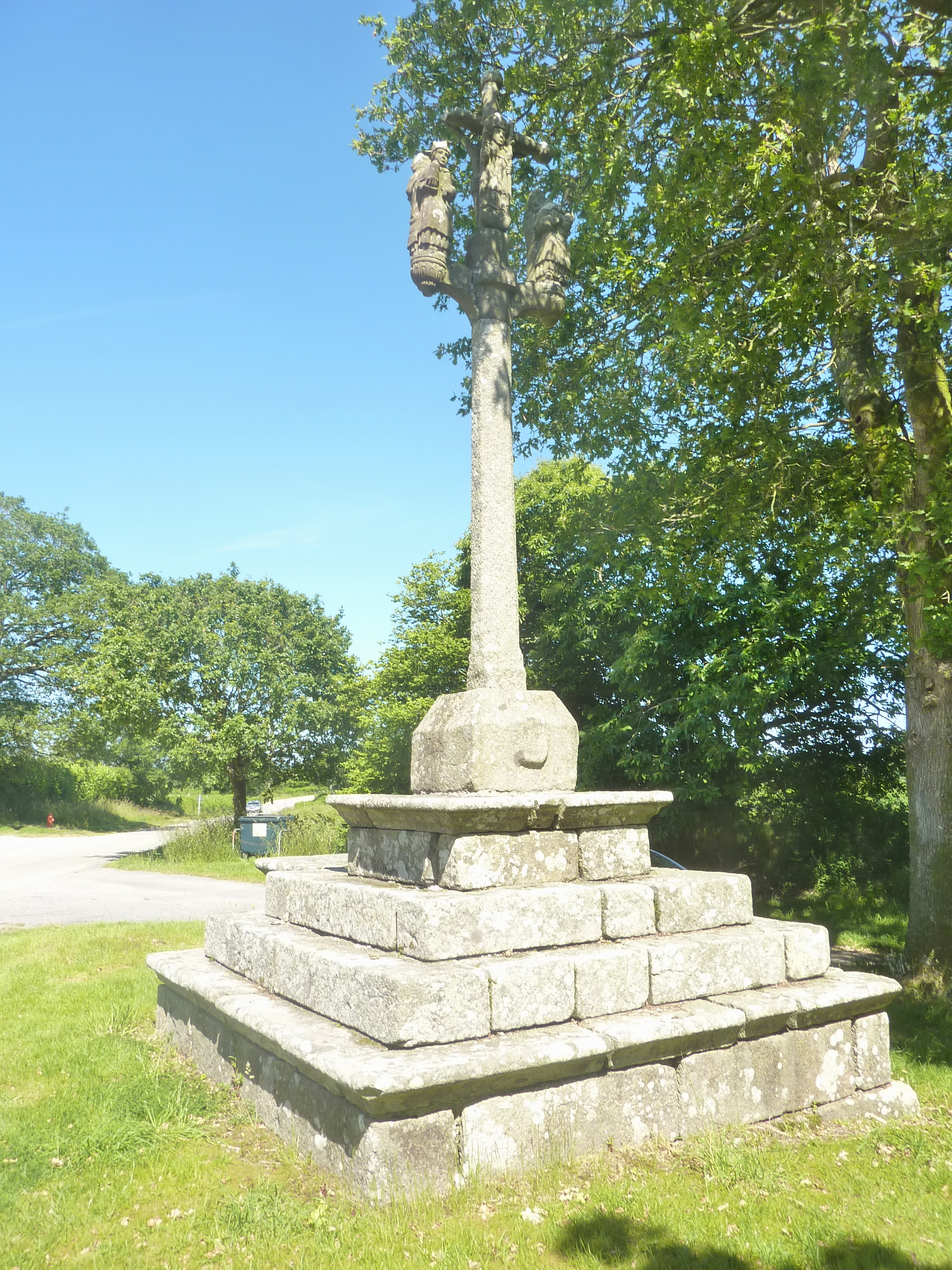
Le calvaire du placître de la chapelle de la Madeleine.

### Église paroissiale Saint-Pierre (XVesiècle)

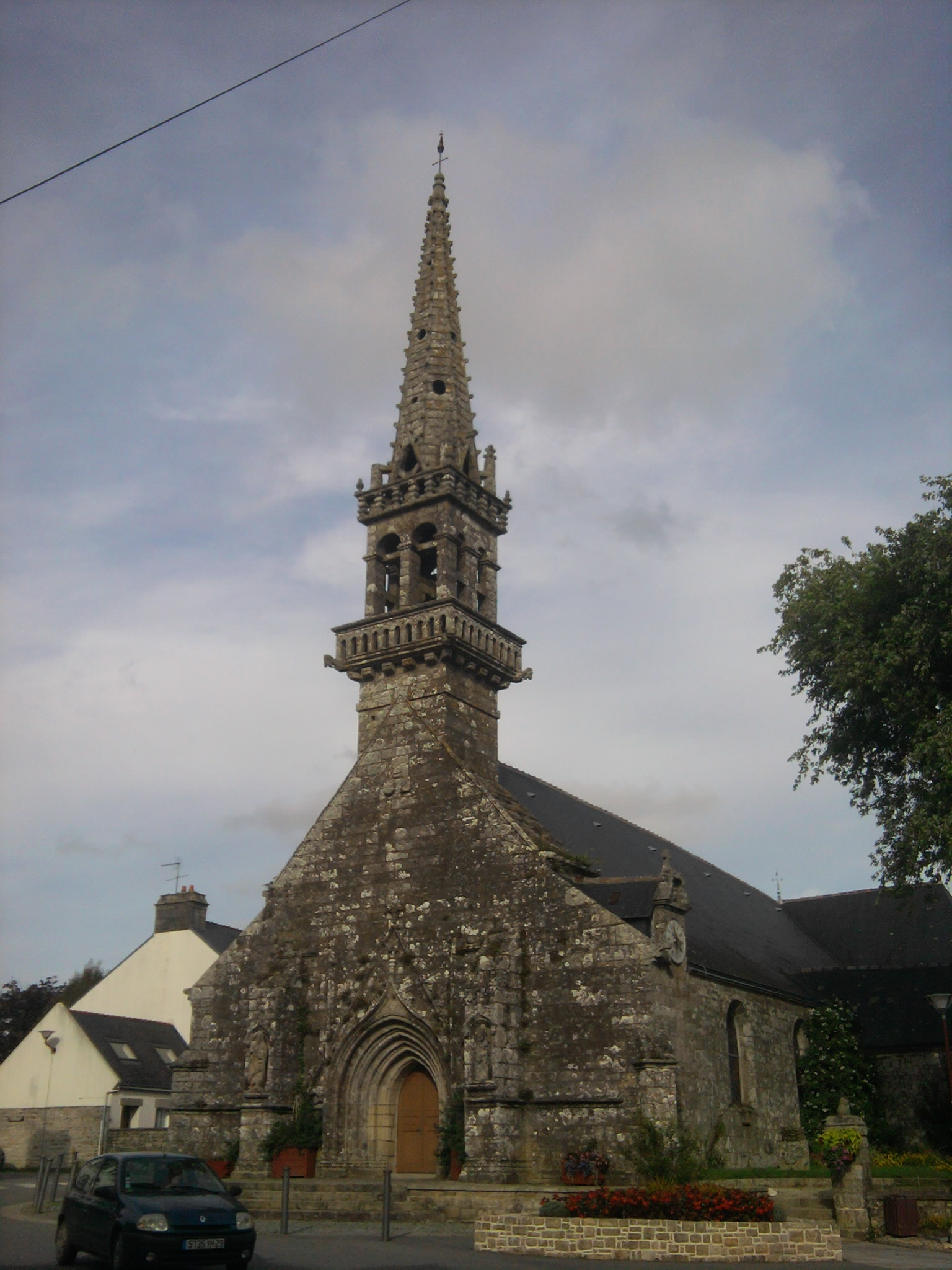
L'église Saint-Pierre.

En 1789, lors du procès-verbal en vue de reconstruire l'église, on y voyait, derrière le maître-autel dans le vitrail représentant une Passion du XVIe, cinq écussons dont celui de Bretagne, celui de France ainsi que celui de la seigneurie de la Chataigneraye, présentés par un ange.
En la chapelle Saint-Jean, il y a trois soufflets, le premier porte un écusson, le reste est en verre blanc ou représente le mystère de la Passion.
En la chapelle de la Vierge, côté nord, au haut du vitrail sont trois écussons. Le chœur, le chevet et le transept ont été reconstruits entre 1909 et 1911 par l'architecte Charles Chaussepied.

### Autres chapelles
- Chapelle Notre-Dame d'Illijour : elle a été  construite en 1833 (à l'emplacement d'une chapelle antérieure, dédiée à saint Léger) et agrandie en 1848 ; elle est en forme de croix latine et à vaisseau unique. Un calvaire se trouve à proximité[140].
- Chapelle de Trégain (XVIe siècle), construite en 1700 et désaffectée pour le culte, désormais transformée en gîte[141].

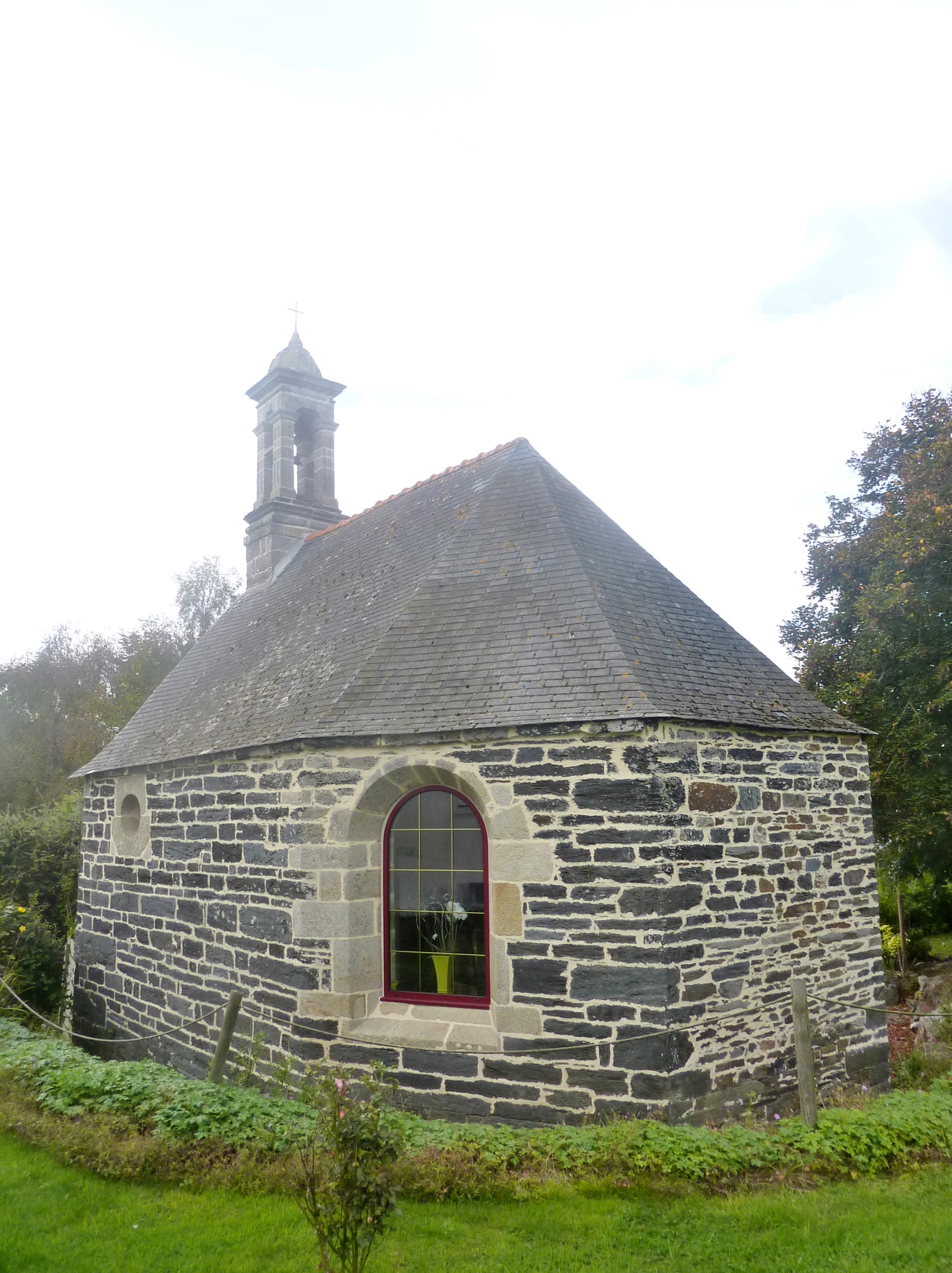
La chapelle de Trégain 1.
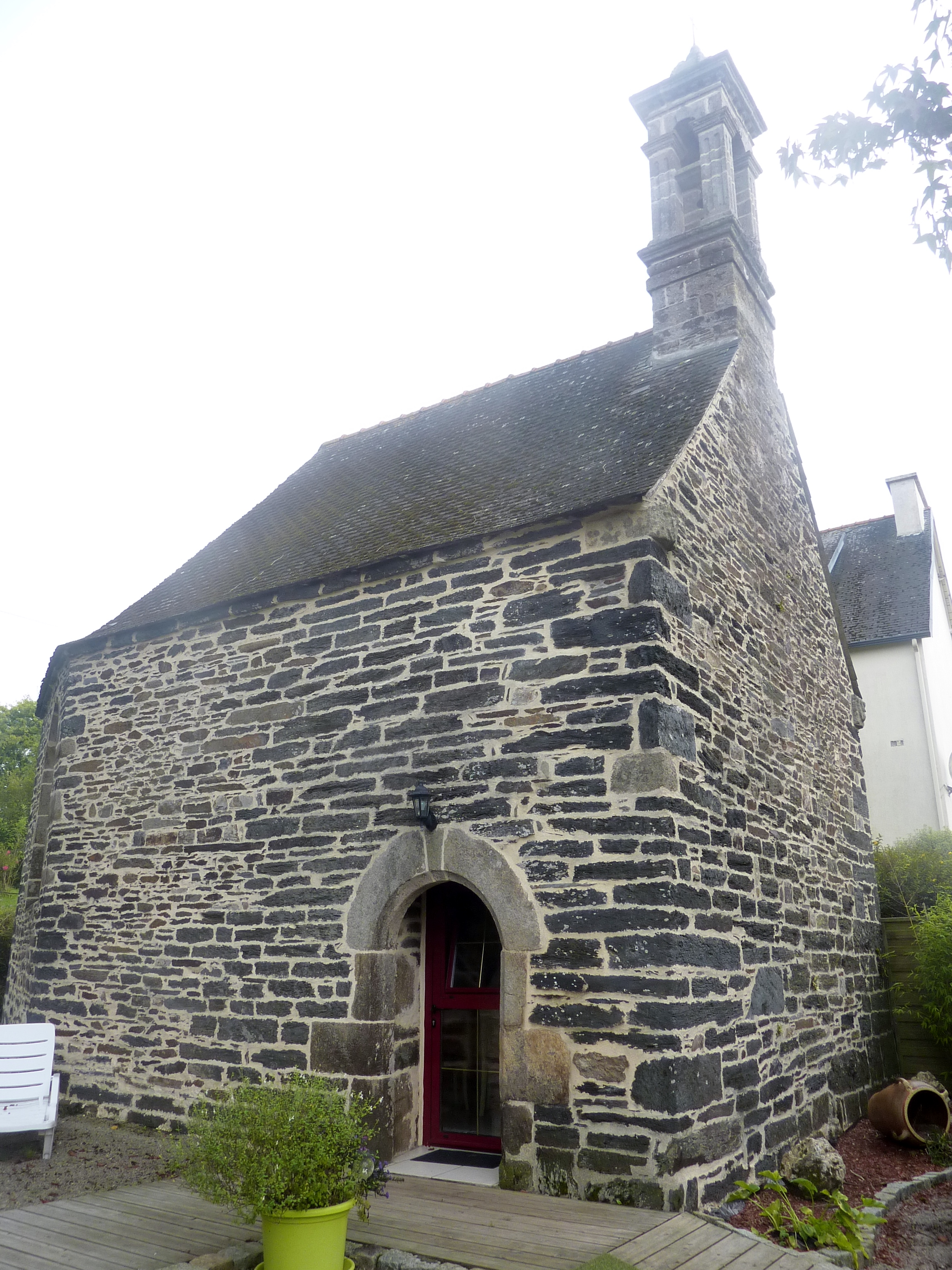
La chapelle de Trégain 2.

- Chapelle Saint-Égarec, XVIe siècle.
- Chapelle Saint-Corentin (Kreisker), XVIe siècle : en forme de croix latine, son transept et son chevet datent du XVIe siècle, sa nef du XVIIe siècle et sa charpente, apparente, du XIXe siècle (la chapelle fut entièrement restaurée en 1804). La chapelle possède trois autels en pierre de taille et des statues anciennes dont une de saint Corentin en pierre polychrome et une d'Adam et Ève en granite ainsi que des statues de saint Sébastien, saint Germain, saint Maudez, saint Tugen, etc. ; elle possède aussi des vitraux dont une Dormition de la Vierge qui date du XVIe siècle. Le calvaire situé à proximité date du XVIe siècle et porte un crucifix qui date du XIXe siècle[142].

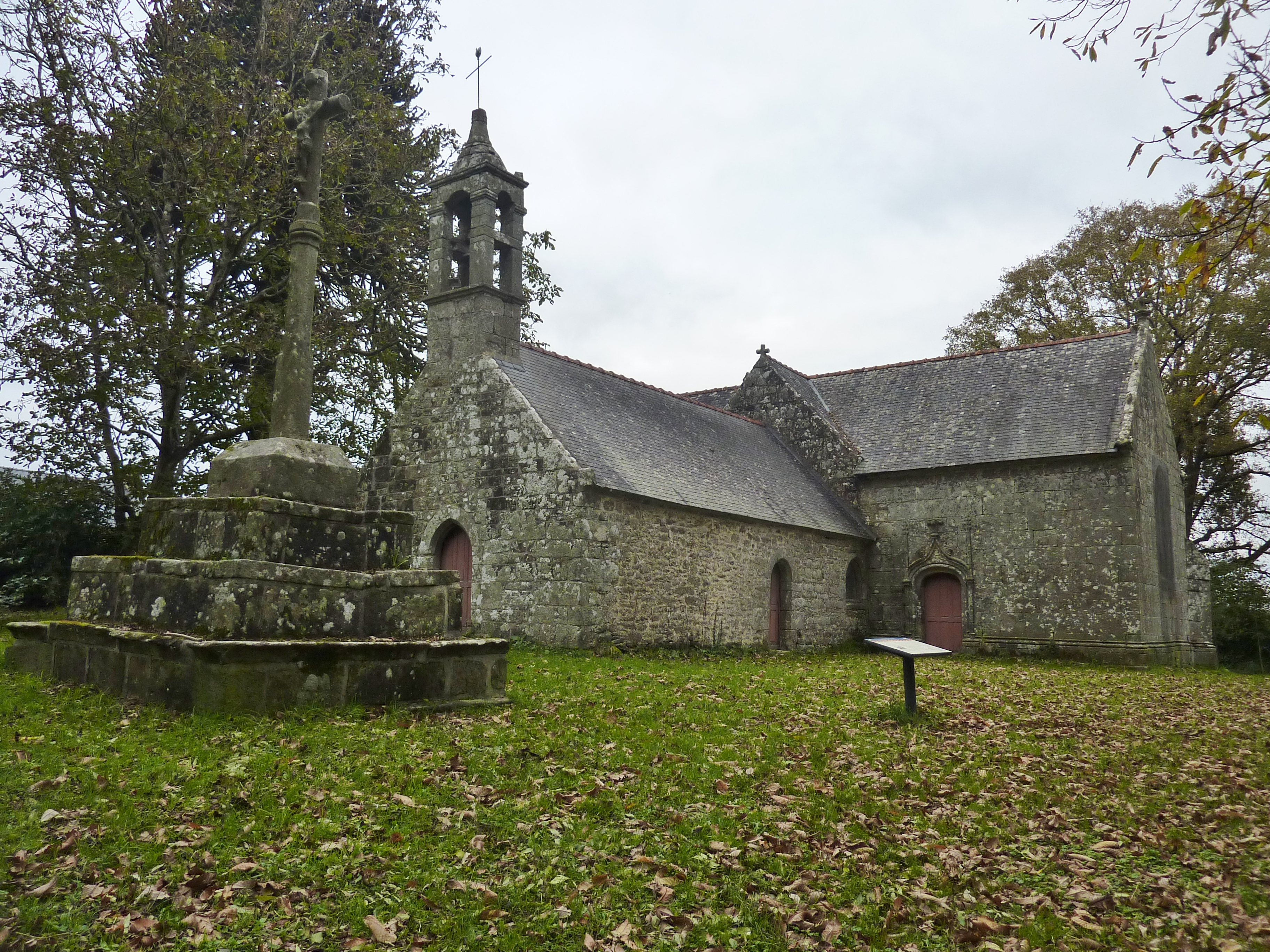
La chapelle Saint-Corentin (ou chapelle du Kreisker) et son calvaire 1.
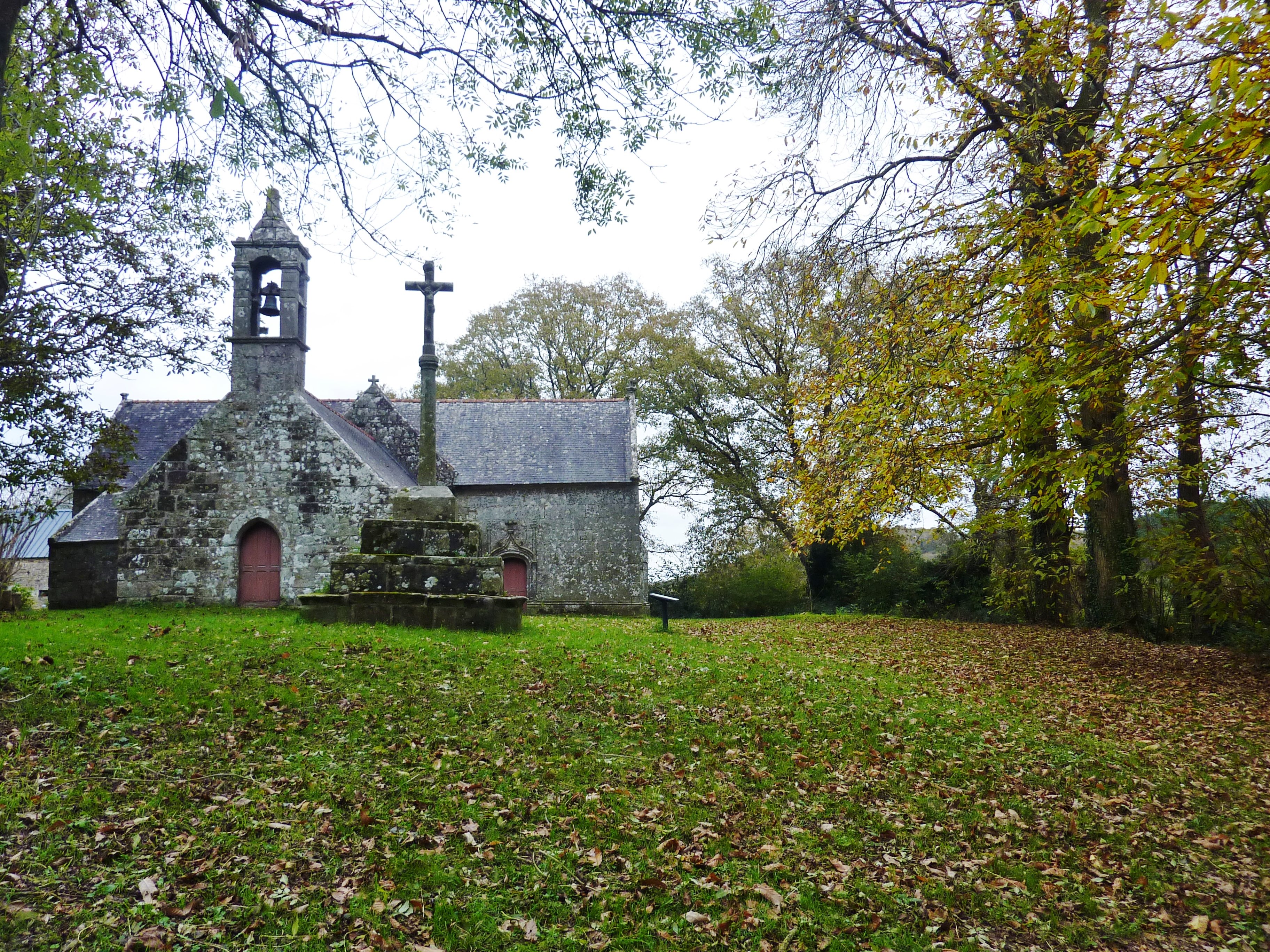
La chapelle Saint-Corentin (ou chapelle du Kreisker) et son calvaire 2.

### Le château de Trohanet
Une partie de la propriété du château de Trohanet est située en Langolen. Le château est composé d'une partie plus ancienne (l'arrière du château) datant du XVe siècle, du temps de la famille Liziart, et d'une partie moderne  datant du XVIIIe siècle, y compris son bel escalier en granite, construite par la famille Tréouret de Kerstrat ; le pignon ouest a également été rhabillé au XIXe siècle pour le mettre en conformité avec le reste de la façade ; y était en effet adossée une longère qui servait d'écurie et que le propriétaire a fait détruire. Les armoiries de la famille Tréouret de Kerstrat figuraient sur le fronton triangulaire de la façade, mais elles ont été martelées pendant la Révolution française. La présence de l'étang d'une superficie de près de quatre hectares atteste de la noblesse du lieu : c'était une obligation au XIVe siècle d'avoir un étang pour un lieu noble et sa superficie était en proportion du rôle du lieu dans la structure féodale. Trohanet est vendu en 1851 par la famille Tréouret de Kerstrat au futur amiral de La Grandière (alors capitaine de vaisseau) ; celui-ci entreprend à partir d'un plan dessiné en 1872 par les frères Bühler, célèbres paysagistes de l'époque, une restructuration du parc qu'il accompagne de la construction de bâtiments de basse cour, de la construction d'un mur d'enceinte pour un jardin potager et de la construction d'une petite serre. Il procède également au réaménagement de la façade des deux pavillons, est et ouest, du château. Les travaux d'aménagement du parc romantique sont achevés vingt-cinq ans plus tard, en 1898. Une chapelle et un pigeonnier ont disparu, de même que les deux moulins qui étaient en état de fonctionnement en 1816, le dernier s'est effondré en 1946.
inscrit partiellement au titre des monuments historiques par arrêté du 9 novembre 2001,, Trohanet a pu  bénéficier en 2009, pour la première fois, d'une subvention : pour la réfection  de la toiture ; cette subvention (40 % au total) a correspondu au surcoût de la fixation des ardoises au clou exigée par l'administration (la précédente toiture était au crochet). La réfection de la toiture et des charpentes a été achevée en 2012.

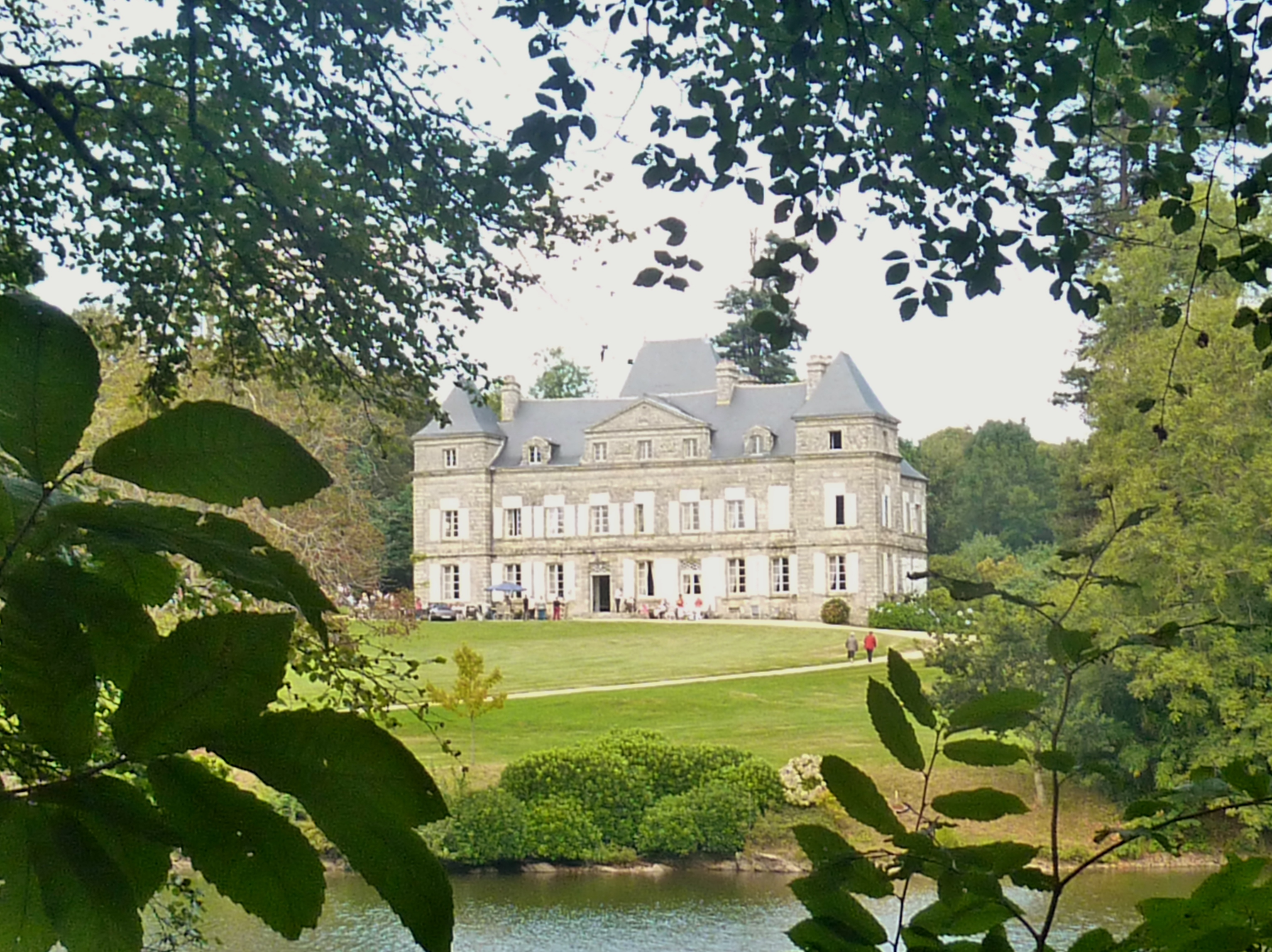
Le château de Trohanet : vue d'ensemble 1.
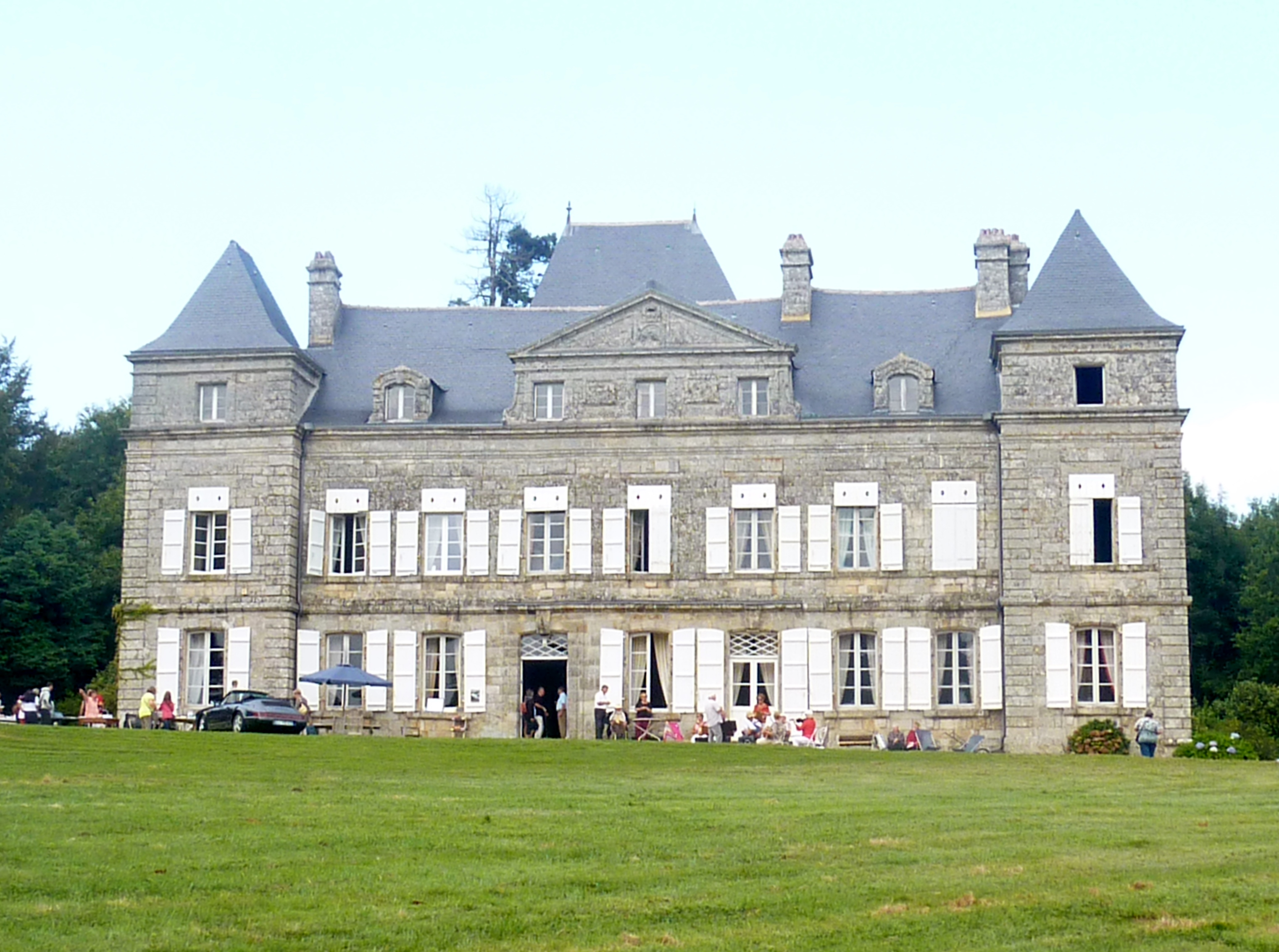
Le château de Trohanet : vue d'ensemble 2.
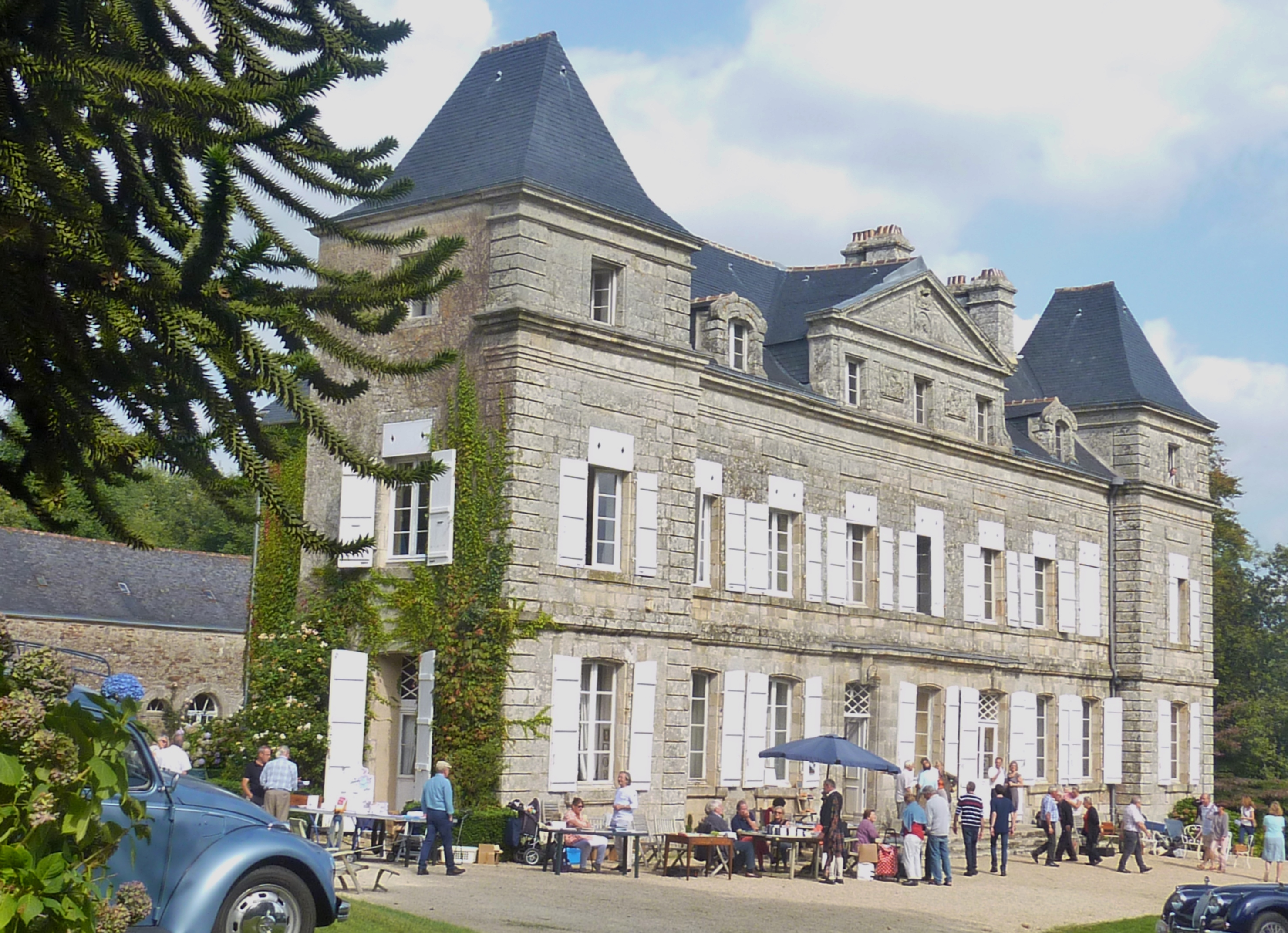
Le château de Trohanet : vue d'ensemble 3.
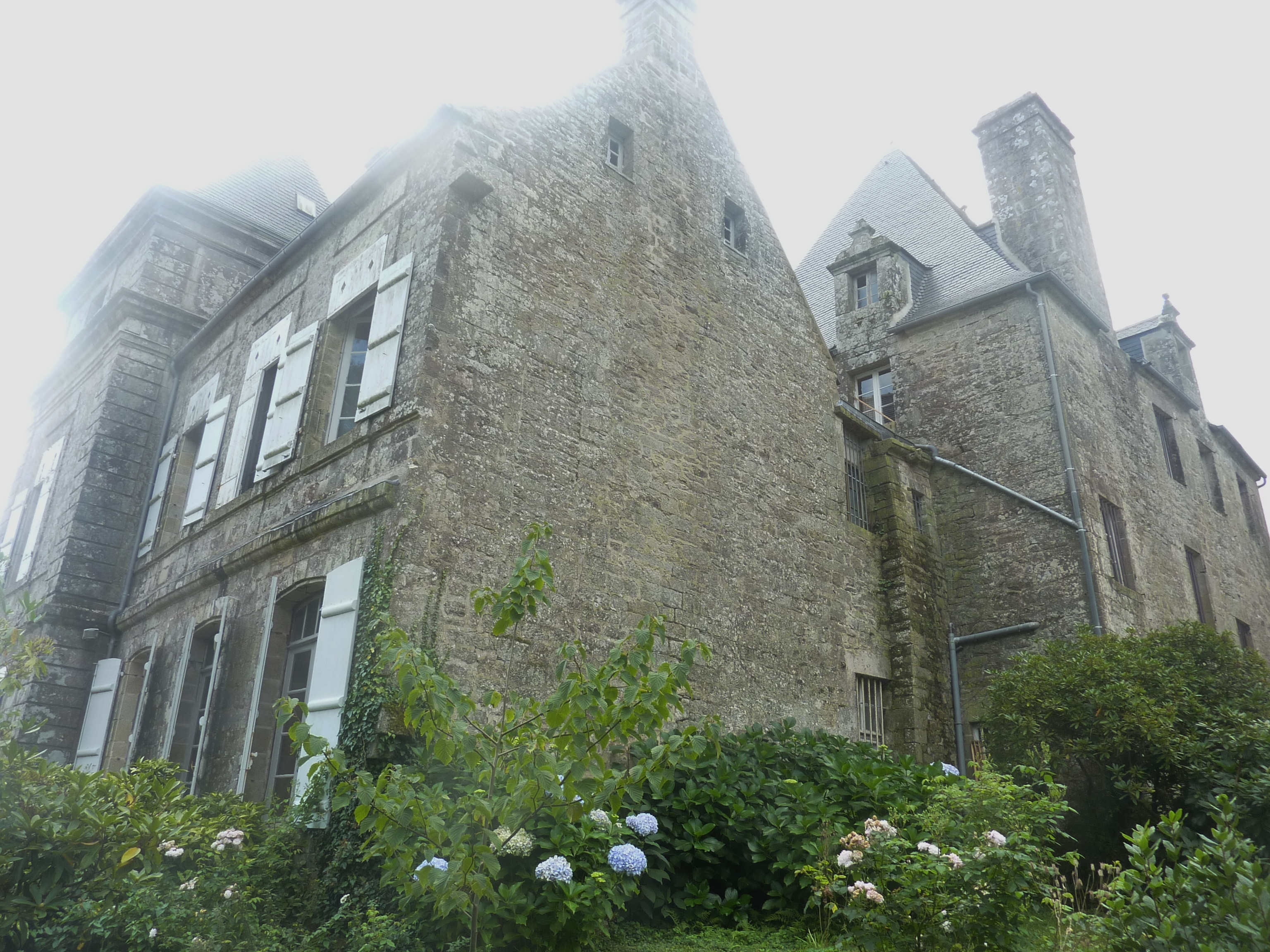
Le château de Trohanet : l'arrière.
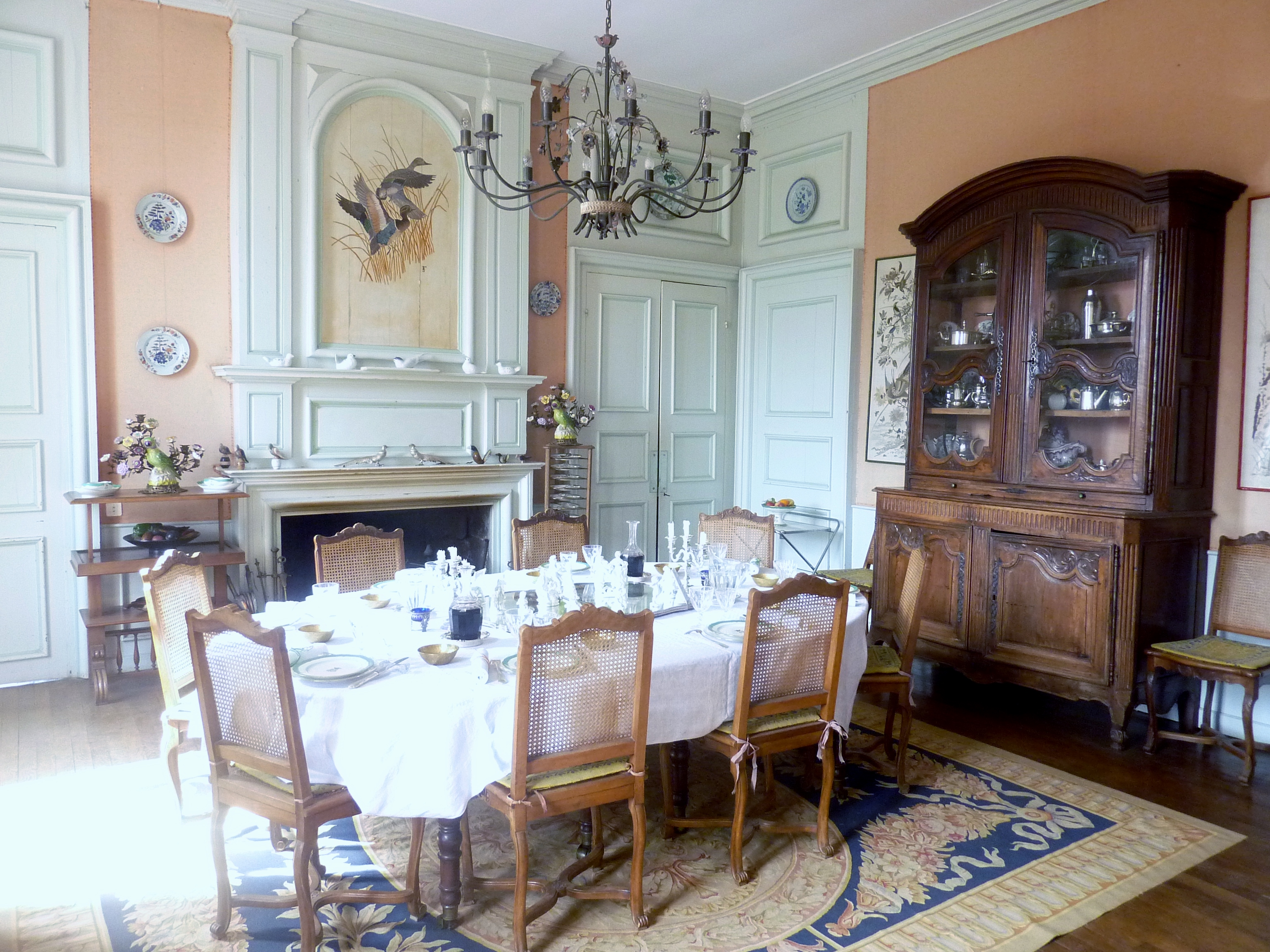
Le château de Trohanet : la salle à manger.
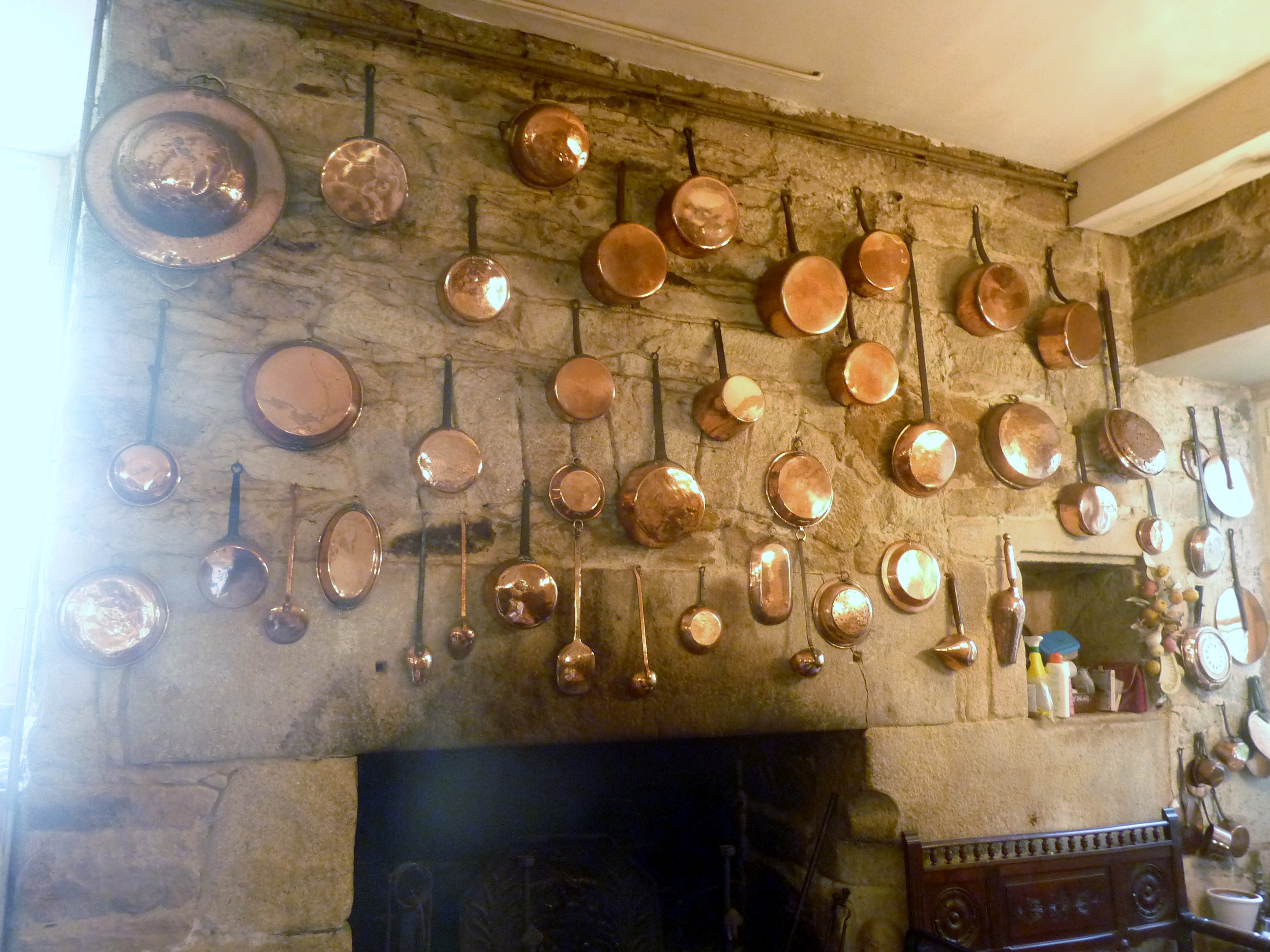
Le château de Trohanet : la cuisine.
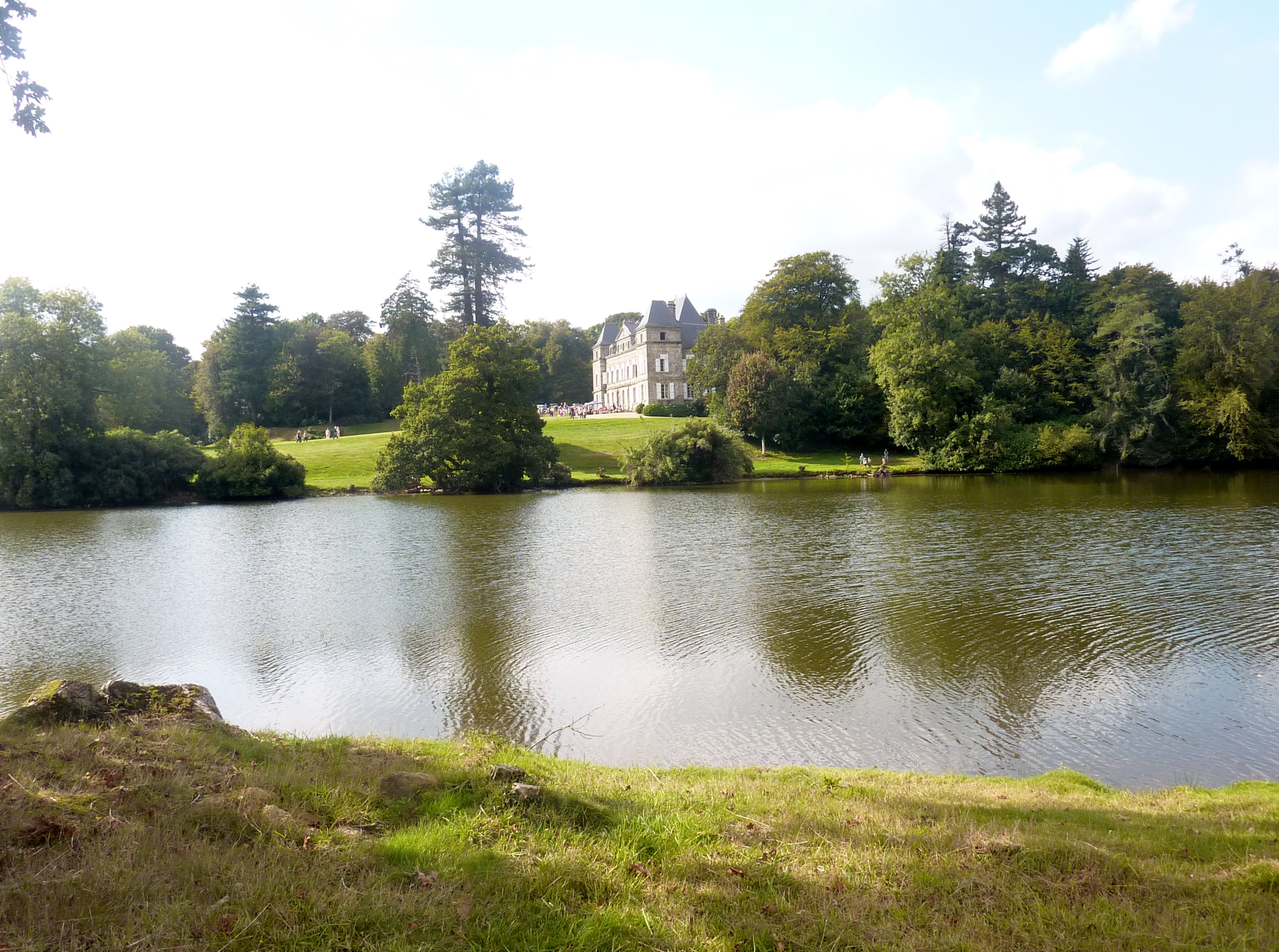
Le château de Trohanet : l'étang et, en arrière-plan, le château 1.
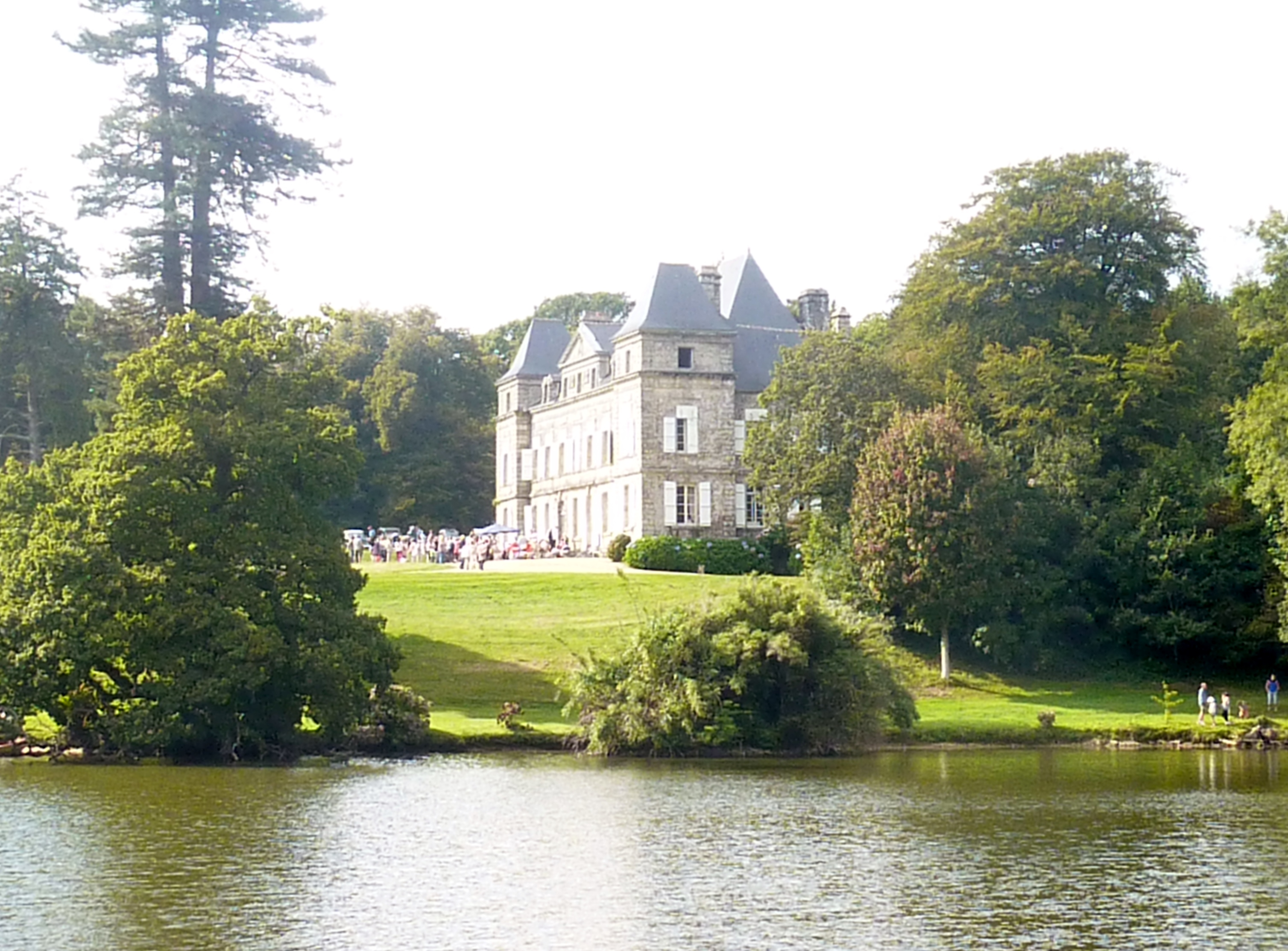
Le château de Trohanet : l'étang et, en arrière-plan, le château 2.
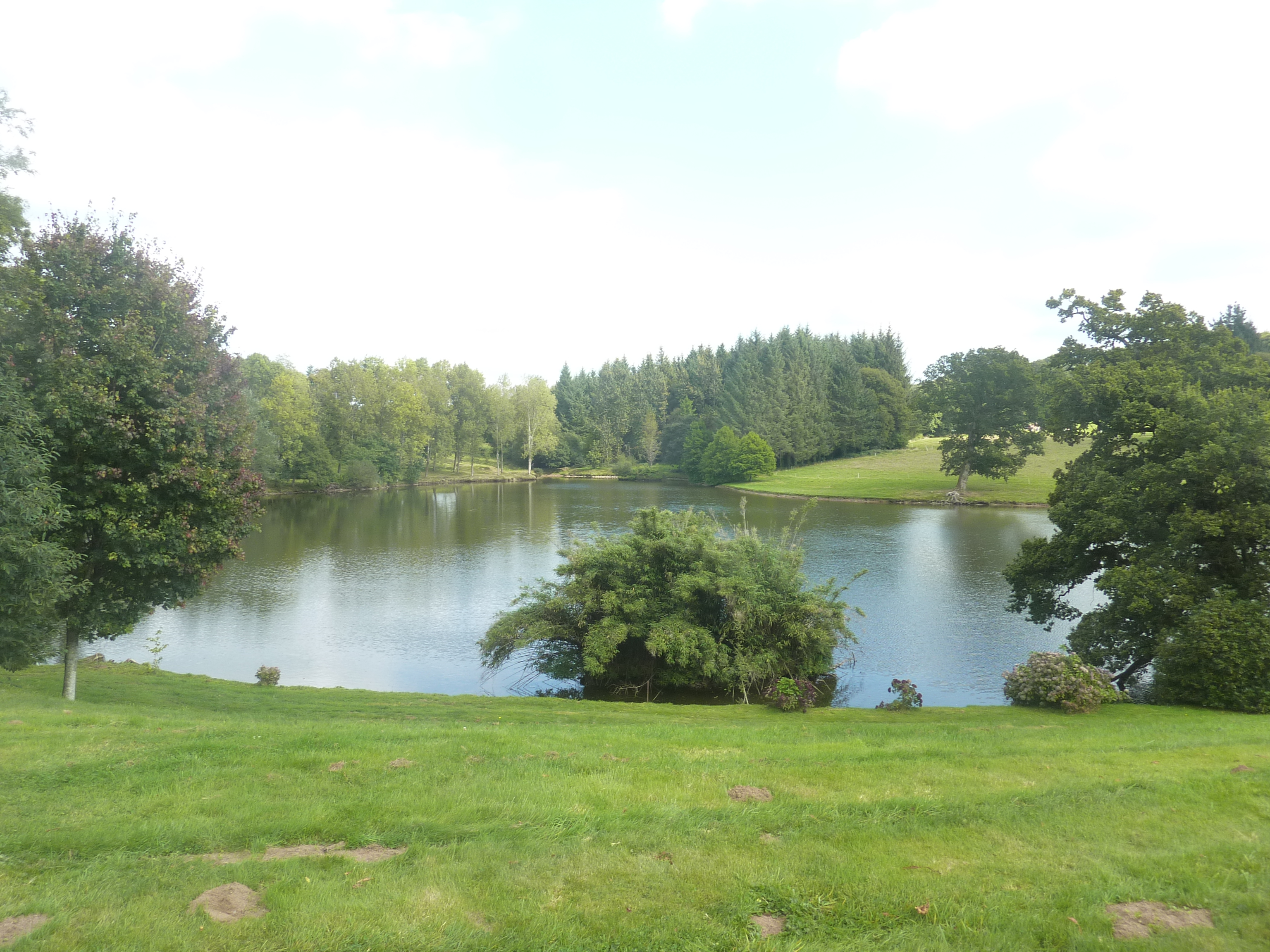
Le château de Trohanet : l'étang devant le château.
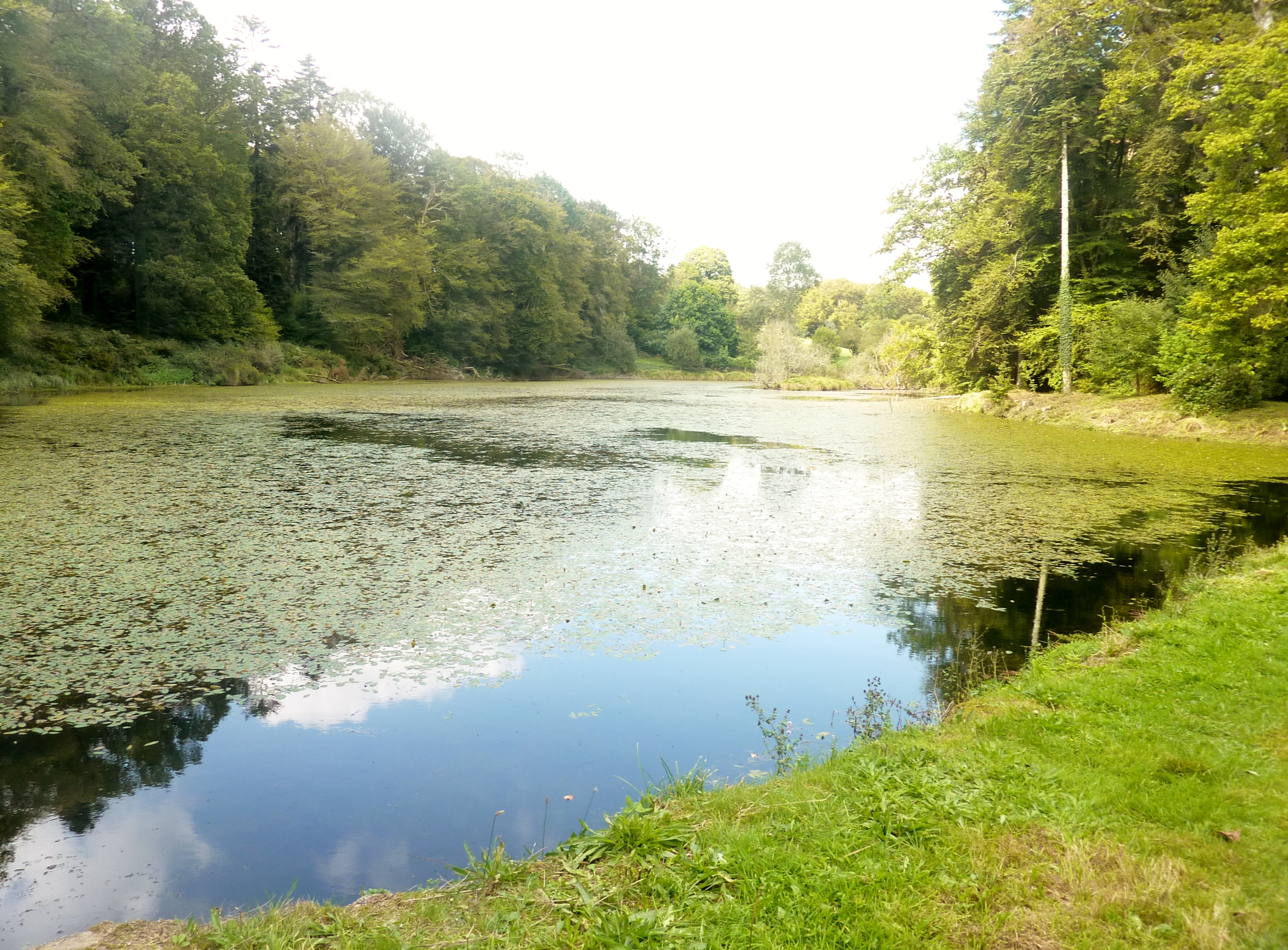
Le château de Trohanet : le deuxième étang situé plus en amont.

#### Les familles de Keroualle (Keroual) et de Liziart
Avant les Kerstrat et les La Grandière, ce sont les familles Penancoet de Kerroualle et de Liziart qui possédaient le manoir de Trohanet. Il est fait mention d'un Guillaume de Liziart qui habite Tnouanet et épouse en 1415 Éleonore de Penguilly ; il décède en 1446 et c'est son fils, également dénommé Guillaume, qui lui succède dans la propriété de Trohanet ; il est sénéchal de Cornouaille : six générations de cette lignée, dont une partie par les femmes, vont habiter Trohanet jusqu'à sa vente aux Penancoet de Keroualle :
- Guillaume de Liziart marié en 1482 à Marie de Kernivynen, puis à Marie Le Saux et en troisièmes noces, en 1498, à Catherine de Kermerien.
  - Marie de Liziart, mariée en 1503 à Alain de Kerguelenen.
    - Jehanne de Kerguelenen, mariée en 1521 à Jehan de Penguilly.
      - Marie de Penguilly mariée en 1558 à Jean de Kersaudy.
        - Pierre de Kersaudy, marié en 1612 à Anne Marie de Plœuc.
          - Mauricette de Kersaudy, mariée en 1620 à Christophe de Fouquet, seigneur de Chalain (neveu du "Grand Fouquet" que fit enfermer le roi Louis XIV).

C'est René de Penancoët de Keroualle qui acheta Trohanet en 1629 à Mauricette de Kersaudy, épouse de Christophe de Fouquet.
René de Penancoët de Keroualle est le père de Guillaume de Penancoët de Keroual dont est issue, de son mariage en 1645 avec Marie de Plœuc, Louise de Keroual, la future duchesse d'Aubigny, maîtresse du roi d'Angleterre Charles II ; elle est l'ancêtre de Lady Diana, donc du Prince William, héritier du trône d'Angleterre. La jeune sœur de Louise, Mauricette, épousera d'abord en Angleterre le comte de Pembroke dont elle sera veuve, sans enfant, et ensuite le marquis de Gouffier Thoix dont la petite fille épousera un aïeul direct de l'actuel propriétaire.

#### Les Tréouret de Kerstrat

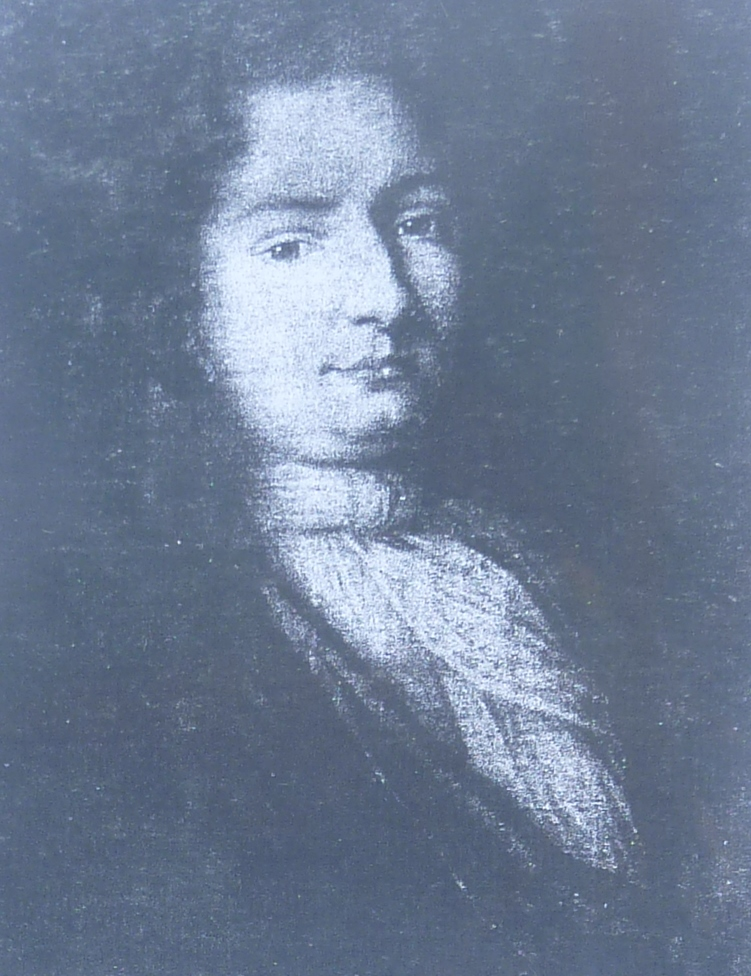
Le château de Trohanet : portrait de Jean Hyacinthe Tréouret de Kerstrat (1774-1795).

Les Kerstrat achètent Trohanet aux Keroualle en 1696.
- Urbain de Tréouret de Kerstrat, né en 1624, était conseiller du roi, sénéchal de Châteaulin et premier magistrat de la ville et juridiction de Châteaulin, marié en 1653 avec Françoise Le Gouvello, dame de Lezelé.
  - Leur fils Joseph Hyacinthe Tréouret de Kerstrat, décédé en 1722, se maria avec Anne La Roche.
    - Leur fils cadet, Joseph-Louis de Tréouret de Kerstrat, né en 1694, décédé le 3 mai 1754 à Briec, se maria avec Hyacinthe Mathurine Élisabeth Renée Anne de Robien.
      - Leur fils aîné, le comte Jean-Marie de Tréouret de Kerstrat[147], marié le 16 janvier 1769 à Saint-Nolff avec Julie Charlotte Marie Thérèse du Bot du Grégo[148] (sœur du marquis du Grégo, propriétaire du château de Trévarez), possesseur de vastes domaines, y compris à Fouesnant, et jouissant d'une influence considérable dans la région, menacé et son château partiellement pillé, émigra à Londres en 1793 ; il laisse cinq enfants à la charge de sa sœur Céleste (il était alors veuf de Julie du Bot du Grégo) ; Céleste prétendra que Trohanet lui appartient et Trohanet échappa ainsi à la confiscation et à la vente comme bien national.
        - L'un de leurs fils, Jean Hyacinthe Tréouret de Kerstrat, né en 1774 et baptisé le 15 juin 1775 dans la chapelle du château de Grego à Surzur, après avoir suivi les cours du collège de Rennes, avait d'abord pris parti avec passion pour les idées des Lumières, la liberté, la justice, et s'enthousiasmait pour la Révolution en marche, s'engageant même, lui, le fils d'un comte, comme volontaire dans les gardes nationaux, mais il finit par retrouver son père émigré en Angleterre, puis débarque à Quiberon en juin 1795, rejoignant Cadoudal, Vincent de Tinténiac (avec qui il avait un lien de parenté, Vincent de Tinténiac étant le petit-fils de Marie-Rose Tréouret de Kerstrat, sœur de Joseph-Louis de Tréouret de Kerstrat) et les chouans de l'Armée rouge. Il se réfugie à Trohanet en compagnie de Guernizac et du chevalier de Brieuc, qui devient un centre de chouannerie et où, trahi par une vieille servante qui le dénonça, il fut arrêté en octobre de la même année[149]; conduit d'abord à Quimper, puis à Brest où il est condamné à mort le 16 vendémiaire an IV[150] ; il est fusillé à l'âge de vingt ans[151].
        - Un autre de leurs fils, Thomas-Paul Charles Tréouret de Kerstrat, né le 16 juillet 1780 à Briec, décédé le 10 juin 1838 à Quimper, participa à la résurgence de la chouannerie en 1799-1800. un signalement au préfet  précise en l'an VIII qu'un « rassemblement de chouans et de brigands se fait à Edern et à Briec ; ils couchent dans les champs environnant le château de Trohanet (…) Cornouaille [Michel-Armand de Cornouaille] et Kerstrat [Thomas-Paul Charles Tréouret de Kerstrat] en sont les chefs (…). Ils menacent de mort toute personne qui viendrait les découvrir»[152].

      - Joseph-Louis-Hyacinthe de Tréouret de Kerstrat (fils cadet de Joseph-Louis de Tréouret de Kerstrat), né le 20 octobre 1745 au château de Trohanet, émigra également à Londres et participa lui aussi au débarquement de Quiberon. Blessé de deux balles lors de la bataille du château de Coëtlogon le 18 juillet 1795 au cours de laquelle Vincent de Tinténiac trouva la mort, il parvint à se cacher dans un village des environs de Sarzeau, non loin du château du Grégo. Marié en 1785 avec Marie-Julienne Mahé de Berdouare, surnommé Jobic Kerstrat dans le roman d'Auguste Hilarion de Kératry Les derniers des Beaumanoir ou La Tour d'Helvin[153], publié en 1824.

#### La famille de La Grandière

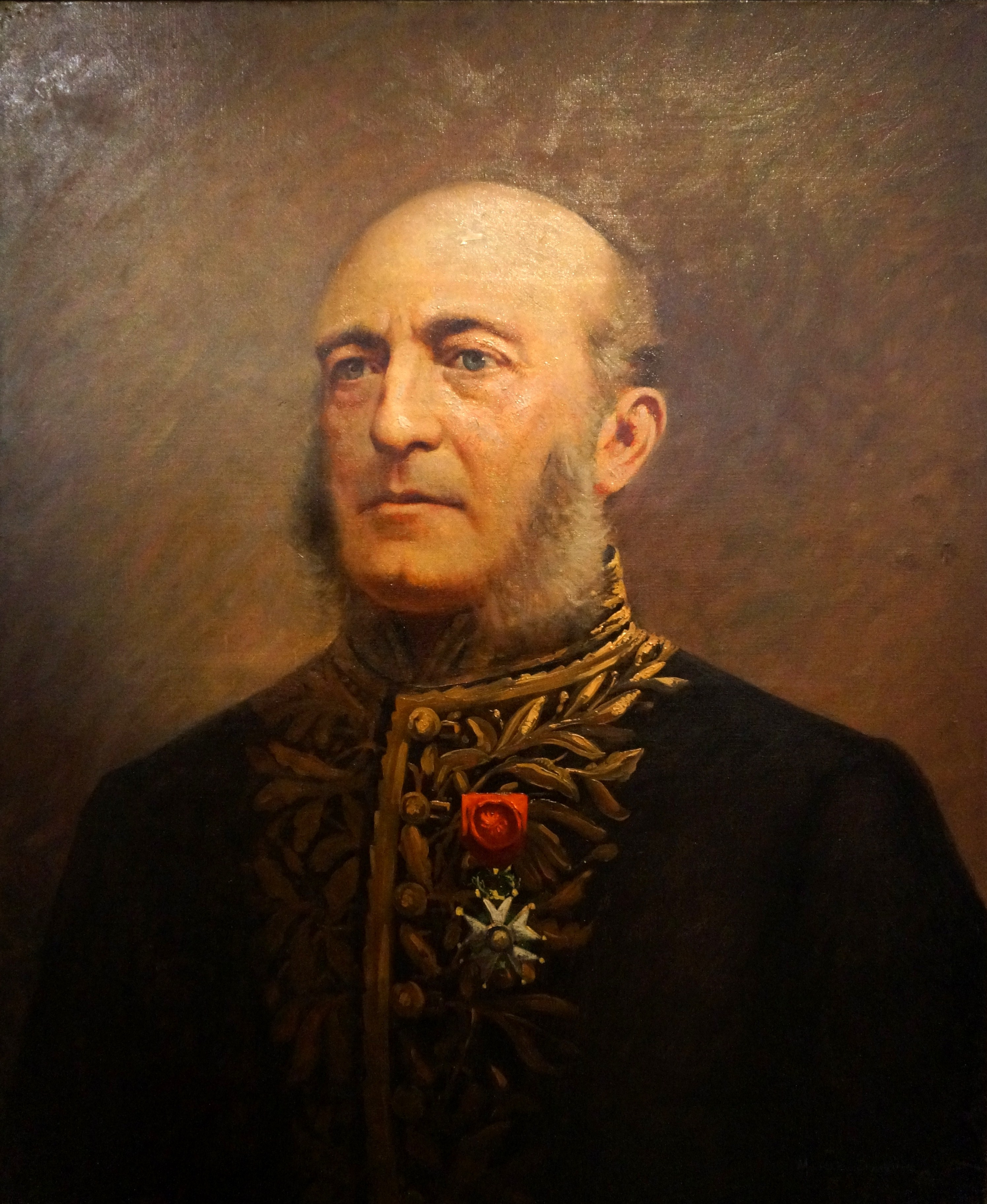
L'amiral Pierre-Paul de La Grandière.

C'est Joseph Louis de Kerstrat, le fils de Thomas Paul Charles de Tréouret de Kerstrat, qui hérita de Trohanet et qui, ruiné, le vendit en 1851 au futur amiral Pierre-Paul de La Grandière dont descend l'actuel propriétaire. Il est le père de Marie de Kerstrat qui développa le tourisme dans la région de Pont-l'Abbé et fit connaître le cinéma aux Canadiens. Il semble que depuis plusieurs années, les Kerstrat n'habitaient plus Trohanet mais le château de Trévarez qu'ils possédaient de façon indivisaire avec leur tante Julie du Grégo (qui avait été la maîtresse du général Hoche alors que celui-ci était chargé de combattre la chouannerie dans l'Ouest de la France) ; lors de l'acquisition du château par le futur amiral de La Grandière, en 1851, il n'y avait qu'une seule pièce d'habitable dans Trohanet. C'est l'amiral de La Grandière, qui de retour de son poste de gouverneur en Cochinchine (1862-1867), entreprend les travaux de réhabilitation de l'intérieur de Trohanet. Il fit également venir le paysagiste Denis Bühler qui transforma le pourtour de Trohanet - jusque-là organisé en terrasses - en parc romantique à l'anglaise. Il est conseiller général du canton de Briec jusqu'à sa mort le 25 août 1876. Son épouse était Augustine du Marrallac'h, sœur d'Auguste du Marrallac'h (château du Perennou en Plomelin) ; elle était décédée en 1868 à son retour d'Indochine où elle avait contracté des fièvres asiatiques.
Leur fils, le vicomte Augustin-Félix de La Grandière, lieutenant de cavalerie fait prisonnier à Sedan et démissionnaire, lui succède et entreprend la mise en œuvre des prescriptions du plan de Bühler : ces travaux seront achevés en 1902.
À sa mort, Augustin de la Grandière, ayant hérité de deux propriétés en Anjou qu'il laisse à ses deux fils, c'est sa fille aînée, Marie-Thérèse, épouse du comte René d'Espiès, officier, qui lui succède dans la propriété de Trohanet. René d'Espiès sera maire de Langolen de 1925 jusqu'à son décès en 1944. la comtesse d'Espiès sera une des premières femmes élue maire d'une commune française en 1945.
Le couple n'avait pas d'enfant et  lègue Trohanet à leur neveu, le comte François de Pimodan, (fils d'Yvonne de La Grandière, sœur puînée de Marie Thérèse) officier de cavalerie, lieutenant colonel commandant le 8e régiment de Hussards, mort pour la France en Algérie (1958). Trohanet passe alors à son épouse, Geneviève de Mieulle, lors du décès de Marie-Thérèse d'Espiès en août 1970 ; à sa mort en septembre 1988, un an après la tempête d'octobre 1987 qui a ravagé le parc de Trohanet, mais heureusement épargné la maison, la propriété de Trohanet revient à son fils, Baudoin de Pimodan, qui accepte des visites du château sur rendez vous(visites payantes au cours de l'été).
La propriété est ouverte gratuitement à la visite lors des journées nationales des Parcs et jardins (dernier week-end de mai) ainsi que lors des Journées européennes du patrimoine (troisième week-end de septembre).

### Patrimoine naturel
- Le « Lac caché » est un lieu de promenade proche du bourg qui a été rendu accessible et aménagé en 2021 dans le cadre d'un chantier international organisé par l'association Concordia[159].

## Jumelages
Ruthin (Royaume-Uni).

## Événements

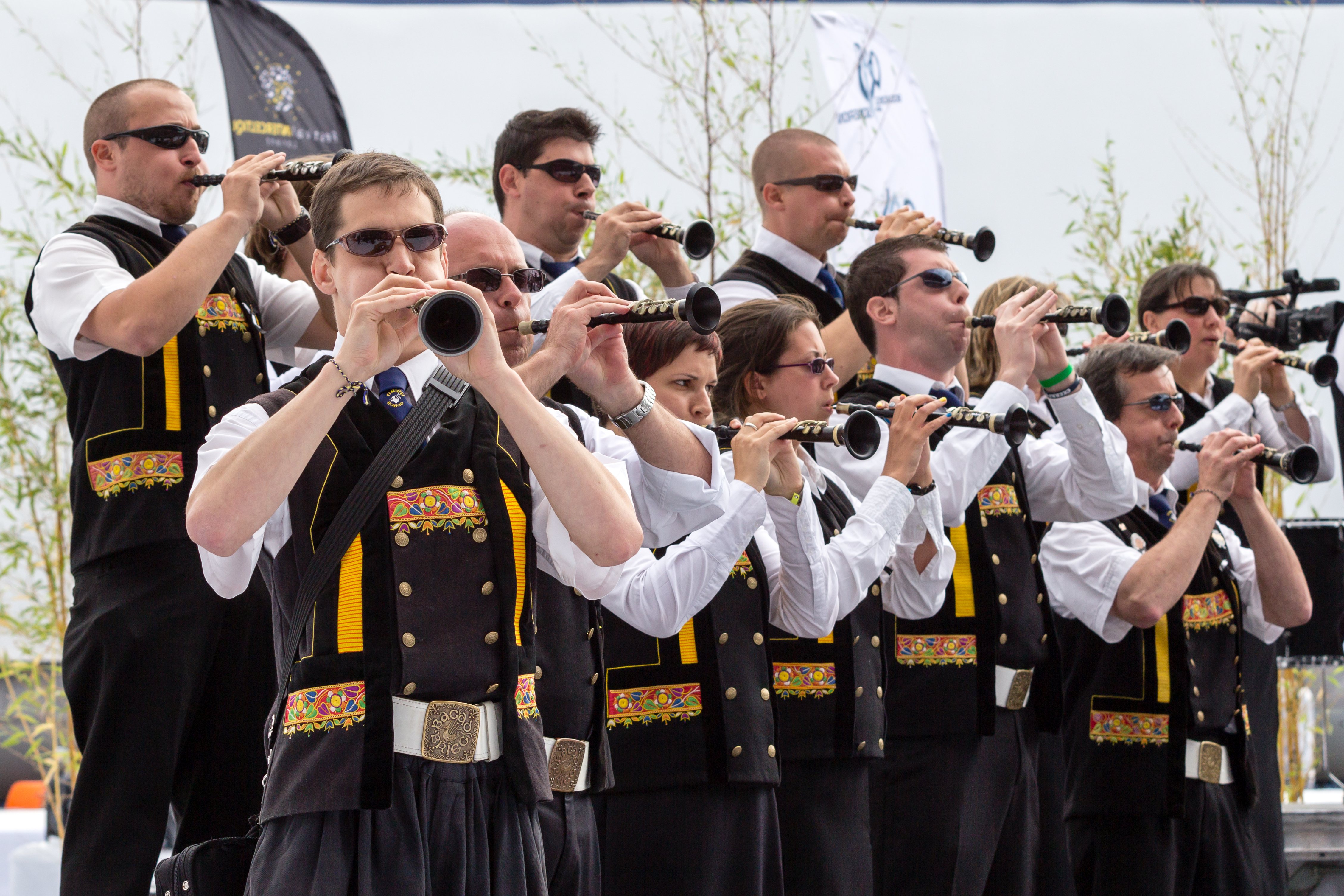
Le Bagad Brieg lors du Festival interceltique de Lorient en 2012.

- Un marché non alimentaire se tient les premiers mardis du mois sur la Grande Place. Un marché alimentaire hebdomadaire, le vendredi matin, a également lieu.
- En 2007, le Bagad Brieg a été sacré champion de Bretagne des Bagadoù.
- En 2014, le pipe band de Brieg a été sacré champion du monde des Pipe band en grade 2.

## Enseignement à Briec
La commune de Briec comprend deux écoles primaires :
- l'école Yves-de-Kerguelen (publique) ;
- l'école Sainte-Anne (privée) ;

et comprend deux collèges :
- le collège Pierre-Stéphan (public) : construit en 1982, il occupe une surface bâtie de 4 505 m2, et accueille 450 élèves pour l'année scolaire 2013-2014 ;
- le collège privé Saint-Pierre : les effectifs pour l'année scolaire 2009-2010 sont de 253 élèves.